# おかあさんといっしょ
『おかあさんといっしょ』は、1959年（昭和34年）10月5日から放送されている2 - 4歳児向け教育・音楽番組。2024年10月現在、NHK教育テレビジョン（NHK Eテレ）および国際放送のNHKワールド・プレミアムで放送されているが、かつては、NHK総合テレビジョン、NHK衛星第2テレビジョン、NHKデジタル衛星ハイビジョンでも放送されていた。日本のテレビ放送黎明期から続いている長寿番組でもある。1995年以降は、ハイビジョン制作を実施。
新聞テレビ欄などでは字数制限の都合上、「お母さんといっしょ」「お母さんと一緒」などと表記される場合があるが、本来は「おかあさんといっしょ」と全て平仮名で表記するのが正しい。略称は「おかいつ」。
本項では、2002年4月1日から2010年3月18日まで衛星第2テレビにて放送されていた『BSおかあさんといっしょ』と2005年4月9日から2008年3月29日まで毎週土曜に教育テレビにて放送されていた『おかあさんといっしょ あそびだいすき!』についても記述する。　

## 番組概要
1959年10月5日に開始し、番組構成が変更されながらも現在に至るまで放送され続けている長寿テレビ番組で、NHK、また日本を代表する番組のひとつである。番組開始当初はその名の通り『母と子が一緒に楽しむエンターテイメント番組』というスタイルで、毎週月曜日、20分の生放送であった。1966年3月より同局の幼児番組『うたのえほん』が同番組の歌および体操のコーナーとして併合され、1976年に同コーナーが終了したことに伴い、1976年4月に放送内容が改変された。その後、朝の本放送は総合テレビで月 - 土曜日の朝9時30分 - 9時55分枠で放送され、夕方の再放送は教育テレビで（1984年度までは総合テレビでの放送）放送されていたが、1997年4月からは土曜日のみ本放送も教育テレビに移動され、1998年4月より平日の本放送も教育テレビに移動された。1995年9月収録、同年10月放送分よりハイビジョン制作開始。これはNHKを含め、子供番組で初めての事だった。2011年度までは有効走査線数の少ないアナログハイビジョンになっていたが、2012年度以降は過去のクリップを含めデジタルハイビジョン映像になった。
2002年4月1日から2010年3月18日まで衛星第2テレビにて『BSおかあさんといっしょ』が放送されていた。2010年度から2015年度まで土曜日の放送のみ『おかあさんといっしょ あつまれ!土曜日』のタイトルで放送されていた。番組出演者は通常放送と同じだが、進行をたいそうのおにいさんとたいそうのおねえさんが担当して、体を動かす事がメインとなった構成になっている。また、年に約10回前後地方での収録が行われていて、これには体操のお兄さん、体操（身体表現）のお姉さんのみが収録に参加する。また、海外向けのNHKワールド・プレミアムでも放送されている。また、国会中継や高校野球、大相撲放送等が延長された時のフィラー番組として「おかあさんといっしょmini」（放送時間5分もしくは10分）が不定期に放送されていた。
現在の主な番組内容は、歌のコーナー・着ぐるみ人形劇・短編アニメーション・生活習慣コーナー・体操のコーナーなどがある。歌のコーナーからは、「だんご3兄弟」や「ドンスカパンパンおうえんだん」などといったヒット曲も登場している。
現在の主な番組出演者は進行役となるうたのおねえさんとうたのおにいさん、たいそうのおにいさんとたいそうのおねえさん、および人形劇のメインキャラクターとなっている。
現在使用されている番組ロゴは、古くは1970年代から使用されている。「おかあさん（改行）と（改行）いっしょ」のものと「おかあさんと（改行）いっしょ」のものが存在し、前者はオープニングでは1992年10月3日まで使用され、エンディング（文字のみ）では2009年3月28日まで使用された。後者は雲の形をしており、基本的に赤地に白文字のものがよく使用される。オープニングでは1992年10月5日より使用されており、エンディングでは2009年3月30日より使用されている。BS版のロゴは後者のロゴの左上に「BS」のロゴ（1995年度から2010年度までNHKで使用された先代のロゴ）が付けられたものである。
スタジオ収録には公募抽選によって選ばれた一般の子供が参加し、番組進行そのままの形でノーカットで行われている。1998年度を以て地方収録は一旦終了したが、2010年度から2015年度の「あつまれ!土曜日」では、体操のおにいさん・身体表現のお姉さんのみが地方に行って収録が行われるようになった。2016年度からの土曜版はタイトルから「あつまれ!土曜日」がなくなり、地方での収録が大幅に削減されている。なお、BS版では開始から一貫して地方収録スタイルで全国47都道府県を巡回していた。地方発のときは土曜日にスタジオ以外のホールなどからの公開収録が放映されたこともあった。NHKが2006年に公開した「ジャンル別番組制作費」によると、同番組の制作費は1本につき約320万円。
スタジオ収録の公募は開始から長らく往復はがきでの申し込みによる抽選だったが、2010年3月26日以降の応募からは対象が保護者がNHKネットクラブプレミアム会員である場合に限られ、インターネット上で申し込む形式になった（1か月間で応募できるのは1回だけ。また当選した場合、収録に参加する日や時間を選ぶ事はできない）。応募可能なのは、参加する子供が3歳の誕生月から4歳の誕生月までの計13回となっており（例えば、2019年4月に応募できるのは、2015年4月 - 2016年4月生まれの子）、身体・知的等の障碍を持っている子でも番組収録に参加する事は可能。ただし、服装などで特定のブランド名や固有名詞などが前面に出ている服や、反射素材を含んだ物を出演する子供が着用する事は禁止されている。
2011年4月4日から4月30日の間は東日本大震災の影響により、スタジオでの子供の参加が一時的に見合わせとなった。
2020年4月6日以降、新型コロナウイルスの感染拡大防止のため、スタジオでの子供の参加が一時的に見合わせとなった。感染拡大を受けて、6月には「今月の歌」の披露が休止され、この時期としては異例の特別編成で「やぎさんゆうびんスペシャル」が放送された。8月1日放送の「ファミリーコンサートスペシャル」では、冒頭のトークで新型コロナウイルス感染拡大の現状について言及し、最後は視聴者に向けて感染予防を呼びかけ、コンサート再開を楽しみに待つ旨のメッセージで締めくくった。2021年度以降は、土曜日（地方収録がある週は金曜日）のみ少人数制・保護者同伴・ソーシャルディスタンス確保の条件付きでスタジオでの子供の参加が再開（緊急事態宣言発出時など見合わせた時期もあった）。地方収録も2022年1月から同様の形式で再開された。なお、新型コロナウイルスの感染法上の分類が2023年5月8日から5類に引き下がったことを受け、同年6月の収録募集分より放送センター回は親子参加から子供のみでの収録募集に戻り、同年11月10日よりそれまでの親子収録と同じ曜日に限定する形で従来の収録形式での放送が再開され、2024年4月1日からは全曜日で子供入りのスタジオ収録回に戻った。

## 歴史

### 放送開始 - 1960年代

#### 概要
番組開始当時の子供向けに作られたテレビ番組は、学校放送など教育や教養を扱うものやアメリカン・コミックスなどを題材にしたテレビ映画・漫画映画が主で娯楽性のある子供向け番組は少なかった。『おかあさんといっしょ』が開始以降の1960年代 - 1970年代に、日本テレビの『おはよう!こどもショー』やフジテレビの『ママとあそぼう!ピンポンパン』など、日替わりで10 - 20分程度のコーナーを1 - 2本放送する番組が多く制作された。

#### 年表
- 1959年10月5日 NHK総合テレビジョンで放送開始。当時の放送時間は毎週月曜日13時40分 - 14時で、週1回の放送。当時は今のような純粋な幼児番組ではなく、「母と子が一緒に楽しむエンターテイメント番組」だった[4]。レギュラーとして旗照夫、宮崎恭子、島田妙子の3名が交代で出演しており、ゲスト枠には長岡輝子、中村メイコなどが出演していた。
- 1960年9月 放送開始1年を機に月曜日から土曜日までの週6日の帯番組に変更。放送時間が午前に移り10時5分 - 10時30分に変更される。この時は以下の通りのコーナーで構成されていた。
  - 月曜日・火曜日：ブーフーウー（初代人形劇）
  - 水曜日・木曜日：うたってあそんで（ミュージカル・バラエティ）
  - 金曜日：いいものつくろ（工作）
  - 土曜日：なかよしおばさん（しつけ・生活指導）
- 1961年4月 現在の歌のコーナーの前身となる『うたのえほん』が月曜 - 土曜の8時30分 - 8時40分の10分間の独立番組として始まる。この時点ではうたのおねえさんとたいそうのおにいさんのみの登場で、おねえさんは隔週交替で出演していた（真理ヨシコと中野慶子が初代のおねえさんとなる。初代たいそうのおにいさんは砂川啓介）。
- 1963年10月 たいそうのおにいさんが砂川と佐久間俊直の2人体制となる。
- 1964年10月 放送5周年。
- 1966年4月 独立して放送されていた『うたのえほん』が番組内の1コーナーとして番組に内包される（以後1976年3月まで放送される）。
- 1969年 『うたのえほん』でシンセサイザー伴奏が用いられる（以後1995年度まで26年間、スタジオでの歌で用いられ続けた）。
- 1969年10月 放送10周年。カラー放送を開始。

### 1970年代

#### 概要
放送開始から10年を超え、『うたのえほん』開始からは10年たった1971年、新たにうたのおにいさんが設けられるなど、従来からの形を大きく変えることが多々あった時代である。特に1976年度の大幅リニューアルは、現在の番組スタイルの元となった。その一方、金・土は従来の形を維持した編成を取るなど、試行錯誤の跡が数多く見受けられる。また、視聴者の年齢が低年齢化し、番組の内容が現在の3歳児向けへとシフトチェンジしていった時代でもある。

#### 年表
- 1971年11月 うたのえほん開始から10年のこの年、8代目うたのおねえさんだった森晴美の後任に男性を起用する形でうたのおにいさんが登場し、同じく8代目うたのおねえさんだった斉藤昌子と交互に出演した。初代うたのおにいさんは田中星児。
- 1974年4月 うたのおねえさん11代目として斉藤伸子と松熊由紀が同時に登場し、田中星児を含めた3人で交代で出演する。
- 1974年10月 放送15周年。
- 1976年4月 『うたのえほん』他各曜日別で放送していたコーナーが金曜日・土曜日を除いて終了し、歌・人形劇・体操の3つを3本柱にした現在とほぼ同様のスタイルにリニューアル。同時に放送時間を9時30分 - 9時55分（再放送は1974年から17時30分 - 17時55分）に変更。2代目うたのおにいさん水木一郎が登場し、すべてのおにいさん・おねえさんが2人いる体制となったため、交代で登場するスタイルをとった（田中星児が卒業し、3代目うたのおにいさんたいらいさおが登場した1977年度も同様）。人形劇も『ゴロンタ・トムトム・チャムチャムと遊ぶ』（1977年度より『ゴロンタ劇場』に改題）に変更した。
- 1976年12月31日 第27回NHK紅白歌合戦に田中星児が出場、自身のヒット曲『ビューティフル・サンデー』を歌唱。『ゴロンタ・トムトム・チャムチャム』が客席通路でうたのおにいさんを応援した。
- 1977年10月 エンディングテーマを導入し、「ゴロンタ音頭」が使用開始。
- 1979年4月2日 『ゴロンタ劇場』に替わり『ブンブンたいむ』がスタートすると同時に、一部リニューアル。うたのおにいさんとおねえさんが宮内良と奈々瀬ひとみに交代し、うたのおにいさんとおねえさんが1人ずつという形となった。この改編によって、現在の形に近いスタイルとなった。また、『パジャマでおじゃま』と『はみがきじょうずかな』が放送開始。2年間の休止を挟みつつ現在も放送されている最長寿コーナーとなっている。さらに、3月まで6代目たいそうのおにいさんだった輪島直幸が、たいそうのおにいさんとしての出演から番組の総合司会のポジションに移動し、たいそうのおにいさんは瀬戸口清文1人になる。オープニングとエンディングが同時に変更され、エンディングは「ブンブンホイ」に変更。さらに、体操が「パラランたいそう」に変更された。
- 1979年4月7日 人形劇『ミューミューニャーニャー』が放送開始。後の『ぐ〜チョコランタン』のプロローグとなった『スプーとガタラット』を除き、単体の作品としては唯一他の人形劇作品（『ブンブンたいむ』『にこにこぷん』）と並立して1983年3月まで放送された。
- 1979年10月 放送20周年。
- 1979年12月31日 第30回NHK紅白歌合戦に『ブンブンたいむ』のキャラクターがゲスト出演。西城秀樹が『YOUNG MAN (Y.M.C.A.)』を歌う中、客席通路で同曲を踊った。

### 1980年代

#### 概要
1981年の身体表現のおねえさん登場、更に1983年度の改編で1979年度から1980年度以来となるうたのおにいさん・おねえさんのペアスタイルが取られたことで、おにいさん・おねえさん4人による番組進行のスタイルが確立する。また、ファミリーコンサートの開始、月替わりの歌の放送など、現在に至るまで続いている企画、イベントの多くが始動。1983年に土曜日に残っていた旧来の2コーナー編成による平日版との差別化が廃されて全曜日番組構成が統一化され、1985年には再放送が総合テレビから教育テレビに移動、翌1986年にはステレオ放送を開始するなど、時代に合わせた番組編成もこのころから見受けられている。また、出演者の長期出演、コーナーの長期放送が目立つようになる。

#### 年表
- 1980年4月 体操が「コケコッコたいそう Part1」に変更。
- 1980年12月31日 第31回NHK紅白歌合戦に、榊原郁恵の「ROBOT（ロボット）」という曲で『ブンブンたいむ』がゲスト出演者として、バックダンサーで出場した。
- 1981年4月 司会だった輪島直幸が卒業し、前年からパイロット版が放映されていたもうひとつのたいそう（身体表現）として「ハイ☆ポーズ!」がレギュラー放映開始、初代身体表現のおねえさん馮智英が登場。また、うたのおにいさんは宮内良が卒業し、かしわ哲と林アキラに交代、うたのおねえさんは奈々瀬ひとみが卒業し、しゅうさえこに交代、お兄さん2人にお姉さん1人という形となる。歌のコーナーでは、ギター:かしわ哲、ピアノ・エレクトーン：林アキラ、パーカッション:しゅうさえこのセッションスタイルで歌うケースが多かった。体操も「コケコッコたいそう Part2」に変更。
- 1982年4月 人形劇『にこにこぷん』が放送開始、体操は「ぞうさんのあくび」に変更。『にこにこぷん』・「ぞうさんのあくび」の2つは、歴代人形劇と歴代体操の各コーナーの放送期間において、それぞれ最長記録を持つ。『にこにこぷん』開始と同時にオープニングとエンディングも変更され、オープニングはスタジオでオープニングテーマを歌った後に人形劇が始まる形となり、エンディングは「まねっこぷん」に変更された。
- 1983年4月 オープニングが1999年4月まで人形劇と接続する形に変更となり、今月の歌が不定期な形で設けられる（1986年に、現在のようにほぼ毎月替わるようになる）。うたのおにいさんはかしわ哲が卒業し、林アキラ1人に。うたのおねえさんはしゅうさえこが卒業し、森みゆきに交代した。土曜日のみ残っていたコーナー2本形式の放送が終了し、人形劇・各種コーナーの前半部分と、うたとたいそうの後半部分の2部構成が確立する。また、前半部分には、翌年より始まる「朝太ショー」の源流となる伊庭隆進行の「四つのへや」というコーナーが設けられた。
- 1984年4月 エンディングが「さよならマーチ」に変更。現在のハンドゲートを行うエンディングが定着する。古今亭志ん輔（当時は古今亭朝太）出演の「朝太ショー」（1985年度以降は「志ん輔ショー」）が放送開始[5]。1999年3月まで15年間続く長寿コーナーとなり、志ん輔は番組出演者として最長記録を持つ。
- 1984年10月 放送25周年。
- 1985年4月 夕方の再放送が教育テレビに移行。以後土曜日は12年、平日は13年に渡って朝と夕方で放送されるチャンネルが異なる状態が生じる。うたのおにいさんは林アキラが卒業し、坂田おさむに交代する。この交代の際、前年度最終日（1985年3月最終放送日）に交代する新旧の出演者が共演し引き継ぎを行うという形の番組内での卒業発表がはじめて行われた[6]。以降、1994年4月と2012年3月に実施した身体表現のおねえさんの交代と、1999年4月に実施したうたのおにいさん・おねえさん、身体表現のおねえさんの交代を除いてこの形をおおむね踏襲している[注 1]。
- 1985年8月 NHKホールで「おかあさんといっしょファミリーステージ」を開催（翌年には日本武道館で同様のイベントを開催。1987年からNHKホールでファミリーコンサートとして11月に開催し、1989年から5月にも行われるようになった）。
- 1985年9月 同年10月号として「NHKのおかあさんといっしょ」が講談社から創刊。
- 1986年4月 総合テレビでの本放送時において、ステレオ放送を開始（再放送でのステレオ放送は、東名阪の教育テレビで1990年10月、残る各地の教育テレビで1991年3月21日の春分の日から）。同年度より、『今月の歌』が本格的に設けられる。ショートアニメ枠が開設され、『こんなこいるかな』が放送開始。
- 1987年4月 森みゆきと瀬戸口清文が卒業し、神崎ゆう子と天野勝弘に交代する。以降、『にこにこぷん』が終了する1992年10月3日までの5年半は同一のメンバー構成で継続。
- 1987年12月31日 第38回NHK紅白歌合戦に、『にこにこぷん』がゲスト出演。
- 1989年3月 タイの国営テレビ局NBTのチャンネル11において、初の海外版となるタイ版の『おかあさんといっしょ』の製作が開始。人形劇や『志ん輔ショー』などは、現地語に翻訳、タイ仕様にアレンジして放送し、スタジオパートは現地にて新規制作し、放送した。タイ版の番組は後述の30周年記念コンサートや、40周年のときの特別番組でも取り上げられている。なお、タイ版の番組は放送終了しているが、2007年 - 2008年頃には台湾で、「YOYO新樂園」のタイトルで台湾版が作られている。
- 1989年5月・11月 放送開始30周年を記念して「おかあさんといっしょ30周年記念ファミリーコンサート おかあさんといっしょ30年」と「キャラクター・オン・ステージ」を開催。
- 1989年7月 日本初の本格的なテレビの幼児番組がスタート以来30年に及ぶ制作の歴史、実績が評価され、『おかあさんといっしょ』が第12回巖谷小波賞を受賞。
- 1989年10月 放送30周年。

### 1990年代

#### 概要
番組開始30年を超え、番組開始当時見ていた世代が親となり、子供とともに見るといったシチュエーションが増え、子供だけでなく大人の視聴者層が見受けられるようになった。子供番組の教育テレビ集約がきっかけになり、子供番組ゾーンが形成され、『おかあさんといっしょ』はその中心的役割を担うこととなった。1992年には『ひらけ!ポンキッキ』（フジテレビ系列）のガチャピン&ムックとの共演、1995年にハイビジョン制作が開始、1999年の「だんご3兄弟」のヒットなど、特筆すべき出来事も多くあり、また、番組40周年時には大幅リニューアルが実施され、現在のスタイルと同じような形となり、放送時間が拡大された。

#### 年表
- 1990年4月 番組初の派生番組として『母と子のテレビ絵本』が放送開始（テレビ絵本の主題歌として「夢のなか」を当時現役のおにいさん・おねえさんの坂田おさむと神崎ゆう子が歌ったほか、当時存在した歌のコーナーにしばしば出演するなどの関連性があったが、2003年にてれび絵本に改題されると同時に関連性が無くなった。）[注 2]。また、教育テレビにおいて子供番組ゾーン『母と子のテレビタイム』が放送開始、夕方の再放送がこちらに内包される。
- 1991年4月 ショートアニメを変更。『こんなこいるかな』に代わり、『ふたりはなかよし』が放送開始。
- 1991年11月 秋のファミリーコンサートで番組初のハイビジョン収録を実施（ハイビジョン試験放送で放送され、現在もNHKでハイビジョンソースの映像が保存されている。翌1992年春のコンサートでは、地上波でも16:9レターボックスサイズで放送）。
- 1992年5月 春のファミリーコンサート「みんなともだち」に、当時フジテレビ系列で放送していた『ひらけ!ポンキッキ』からゲストとしてガチャピンとムックが登場し、当時のうたのおにいさん・おねえさんの坂田おさむと神崎ゆう子、当時番組レギュラーの古今亭志ん輔と共演し、ポンキッキの楽曲である「このみちどんどん」を歌った。今でこそNHKと民放によるコラボレーションは幾例かあるが、当時としては珍しい両局を代表する子供番組の共演が実現した。
  - このコンサートも前回に引き続いてハイビジョン収録を実施したが、2016年には「お願い!編集長」のリクエストに応える形でこのハイビジョン素材を使用した再放送が実施された。
- 1992年10月2日 この日、春のコンサートにゲスト出演したガチャピンとムックが出演する『ひらけ!ポンキッキ』が放送開始5000回を迎え、今度は逆に『にこにこぷん』のじゃじゃまる・ぴっころ・ぽろりが同番組にお祝いに駆けつけた。この結果、NHKに続き今度はフジテレビ系列局で5か月ぶりに2番組の共演が実現した。
- 1992年10月3日 放送期間10年半、全2229話にわたって放送された『にこにこぷん』がこの日をもって終了。
- 1992年10月5日 人形劇『ドレミファ・どーなっつ!』が放送開始[7]。同時にオープニング映像とBGMが変更され、CGアニメーションと現行の番組ロゴが初めて使用された。エンディングも「ドレミファ列車」に変更。
- 1992年12月31日 第43回NHK紅白歌合戦の企画「テレビ40年思い出の主役たち」に、『ブンブンたいむ』・『にこにこぷん』・『ドレミファ・どーなっつ!』が出演。他番組のキャラクター[注 3]と共に「ひょっこりひょうたん島」を披露した。
- 1993年4月 坂田おさむ、神崎ゆう子、天野勝弘が卒業し、速水けんたろう、茂森あゆみ、佐藤弘道に交代する。
- 1994年3月 15年続いていた「パジャマでおじゃま」と「はみがきじょうずかな」が同月を以って一旦終了した。
- 1994年4月 「ハイ☆ポーズ」のおねえさんの馮智英が卒業し、松野ちかに交代。「ハイ☆ポーズ」の後継コーナーとして「トライ!トライ!トライ!」が放送開始。同時に、1985年以来9年ぶりにスタジオセットを一新。『ドレミファ・どーなっつ!』登場から1年半がかりで番組の雰囲気が大きく変わり、1998年度まで継続する体制が完成した。クレイアニメとして『もんぴー』と『パクシ』を日替わりで放送、翌5月からは、『ふたりはなかよし』に代わって『ふしぎなあのこはすてきなこのこ』が放送開始。
- 1994年4月 NHK衛星第2テレビジョンで、姉妹番組『あさごはんだいすき』が放送開始。前年に番組を卒業した坂田おさむが出演した他、この番組から、にこにこぷんが番組メインキャラクターとして全国を巡回する公開収録型番組が始まる事になった。
- 1994年8月 幕張メッセで開催されていた｢アメリカンフェスティバル'94｣の一環でアメリカコンサートを同所で開催。
- 1994年10月 放送35周年。
- 1994年11月 この年の秋のファミリーコンサート「世界のうた こんにちは」に、当時『英語であそぼ』に出演していたクロイ・マリー・マクナマラがゲスト出演した。
- 1995年4月 NHK衛星第2テレビジョンの『あさごはんだいすき』に代わって同じく衛星第2で『にこにこぷんがやってきた!』がスタート。
- 1995年9月 東京での収録時における番組全編においてハイビジョン製作をスタート。同年10月からハイビジョン実用化試験放送においてハイビジョン放送を開始。これに伴い、テロップ類が一部リニューアル（氏名テロップが、ナール体のシンプルなものから、同フォントに色つきの帯がついたものに変更。衛星波でのハイビジョン放送はNHKデジタル衛星ハイビジョンになった後も2001年度まで継続し、その後、ハイビジョン放送空白期間もハイビジョン機材での収録は継続、ただし、映像保管時は4:3サイズにサイドカットされる場合もあった）。同時にオープニングも同一のBGMのまま映像のみ変更となった。
- 1995年12月 「NHKのおかあさんといっしょ」他講談社の乳幼児向け雑誌と共同で「うたのビデオ」の応募者販売を開始。初年度は「おかあさんといっしょ&ブルーナ うたのビデオ」として販売し、翌年度以降は「おかあさんといっしょ」単独で継続。後にDVDに移行して、2013年度まで毎年新作を制作していた。
- 1995年12月31日 第46回NHK紅白歌合戦に、『ブーフーウー』・『ブンブンたいむ』・『にこにこぷん』・『ドレミファ・どーなっつ!』が、子どもキャラクターショーとして、出場した。
- 1996年4月 小規模なリニューアルを実施。体操が「ぞうさんのあくび」から「あ・い・うー」に、「トライ!トライ!トライ!」が大幅にリニューアル。さらに『ドレミファ・どーなっつ!』のキャラクターデザインがマイナーチェンジ。このほか、スタジオの歌でのエレクトーン使用が廃止され、1993年度を最後に終了したコーナー「パジャマでおじゃま」・「はみがきじょうずかな」がBGMを一新して復活。また、この月から1年間『ふたりはなかよし』が『ふしぎなあのこはすてきなこのこ』と並行する形で再放送された。
- 1997年4月 土曜日の本放送が教育テレビに移行（8時35分 - 9時）。また親子体操コーナー「ジンジンジム」が放送開始。アニメ『スプーンひめのスイングキッチン』が放送開始。アニメ枠が初めてハイビジョン制作作品になった。また『ドレミファ・どーなっつ!』のアニメ版が土曜日に放送されるようになり、平日と土曜日で内容の一部差別化がみられるようになった。
- 1998年4月 平日の本放送も教育テレビに移行。放送時間は前年度土曜日と同じ8時35分 - 9時。
- 1999年1月 当時のうたのおにいさん・おねえさんの速水けんたろうと茂森あゆみが歌った「だんご3兄弟」が番組の今月の歌として登場。放送時及び放送後の反響の大きさから同年3月に8cmシングルCDでリリースされ、ミリオンヒットとなった。
- 1999年3月 北九州メディアドームと幕張メッセで、「おかあさんといっしょとゆかいななかま〜わくわく大行進〜」を開催。当時のNHKの子供番組の出演者が多数出演した。後年には2003年に「ぐ〜チョコランタンとともだちいっぱいオンステージ」、2009年に「キャラクター大集合 とどけ!みんなの元気パワー」といった同規模のイベントが開催されている。
- 1999年3月 名古屋放送局での収録放送分を最後に、地方収録が一旦終了。これ以降、2010年3月までの11年間は、すべてのスタジオパートが東京のみでの収録となる。
- 1999年3月17日 『にこにこぷんがやってきた!』が終了し、17年に渡る『にこにこぷん』のテレビ番組レギュラー出演が終了。
- 1999年3月 翌週からのリニューアルや速水らの卒業に従い、3月29日から4月3日の6日にかけて、1994年から1999年までの放送をそれぞれ1回ずつ再放送が実施された。
- 1999年4月 大規模なリニューアルが行われ、番組の構成を1976年以来23年ぶりに大幅に変更した。
  - 番組放送時間が拡大・延長。これまで長らく25分だったのが29分間（8時30分 - 8時59分）となった。また、平日夕方の放送時間が16時20分 - 16時49分に移動した。
  - 後半に集中していた歌のコーナーを、番組の前半と後半に拡大（当初は前半に3 - 4曲放送し、後半に1 - 2曲放送。2000年度以降は後半部分に今月の歌を配置）[注 4]。
  - ミニ人形劇『スプーとガタラット』が放送開始。同作のスプーが、おにいさん・おねえさんと共に歌のコーナーに参加。同時に5年ぶりにスタジオセットが大幅リニューアル。オープニングとエンディングも変更され、オープニングから引き続いて番組冒頭に放送していた人形劇（当時は『ドレミファ・どーなっつ!』を放送）が番組中盤に移動。同時にエンディングテーマが「ドレミファ列車」からスプーがメインの「スプラッピ スプラッパ」に変更され、『ドレミファ・どーなっつ!』のメンバーがエンディングに登場しなくなった。
  - 15年続いた「志ん輔ショー」が終了し、古今亭志ん輔、速水けんたろう、茂森あゆみ、松野ちかが卒業。杉田あきひろ、つのだりょうこ、タリキヨコが就任。4月5日の初回放送分冒頭で志ん輔、速水、茂森、松野が卒業の挨拶を行ってから新体制の放送が開始した。
  - 新アニメ『やんちゃるモンちゃ』が放送開始。たいそう前の余剰時間を利用した自然映像のコーナー「ふしぎ大自然」も同時に開設された。
- 1999年10月 放送40周年。
- 1999年11月 放送開始40周年記念ファミリーコンサート「40周年 うたのパーティ」を開催。
- 1999年12月31日 第50回NHK紅白歌合戦に、3月に番組を卒業した速水けんたろうと茂森あゆみが、紅組から「だんご3兄弟」で出場した。『にこにこぷん』、『ドレミファ・どーなっつ!』のメンバーとスプーが、バックダンサーとして出演。

### 2000年代

#### 概要
地上波版とは別に、BS2で『BSおかあさんといっしょ』が放送開始、土曜版が『おかあさんといっしょ あそびだいすき!』として放送されるなど、従来の枠を超えた派生番組の制作が見られるようになった。またそれ以降、週末の公開収録型の子供番組に現役・歴代出演者がゲスト出演、テレビ放送開始50周年記念イベント開催など、時代・番組の枠を超えた形での共演も多く見られる。

#### 年表
- 2000年4月 『ドレミファ・どーなっつ!』が放送終了。ミニ人形劇『スプーとガタラット』の続編として、『ぐ〜チョコランタン』が放送開始。この年からおにいさん・おねえさん進行の日替わりコーナーが設けられる。土曜日の夕方に『みんなの広場だ!わんパーク』が放送開始したことにより、その後週末夕方の子供番組が再編され、『おかあさんといっしょ あそびだいすき!』として再開する2005年4月まで単独番組としての土曜日の再放送枠が廃止された[注 5]。
  - この日替わりコーナーの中でも、視聴者からのイラストとリクエストを紹介する「やぎさんゆうびん」のコーナーは現在まで続く長寿コーナーとなっている。
- 2000年12月 21世紀を迎える記念として東京国際フォーラムで「おかあさんといっしょファミリーステージ『歌のファンタジーランド〜ようこそ21世紀〜』」が開催された。代わりに、この年に限りNHKホールでの秋のファミリーコンサートは実施されなかった。
- 2001年4月 平日の放送時間が1分繰り下げ、本放送は8時31分 - 9時（再放送は16時21分 - 16時50分）になる。
- 2002年4月 BS2で『BSおかあさんといっしょ』が放送開始。1998年度まで地上波で実施していた地方収録スタイルで、全国を巡回していった。同日、アニメ『でこぼこフレンズ』が放送開始。2010年度までアニメ枠最長の9年間放送された。
- 2002年5月 ファミリーコンサート「元気いっぱい!たまたまご」に、当時日本体育大学生の小林よしひさ（後の11代目たいそうのおにいさん）がエキストラの1人として出演。
- 2002年12月31日 第53回NHK紅白歌合戦に、『ぐ〜チョコランタン』が、憧れのTVヒーロー&ヒロイン50年ショーとして、出場した。
- 2003年4月 平日の放送時間が1分繰り上げ、杉田あきひろとつのだりょうこが卒業し、今井ゆうぞうとはいだしょうこに交代する。『イチジョウマン』が放送開始。当番組で2005年4月9日、『おかあさんといっしょ あそびだいすき!』に移行後2008年3月29日まで放送され、後に派生番組『おとうさんといっしょ』において続編の「遊び戦士 イチジョウマン7」→「イチジョウマン8」が放送されている。
- 2003年12月1日 東名阪で地上デジタル放送が始まり、同日の再放送分よりアナログ放送とデジタル放送でサイマル放送が実施されるようになった。
- 2004年4月5日 アニメ『パンツぱんくろう』が放送開始（2007年度まで放送）。
- 2004年10月 放送45周年。
- 2005年2月 - 3月 スペシャルステージ「弘道おにいさんとあそぼ!夢のビッグパレード ぐ〜チョコランタンとゆかいな仲間たち」が開催。
- 2005年4月 佐藤弘道とタリキヨコが卒業し、小林よしひさといとうまゆに交代するのと同時に、体操が「ぱわわぷたいそう」、身体表現が「ズーズーダンス」に変更。また放送時間が25分に短縮され、前年度までスタジオの歌やその他クリップの歌を放送する前半と、今月の歌を放送する後半に分けられていた歌のコーナーが番組前半にまとめられる。また、地上デジタル放送でハイビジョン放送をスタート。これによって、3年ぶりにハイビジョンサイズで番組が視聴可能となった。
- 2005年4月9日 派生番組として土曜日に『おかあさんといっしょ　あそびだいすき』が放送開始、番組を卒業した佐藤弘道、きよこが同番組のおにいさん・おねえさんとして出演。平日の日替わりコーナーだった「イチジョウマン」はこの番組に移行。
- 2006年4月4日 『すりかえかめん』が放送開始（2007年度までは水曜日放送、2008年度から2018年度は火曜日放送）。
- 2007年4月2日 身体表現のコーナーが「ズーズーダンス」から「ゴッチャ!」に変更。同一の在任者が複数の身体表現を担当した唯一のケースである。
- 2008年3月31日 今井ゆうぞうとはいだしょうこが卒業し、横山だいすけと三谷たくみに交代。「これなあに?」が放送開始、コーナーキャラ「ナーニくん」が初登場。
- 2008年4月2日 『パンツぱんくろう』のキャラクターを起用した『パンツぱんくろうのたためるかな?』が放送開始。2009年には『パンツぱんくろうのいってきます!』、2010年には『パンツぱんくろうのいただきます!』も開設され、2010年度まで『パジャマでおじゃま』『はみがきじょうずかな』等と日替わりで放送、2011年度以降も登場キャラクターを変更して継続している。
- 2008年4月5日 『おかあさんといっしょ　あそびだいすき!』が放送終了し、土曜日の放送枠が3年ぶりに復活。夕方の再放送枠も8年ぶりに再開された。親子体操「でかけよう!」が放送開始。
- 2009年3月19日 『ぐ〜チョコランタン』の最終回が放送され、『スプーとガタラット』時代から10年に渡るストーリーに終止符を打った。その後は長編の再放送が行われ、3月28日を以て放送終了した。
- 2009年3月30日 人形劇『モノランモノラン』が放送開始。10年ぶりにスタジオセットが大幅にリニューアル。オープニングも変更し、エンディングも「あしたてんきにな〜れ!」に変更。番組構成が若干変更され、1998年度以来11年ぶりに番組序盤に人形劇コーナーが設置、それに従い歌のコーナーを人形劇終了後に移動。オープニング後・『モノランモノラン』の前に、おにいさん・おねえさんの短いトークコーナーを設けられた。スプーが卒業したことに従い、この時期から2013年3月までは再び歌のコーナーがおにいさん・おねえさんのみの出演となっている。
  - 『ぐ〜チョコランタン』は『BSおかあさんといっしょ』での再放送のみとなり、同日より2010年3月18日の放送終了までの期間、『BSおかあさんといっしょ』は『BSおかあさんといっしょ スプーとあそぼ』に改題。
- 2009年7月20日 - 7月24日 「おかあさんといっしょ」の当時通常放送で50周年特集が組まれた。20日は歴代うたのおにいさん・うたのおねえさん・人形劇の紹介、21日は佐藤弘道をゲストに招き、歴代たいそうのおにいさんと体操の紹介、22日はかしわ哲・林アキラ・しゅうさえこをゲストに招き、3人がそれぞれ作詞・作曲した歌の紹介、23日はきよこをゲストに招き、歴代身体表現のおねえさんと身体表現のコーナー・「あそびだいすき!」の歌の紹介、24日は坂田おさむ・森みゆきをゲストに招き、「おかあさんといっしょ」で昔から歌われてきた歌・坂田が作った歌などが歌われた。
- 2009年10月 放送50周年。
- 2009年11月 NHKホールで「星空のメリーゴーラウンド〜50周年記念コンサート〜」を開催。

### 2010年代

#### 概要
2010年には、朝の本放送の放送時間が前倒しされた。2011年3月11日に発生した東日本大震災の影響で、番組収録が一時見合わせ、さらにファミリーコンサートの公演中止など、過去に例のない異常事態が発生。その一方で、地上波版では11年ぶりの地方収録が再開されている。また、2012年の大晦日には2時間枠で番組のリクエスト特番が放送された。
人形劇やコーナー編成が若干変更される一方で、うたのおにいさん・おねえさんの出演期間は1990年代から2000年代の5年前後から再び長期化の傾向が見られはじめ、横山だいすけの9年、三谷たくみの8年はうたのおにいさん・おねえさんにおける歴代最長出演記録となり、2005年から出演していた小林よしひさは2019年3月まで14年に渡って出演し、たいそうのおにいさんとしての歴代最長出演者となった。2018年には番組本編としては初の映画版が公開され、テレビ放送以外でも注目されるようになった。番組開始60周年を迎える2019年には、従来『○○（身体表現のコーナー名）』のおねえさんと呼ばれていた身体表現のおねえさんに代わる形でたいそうのおねえさんが登場し、番組内の体操がたいそうのおにいさん・おねえさん2人によって進行される形式がとられるようになる。

#### 年表
- 2010年3月29日 本放送の時間が35分繰り上げ、8時 - 8時25分になる。2009年度に一度変更された番組構成がほぼ元に戻り、歌のコーナーが番組冒頭、『モノランモノラン』が番組中盤に移動。これにより、『ドレミファ・どーなっつ!』最末期から続いたおにいさん・おねえさんによる人形劇コーナーへの前振りが廃止され、曜日別コーナーが番組後半に据え置かれた事を除いて2008年度以前の形式に戻った。過去に放送されていたアニメ『パンツぱんくろう』・『ふしぎなあのこはすてきなこのこ』・『スプーンひめのスイングキッチン』の3作の再放送を開始し、当時放送されていた『でこぼこフレンズ』と共に曜日別に放送される形式となった。
- 2010年4月3日 土曜日の放送タイトルが『おかあさんといっしょ　あつまれ!土曜日』に改題。『おかあさんといっしょ　あそびだいすき!』のように体で遊ぶ内容が主体であり、地方収録が11年ぶりに再開された（ただし、この場合地方に行くのはたいそうのおにいさん・たいそう（身体表現）のおねえさんのみで、うたのおにいさん・おねえさんは収録に参加しない。このため、開始当初は人形劇キャラクターとともに東京のスタジオから冒頭とエンディングに別撮りパートが設けられていたが2013年3月を最後に廃止され、以後は後半の歌コーナーのクリップ映像のみの出演となった）。また、土曜日の放送のみ、歌のコーナー、遊び歌が番組前半に、クリップの歌と今月の歌が番組後半に配置される。
- 2010年7月5日の放送分より、アナログ放送のレターボックス化に伴い、番組で使用されるテロップ類のフォントがナール体からスーラ体に順次変更され、表示位置もハイビジョンサイズに準じた位置に移動した。
- 2010年12月31日 第61回NHK紅白歌合戦に、当時のおにいさん・おねえさん4人・『モノランモノラン』が、キャラクター紅白歌合戦として、紅組から「ドコノコノキノコ」で出場した。
- 2011年3月11日、東日本大震災が発生。このため番組にも影響が及び、3月中の番組収録が一時見合わせとなり、3月11日午後の再放送、3月12日分の本放送と再放送が休止。さらに、被災地の一つである宮城県名取市で翌年3月に予定していたファミリーコンサートが、会場の被災により中止となった。
- 2011年3月21日 NHKラジオ第1放送の『つながるラジオ』に、当時のおにいさん・おねえさん4人が出演した。
- 2011年3月28日　『モノランモノラン』が終了し、『ポコポッテイト』が放送スタート。概ね人形劇ごとに変更されていたスタジオセットやオープニング、エンディングは変更されなかった。また、『パッコロリン』および『いないいないばあっ!』と『みいつけた!』との共通ゾーンタイトルスタートに伴い平日は23分、土曜日は24分に放送時間を短縮・縮小。『パッコロリン』からリンが一部のコーナーに登場するようになり、『パンツぱんくろう』のキャラクターによる日替わりコーナーもリンが登場するものに変更。スタジオの歌の曲名表示が黒縁白文字の表示から灰縁カラー表示に変更される。ショートアニメは『ともだち8にん』が放送スタートし、それに伴い『でこぼこフレンズ』や過去のアニメ作品の再放送が終了。
- 2011年4月 東日本大震災の影響で3月に行われる予定だった収録が延期になったため、第2週 - 第4週の3週間分のスタジオコーナーは一般の子供たちの出演なしの状態でおにいさん・おねえさんと『ポコポッテイト』のメンバーだけが出演する形態で放送した（日替わりコーナーのうち、子供たちも参加する「すりかえかめん」と「おえかきブギウギ」はこの間休止となり、歌の本数を増やして対応。同じく子供1人が参加するダンス「ゴッチャ!」はいとうが単独で出演する映像を放送、「ぱわわぷたいそう」は「ポコポッテイト」のキャラクターも参加したレギュラー出演者全員によるバージョンが放送された。）。
- 2012年4月2日 身体表現のおねえさんのいとうまゆが卒業し、上原りさに交代。番組放送がデジタルハイビジョンサイズとなった（それまでは、ファミリーコンサート等を除き有効走査線数の少ないアナログハイビジョンで放送。ただし制作自体は既にデジタルハイビジョンになっている（過去のアナログハイビジョン映像は、デジタルハイビジョンサイズに拡大し部分的に映像をカットして使用している)ため、この変更によってオンエア中に有効走査線数が増減することはない）。また、平日14時台に、ワンセグ放送のみの再放送枠を新設。地上波における1日の放送回数が最大で3回になる（2013年3月で終了）。
- 2012年10月1日 字幕放送を開始[注 6]。
- 2013年1月4日 古今亭志ん輔がお正月特集で14年ぶりにゲスト出演し、「志ん輔ショー」でおなじみだったヘビくん、ブタくんも久々に登場した。
- 2013年4月1日 小規模な改編を実施。オープニングの尺が短縮・縮小されたほか、歌のコーナーに『ポコポッテイト』のムテ吉が加わって4年ぶりに人形劇キャラクターが歌のコーナーにも登場する体制となり、ミーニャやメーコブもスタジオコーナーに参加するようになった。「パジャマでおじゃま」のテーマBGMに2度目のリニューアルが行われた。
  - これに伴い日替わりのスタジオコーナーを大幅に刷新し、「かぞえてんぐ」がスタート、「これなあに?」と「おえかきブギウギ」はそれぞれ「なんだっけ?!」「メーコブのおえかききぶん」に改題の上、リニューアルされた。
- 2013年4月7日 派生番組『おとうさんといっしょ』がBSプレミアムで放送スタート。
- 2013年8月 さいたまスーパーアリーナでのスペシャルステージ「みんないっしょに!空までとどけ!みんなの想い!」で番組初となる、全国のシネマコンプレックスで公演を生中継するパブリックビューイングを開催。派生番組『おとうさんといっしょ』と初の合同イベントでもあり、以降毎年8月には同番組と合同でスペシャルステージ行われている。
- 2014年3月31日 ゾーンタイトル廃止に伴い、平日の放送時間が1分拡大・延長し、土曜日と同じ8時 - 8時24分に、平日の再放送は16時35分 - 16時59分になる。体操が「ぱわわぷたいそう」から「ブンバ・ボーン!」に変更され、『もじもじおばけ　ばけまつ』が放送開始。『ポコポッテイト』と『ともだち8にん』の放送順が入れ替わる。
- 2014年4月3日「メーコブのおえかききぶん」に替わり、「め〜しゃしんかん」がスタート。進行は引き続きメーコブと三谷たくみが担当。
- 2014年10月 放送55周年。
- 2015年1月 『みんなのうた』と初めてのコラボレーション企画として、『みんなのうた』で2014年12月 - 2015年1月に放送される歌「ゆきだるまかぞく」に出てくる子供の雪だるまを題材にした、「ゆきだるまのルー」が1月の歌として放送[8]。
- 2015年3月30日 平日の再放送の時間が16時30分 - 16時54分になる。また、平日の放送の今月の歌が番組後半に配置され、今週の歌を新設。代わりに平日のアニメ枠が廃止され、『ともだち8にん』が土曜日のみの放送となる。
- 2016年3月31日 うたのおねえさんの三谷たくみが卒業に従い、後任の小野あつこが出演し交代の挨拶が行われ、1987年以来、29年ぶりとなる「うたのおにいさん、もしくはおねえさんが”片方（一人）だけ”交代した」メンバーチェンジが行われる。同時に『ポコポッテイト』が放送終了。
- 2016年4月4日 三谷に代わり小野あつこがうたのおねえさんに就任。人形劇『ガラピコぷ〜』が放送スタート。これに伴い以下のリニューアルを実施。
  - スタジオセットが7年ぶりに変更。オープニングも7年ぶりに刷新された。
  - 一部の日替わりコーナーを刷新。「しりとりれっしゃ」と「ガラピコパズル」がスタート。「なんだっけ?!」は土曜日に移動。
  - 「リンちゃんのたためるかな?」等のしつけ指導のコーナーの登場キャラクターが、『パッコロリン』のリンから『ガラピコぷ〜』のメインキャラクターに交代。これにより、リンの『おかあさんといっしょ』への出演が無くなった。
  - 歌のコーナーはムテ吉の卒業に伴い、再度おにいさん・おねえさんのみの出演。また、2015年度に設置された今週の歌は廃止された。
  - 土曜日の放送が6年ぶりに通常の『おかあさんといっしょ』名義に戻る。番組編成も一部改変され、『なんだっけ?!』の移動に加え、新アニメ『ひとくちどうわ』がスタート、『ともだち8にん』の放送枠が2回に増加、ばけまつの弟として『もじもじおばけ　てんてんまる』がばけまつと隔週で放送スタート。代わりに人形劇の放送枠を廃止した。
- 2016年6月 ばけまつの妹として『もじもじおばけ　おぎゃく』がばけまつ、てんてんまると隔週で放送スタート。
- 2016年9月 8月の夏特集で放送された『げんしじんちゃん』のレギュラー放送がスタート。
- 2017年3月15日 「かぞえてんぐ」が終了（翌週の3月22日に再放送）。
- 2017年3月30日 うたのおにいさんの横山だいすけが卒業に従い、後任の花田ゆういちろうが出演し交代の挨拶が行われる。
- 2017年4月3日 横山に代わり花田ゆういちろうがうたのおにいさんに就任。 これと同時にエンディングが8年ぶりにリニューアルし、「べるがなる」に変更。平日の再放送の時間が16時20分 - 16時44分となる。土曜日の人形劇の放送が復活し、これに従い『ガラピコぷ〜』が土曜日にも放送されるようになる。さらに、『ともだち8にん』が2年ぶりに平日での放送を再開した。
- 2017年4月5日 新しい水曜日コーナーとして、「シルエットはかせ」がスタート。
- 2018年2月15日 番組本編としては初めて、個別コーナーを含めると『にこにこぷん』の劇場アニメ化以来29年ぶりの劇場公開映画『映画 おかあさんといっしょ はじめての大冒険』が制作される事が発表された[9]。
- 2018年4月2日 新アニメ「へんてこライオン」がスタート（月曜日のみ放送）。生活習慣コーナーが火曜 - 金曜の週4日放送に短縮された。さらに、「ともだち8にん」が再び土曜日のみの放送となる。
- 2018年4月5日 新しい木曜日コーナーとして、「プリンセス・ミミィ」がスタート。また、前年度まで月・木・金でコーナーごとに放送曜日が固定されていたガラピコぷ〜のキャラクターが登場する生活習慣コーナーが、この日から木・金でランダムに放送される形に変更された。
- 2018年4月27日 新しい生活習慣コーナーとして、「きょうのびっくりしんぶん」がスタート。再放送の前の週に放送されている。既存の『ガラピコぷ〜』キャラクターによる生活習慣コーナーの枠に組み込まれたため、4コーナーから毎週2コーナーがランダム放送される形になった。
- 2018年4月28日 「あそべんちゃー」が土曜日のみスタート（元々は、2018年3月の春特集で放送されていたコーナー）。再放送の前の週に放送されていた。また、当該週では遊び歌・「でかけよう!」・体操がスタジオ収録ではなく、公園や体育館といった屋外・屋内でのロケ収録となり、地方収録と同様にうたのおにいさんとおねえさんは収録済コーナーのみへの出演となった。
- 2018年9月7日 『映画 おかあさんといっしょ はじめての大冒険』が公開された[9]。
- 2018年12月31日 第69回NHK紅白歌合戦に、当時のおにいさん・おねえさん4人・『ガラピコぷ〜』が、企画コーナー「夢のキッズショー～平成、その先へ～」に出場した。
- 2019年1月5日 『ともだち8にん』が終了し、歴代アニメーションは同作品をもって終了となった。
- 2019年3月25日 - 3月27日 「すりかえかめん」のスペシャル版「すりかえ美術館」を3日間にかけて放送。「すりかえかめん」は3月27日をもって13年に渡る放送を終了した。
- 2019年3月29日 たいそうのおにいさんの小林よしひさ・身体表現のおねえさんの上原りさが卒業。後任の福尾誠・秋元杏月が出演し交代の挨拶が行われ、2005年以来、14年ぶりとなる「たいそうのおにいさんと身体表現のおねえさんが二人同時に交代した」メンバーチェンジが行われる。秋元は「初代たいそうのおねえさん」として福尾と共に体操を担当する事に従い、上原の卒業と共に『ハイ・ポーズ』から続いた身体表現コーナーが『パント!』を以て体操に吸収される形で、廃枠となった。
  - 小林と上原の卒業に伴い、3月25日に「でかけよう!」、3月27日に「あそべんちゃー」がそれぞれ終了。
- 2019年4月1日 たいそうのおにいさん・おねえさんの福尾誠・秋元杏月が就任、体操「からだ☆ダンダン」がスタート。番組編成も一部変更され、身体表現コーナーが廃枠となった関係で歌コーナーの曲数が増え、『ガラピコぷ〜』の後に今月の歌と生活習慣コーナーが放送されてから日替わりコーナーへ続く形式となった。生活習慣コーナーは土曜日を含む全曜日での放送となり、『ガラピコぷ〜』キャラクターによる生活習慣コーナーは水曜 - 土曜の放送に変更、曜日ごとに放送コーナーが再び固定される。また、氏名テロップが2017年度以来2年ぶりに刷新された。
- 2019年4月2日  新しい火曜日コーナーとして、「ガラピコにんじゃしゅぎょう」がスタート。
- 2019年4月6日 「あ・そ・ぎゅ～」が土曜日のみスタート。「きょうのびっくりしんぶん」が毎週土曜日の放送に固定される。
- 2019年4月25日 番組本編としては2作目の劇場公開映画『映画 おかあさんといっしょ』が制作される事が発表され、後にタイトルが『映画 おかあさんといっしょ すりかえかめんをつかまえろ!』に決定した[9]。
- 2019年8月12日 - 8月17日 「おかあさんといっしょ」の当時通常放送で60周年特集が組まれた。12日は歴代のうたのおねえさん特集として、しゅうさえこ・森みゆき・つのだりょうこ・はいだしょうこがゲストに招かれた。13日は歴代うたのおにいさん特集として、かしわ哲・林アキラ・今井ゆうぞう、横山だいすけがゲストに招かれた。14日は歴代たいそうのおにいさん特集として、天野勝弘・佐藤弘道・小林よしひさがゲストに招かれた。アニメ「スプーンひめのスイングキッチン」が8年ぶりに1日だけ復活。再放送に、15日は歴代身体表現のおねえさん特集として、タリキヨコ・いとうまゆ・上原りさがゲストに招かれた。16日は歴代の人形劇特集＆やぎさんゆうびんスペシャルとして放送された。17日は歴代の生活習慣コーナー特集として、すりかえかめん・かぞえてんぐ・シルエットはかせ・プリンセス・ミミィがゲストに招かれた。この放送間毎日日替わりで歴代の人形劇特集として1話分と歴代のショートアニメが放送された。毎週番組の最後には日替わりで1曲ずつ歴代のおにいさん・おねえさんの歌が放送された（16日はやぎさんゆうびん内で3曲程多く放送された）。進行役に浜野謙太が亀の役になりきり登場した。
- 2019年10月 放送60周年[10]。
- 2019年10月7日 『はみがきじょうずかな』のテーマBGMに2度目のリニューアルが行われた[11]。
- 2019年10月18日 日本の本格的なテレビの幼児番組がスタート以来60年に及び、制作の歴史、実績が評価され、『おかあさんといっしょ』が第67回菊池寛賞を受賞[12]。
- 2019年11月 NHKホールで「ふしぎな汽車でいこう〜60周年記念コンサート〜」を開催。
- 2019年11月5日 『パジャマでおじゃま』のテーマBGMに3度目のリニューアルが行われた。

### 2020年代

#### 概要
2020年には、2月に発生した新型コロナウイルス感染症のパンデミックの影響により、スタジオでの子供の参加が見合わせ、さらにファミリーコンサートまたスペシャルステージの公演中止などの異常事態が発生した。これらの影響はパンデミックの収束に伴って緩和されていったが、最終的に2024年度に通常収録の放送が月曜から金曜までの5日間に戻るまで4年に亘って続いた。
2021年には朝の本放送の放送時間が前倒しされ、2022年には夕方の再放送が18時台に移動する。

#### 年表
- 2020年1月24日 『映画 おかあさんといっしょ すりかえかめんをつかまえろ!』が公開された[9]。
- 2020年3月2日 NHKプラスでの同時ネット配信と見逃し配信が開始された。
- 2020年3月25日 「しりとりれっしゃ」が終了。
- 2020年3月30日 スタジオのマットが一新される。また、新しい月曜日コーナーとして、「そうぞうのへや」がスタート。
- 2020年3月31日 2019年の夏特集で放送されたアニメ『どれどれせんせい』のレギュラー放送が開始。
- 2020年4月6日 新型コロナウイルス肺炎の感染拡大防止のため、スタジオコーナーは一般の子供たちの出演なしの状態でおにいさん・おねえさんと『ガラピコぷ〜』のメンバーだけが出演する形態で放送した（日替わりコーナーも子供たちなしで放送された）。
- 2020年5月 新型コロナウイルス肺炎の感染拡大防止のため、2020年のスペシャルステージの開催中止が発表された[13]。
- 2020年6月1日 この日からの1週間はやぎさんゆうびんスペシャルと題して放送。この時期としては異例の特別編成が組まれた。通常のリクエストに加え、おにいさん・おねえさんからのリクエストに応えるという形で新規クリップの放送や、過去の体操から「ブンバ・ボーン!」と「あ・い・うー」を現メンバーで踊るなど特別編成形式で放送された。また、この一週間限定で「しりとりれっしゃ」が復活したが、レギュラー当時と異なり、5両編成だった列車が3両編成に短縮されて真ん中に入るものを選ぶミニバージョンとなった。今回はレギュラー当時の進行役である花田・小野だけでなく福尾・秋元も運転手・車掌役として参加し、日替わりで進行する形式で放送された。本スペシャル以降、通常8月・12月 - 1月・3月に放送される特別編成形式での放送がこれらの月以外でも不定期に設けられている。
- 2020年7月 新型コロナウイルスの感染拡大防止のため、2020年度の地方公演及びファミリーコンサートなどのイベント全てを中止すると発表された。
- 2020年7月4日 - 9月27日までNHK放送博物館3階企画展示室にて期間限定で「～パパもママもみていた!～おかあさんといっしょ」企画展を開催。
- 2020年10月 スタジオ収録参加募集の内容変更が発表された。これは、新型コロナウイルス感染防止対策のため、2020年度に予定していた子供が参加しての通常収録が見合わせられ大幅に回数が減った事による対応となる。収録見合わせ期間中に募集対象年齢を超えてしまい、募集対象から外れてしまった子供達が発生している事から、2020年11月からの募集については2021年12月までの期間に限って暫定的に対象年齢を1歳引き上げて5歳の誕生月まで応募可能とした。また、2021年度放送分からはスタジオ収録に子供達だけではなく同伴の保護者も参加する形式に変更される事も併せて発表されている。
- 2020年12月17日 番組本編としては3作目の劇場公開映画『映画 おかあさんといっしょ』が制作される事が発表され、タイトルが『映画 おかあさんといっしょ ヘンテコ世界からの脱出!』に決定した[9]。
- 2021年2月4日 新しい生活習慣コーナーとして「ムームーのてをあらおう!」がスタート。
- 2021年3月29日 本放送の時間が15分繰り上げ、7時45分 - 8時9分になる。8時台の放送から変更されるのは1998年以来23年ぶりとなり、7時台から放送されるのは初である。また、番組終了時に表示される「おわり 制作：著作 NHK」の「おわり」の部分が廃止された。
- 2021年4月3日 土曜日のみ1年ぶりにスタジオに子供が参加する形式が復活、前述通り保護者同伴で参加する形になり、「医療専門家の監修のもと収録しています」のテロップが番組内で表示される。番組構成は2019年度までの土曜日地方収録版に近く、着ぐるみキャラクターはスタジオに登場せず「べるがなる」は行わない。
- 2021年5月15日 緊急事態宣言発出により親子を入れてのスタジオ収録がこれ以降しばらく中断となり、土曜日もスタジオコーナーは一般の子供たちの出演なしの状態でおにいさん・おねえさんと『ガラピコぷ〜』のメンバーだけが出演する形態で放送した。
- 2021年9月10日 『映画 おかあさんといっしょ ヘンテコ世界からの脱出!』が公開された。
- 2021年12月20日 7か月ぶりにスタジオに子供が参加する形式を再開。新たに「べるがなる」もハンドゲートを行わない形で実施された。この週のみ月 - 木の4日連続で放送した（翌月以降は土曜日（地方収録がある週は金曜日）の放送となる）。
- 2022年3月24日「プリンセス・ミミィ」が終了。
- 2022年3月30日『ガラピコぷ〜』が放送終了。
- 2022年4月2日 小野あつこと『ガラピコぷ〜』が卒業。小野の後任となるながたまやが出演し、交代の挨拶が行われた。
  - 4月2日のスタジオライブパートではでは林アキラがピアノ奏者として出演した。
- 2022年4月4日 小野に代わりながたまやがうたのおねえさんに就任し、人形劇『ファンターネ!』が放送開始。また、再放送の時間を18時 - 18時24分に変更。NHKは枠移動に関して「保育園児の帰宅時間のピークである時間帯に合わせる」としており、本番組が18時台に放送されるのは史上初となる[14][15][注 7]。これに伴い、以下のリニューアルを実施。
  - スタジオセットとオープニングを6年ぶりに一新。
  - エンディングも5年ぶりに変更され、「きんらきらぽん」が使用開始。
  - 一部の日替わりコーナーを刷新。「ガラピコにんじゃしゅぎょう」が「ニンニンにんじゃしゅぎょう」にリニューアルされ、新たな木曜日コーナーとして「しりたガエルのけけちゃま」がスタート。
  - 一部のしつけ指導のコーナーの登場キャラクターが『ガラピコぷ〜』から『ファンターネ!』のキャラクターに交代。また、2021年1月に終了した「ムームーのいただきます!」は「みもものいただきます!」として1年2か月ぶりに復活。
  - 土曜日の構成が若干変更。2016年度以来に人形劇の放送枠が廃止され、代わって新コーナーとして「おはなししよう!」と「ファンキーマーキーチャンネル」が開始。また、『どれどれせんせい』が火曜日から土曜日に移動。
- 2022年11月8日 『パジャマでおじゃま』のテーマBGMが2019年10月以前のものに戻る。
- 2023年4月1日 福尾誠が卒業。福尾の後任となる佐久本和夢が出演し、交代の挨拶が行われた。
- 2023年4月3日 福尾に代わり佐久本和夢がたいそうのおにいさんに就任。また、新たな月曜日コーナーとして「おえかきクレッピー」がスタート。
- 2023年4月4日 新たな火曜日コーナーとして「きらぴかハッケンジャー」がスタート。
- 2023年9月 この月から新型コロナウィルス5類移行に伴い「あ・そ・ぎゅ〜」、「きらぴかハッケンジャー」の収録体制が変更。ハッケンジャーでは出演者のマスク着用が廃止され、あ・そ・ぎゅ〜では2020年以前の体制に戻る。
- 2023年11月10日 この日の放送から放送センターでのスタジオ収録回が子供のみ参加の2019年以前の体制が復活した。再開初日の時点では参加人数はコロナ禍前の半分程度となっている[注釈 10]。また、エンディングの「きんらきらぽん」ではトンネルアーチが復活した。
- 2023年11月13日 - 16日 セサミストリートとのコラボが行われ、エルモ、ジュリア、クッキーモンスターが登場した。
- 2024年4月1日 月曜から金曜の週5日体制で子供入りのスタジオ収録回に戻る。これに伴い、月曜から木曜の日替わりコーナーでは子供達が全員参加するスタイルが4年ぶりに再開。月曜日と水曜日に新コーナー『さすらいのポーズマン』『オタマジックショー』が開始。火曜日は、前年度の月曜日から移動する形で『おえかきクレッピー』が、木曜日は2022年度から放送されている『しりたガエルのけけちゃま』が継続されるが、いずれもスタジオの子供達が参加する前提の内容に変更された。金曜日は土曜日から移動する形で別撮りコーナーである『なんだっけ?!』が放送される。その他の変更点としては、番組内で使用されているフォントが一新された。
- 2024年4月6日 通常時における土曜版の構成が変更される。それまでのスタジオ収録に代わる形で、主に関東近郊の幼稚園にたいそうのおにいさん・おねえさんが出向いて遊び歌と体操を行う形式に変更され、日替わりコーナーは2004年度以来20年ぶりに『やぎさんゆうびん・リクエスト』が編成されると同時に、放送開始65周年企画として、毎週1曲歴代出演者による映像が放送される。『あ・そ・ぎゅ〜』は従前通りスタジオ収録で放送し、放送センター収録回については前日の放送回の子供たちの中から選ばれた2人が参加する形に変更した。
- 2024年5月20日 - 24日 この週より、同年3月まで放送されていた日替わりコーナーの「きらぴかハッケンジャー」と「シルエットはかせ」、体操の「からだ⭐︎ダンダン」で「すわって」版及び「みんなで」版の放送が再開される。以降は月1回ペースで再放送週の前週に編成され、該当週はスタジオの歌は新規収録、「さすらいのポーズマン」と「オタマジックショー」はそれぞれ「きらぴかハッケンジャー」と「シルエットはかせ」に置き替えられるため休止、「おえかきクレッピー」と「しりたガエルのけけちゃま」は2023年度の再放送となり、エンディングの「きんらきらぽん」は2023年度のスタジオクリップ版もしくは屋外ロケ版の放送となる。
- 2024年9月30日 - 10月5日 番組放送65周年の記念企画「おたんじょうびウィーク」を放送。月曜から金曜は歴代のうたのおにいさん、うたのおねえさんや（水曜・木曜のみ）着ぐるみキャラクターが日替わりでゲスト出演し当時のエンディングの特別版を放送。金曜のみ子供もスタジオに参加し、コロナ禍の影響で通常収録再開を待たずに番組を卒業した小野あつこと福尾誠も参加する1日限定の通常収録形式での特別回となった。最終日は、冒頭で初代人形劇『ブーフーウー』でウーの声を担当していた黒柳徹子が登場し、うたのおにいさん・おねえさんの花田ゆういちろうとながたまやに65周年祝いのメッセージを伝えた。番組内では「おたんじょうびパーティー」として、この日からスタジオセットを刷新した他、現役メンバーに加え今回ゲスト出演した歴代おにいさん・おねえさんの一部が再登場して65周年を祝った。中盤では歴代のたいそうのおにいさんが集結して歴代体操をつなぎあわせた「たいそうメドレー」を披露、終盤では2024年10月の歌『たからもの』をこの日出演したうたのおにいさん・おねえさん全員で初披露した。
同年11月4日 - 9日にはスゴEウィークの一環として再放送が実施され、4日 - 8日には冒頭でその日に放送される過去の人形劇のキャラクターから1名が登場して呼びかけを行う新録パートが追加され[注釈 11]、一部楽曲等を差し替えた内容で放送。9日は内容の一部を再編集の上エンディング末尾に新録でおにいさん・おねえさんからのお礼のメッセージが追加される形で放送された。
- 2024年10月7日週 この週より新たな放送パターンとして、歌クリップの本数を通常より多くし、日替わりコーナーを放送しない週が月1回編成される。該当週はオープニング後に『月の歌』のクリップが1曲目に組まれ、スタジオパートは過去回からの再放送となる。
- 2024年10月30日 特番『放送65年 おかあさんといっしょの魔法』（総合テレビ、19時57分 - 20時42分）が放送された。井上芳雄が番組ナビゲーターを務め、トークゲストに横山だいすけ、茂森あゆみが出演した。また、過去の懐かしい映像や収録現場に密着した映像も放送した。
- 2025年3月10日 「きらぴかハッケンジャー」が終了。
- 2025年5月19日週 前年度まで月曜日に月1回「きらぴかハッケンジャー」が放送されていたが、同枠で「さすらいのポーズマン」の屋外ロケ版「さすらえ!ポーズマン」が開始。更に同週より「おえかきクレッピー」も屋外ロケ版が開始し、「オタマジックショー」はスタジオ別撮り版が開始。これに伴い、前年度は水曜日に月1回放送していた「シルエットはかせ」は当該週の金曜日に移動したため、通常時金曜日に編成されている「なんだっけ?!」が月1回休止する形となった。

## おかあさんといっしょ

### 放送時間
- 時間はJST

国内放送（NHK教育テレビジョン）
2022年度 -
- 月 - 土曜日 7:45 - 8:09（再放送：月 - 金曜日 18:00 - 18:24、土曜日 17:00 - 17:24）

国外放送（NHKワールドプレミアム）
- 月 - 金曜日 17:36 - 18:00　土曜日 17:30 - 17:54（再放送：火 - 日曜日 5:00 - 5:24）

#### 放送時間の変遷
- 放送開始時の放送時間は、総合テレビで毎週月曜13時40分 - 14時で翌年の9月に月 - 土の10時5 - 10時30分の帯番組に、現在の歌と体操のコーナーにあたる1961年放送開始のうたのえほんは月 - 土の8時30分 - 8時40分だった。1966年にうたのえほんがおかあさんといっしょに内包され10時10 - 10時30分になる。このころの再放送は、1961年は、14時 - 14時17分、それ以後は14時25 - 14時35にうたのえほん、14時35 - 15時におかあさんといっしょという編成をしていた、74年に17時30分 - 17時55の夕方枠に移行。
- 1976年に番組編成をリニューアルすると同時に、9時30分 - 9時55の放送に移行、84年に夕方の放送が前倒しされて17時05 - 17時30分になり、翌85年に教育テレビで17時 - 17時25の放送に移行。以後、しばらくの間朝夕ともこの時間帯で収まる。そして、97年度から土曜日が、翌98年度には全曜日が、教育テレビ8時35分 - 9時に移動する。
- 1999年度にリニューアルで放送時間が拡大して29分番組になり、朝は全曜日 8時30分 - 8時59[注釈 12]、夕方は月 - 金 16時20分 - 16時49分[注釈 12]、土17時 - 17時30分になった。2000年 - 2004年度は土曜再放送は休止され、本番組のコーナーは2002年度まで「あつまれ!わんパーク」の週末版、2003年度からは「ニャンちゅうといっしょ」の中で別々に放送された。
- 2005年度に再び25分番組に戻り、月 - 金 8時35分 - 9時、夕方は、月 - 金 16時20 - 16時45分になる。土 8時35 - 9時、17時 - 17時25分には2007年度まで「おかあさんといっしょあそびだいすき!」を放送し、2008年度からは8年ぶりに土曜の再放送枠が復活した。
- 2010年度に8時台前半に移動する。
- 2011年度は、「Eテレキッズ」ゾーンタイトルとアニメ「パッコロリン」の開始に伴い、月 - 金が、8時1分 - 8時24分（再放送は16時36分 - 16時59分）の23分間に、土曜日は8時 - 8時24分（再放送は17時 - 17時24分）の24分間に短縮。
- 2014年度は、ゾーンタイトルがなくなったことにより平日の放送が1分拡大。全曜日の放送時間が統一される。
- 2017年度は、再放送の放送時間が2010年度以来7年ぶりに16時20分 - となる。
- 2021年度に朝の放送時間が7時45分 - 8時9分に移動、途中で8時を跨ぐ編成となる。
- 2022年度に再放送の放送時間を18時 - 18時24分に変更。なお、これ以降選抜高等学校野球大会、全国高等学校野球選手権大会期間中は18時以降も試合が続く際にこれらの中継がEテレでの放送となるため、原則として25分繰り下げの18時25分 - 18時49分に放送し、更に延長される場合は35分繰り下げの18時35分 - 18時59分に放送（40分以上の中継延長時は放送休止）[16]。

##### 総合テレビ
- 全て日本時間で表す
- 太字＝開始 or 時間変更

| 1959.10.05 - 1960.08.29 | 1959.10.05 - 1960.08.29 | 1959.10.05 - 1960.08.29 | 1959.10.05 - 1960.08.29 | 1959.10.05 - 1960.08.29 |
| 本放送                  | 本放送                  | 本放送                  | 再放送                  | 再放送                  |
| 月曜                    | 火曜 - 金曜             | 土曜                    | 月曜 - 金曜             | 土曜                    |
| ----------------------- | ----------------------- | ----------------------- | ----------------------- | ----------------------- |
| 13:40 - 14:00（20分）   | （放送なし）            | （放送なし）            | （放送なし）            | （放送なし）            |
|                         |                         |                         |                         |                         |
| 1960.09.05 - 1961.04.01 |                         |                         |                         |                         |
| 本放送                  | 本放送                  | 本放送                  | 再放送                  | 再放送                  |
| 月曜                    | 火曜 - 金曜             | 土曜                    | 月曜 - 金曜             | 土曜                    |
| 10:05 - 10:30（25分）   | 10:05 - 10:30（25分）   | 10:05 - 10:30（25分）   | （放送なし）            | （放送なし）            |
|                         |                         |                         |                         |                         |
| 1961.04.03 - 1962.03.31 |                         |                         |                         |                         |
| 本放送                  | 本放送                  | 本放送                  | 再放送                  | 再放送                  |
| 月曜                    | 火曜 - 金曜             | 土曜                    | 月曜 - 金曜             | 土曜                    |
| 10:05 - 10:30（25分）   | 10:05 - 10:30（25分）   | 10:05 - 10:30（25分）   | 14:00 - 14:17（17分）   | （放送なし）            |
|                         |                         |                         |                         |                         |
| 1962.04.02 - 1966.04.02 |                         |                         |                         |                         |
| 本放送                  | 本放送                  | 本放送                  | 再放送                  | 再放送                  |
| 月曜                    | 火曜 - 金曜             | 土曜                    | 月曜 - 金曜             | 土曜                    |
| 10:05 - 10:30（25分）   | 10:05 - 10:30（25分）   | 10:05 - 10:30（25分）   | 14:35 - 15:00（25分）   | （放送なし）            |
|                         |                         |                         |                         |                         |
| 1966.04.04 - 1974.03.30 |                         |                         |                         |                         |
| 本放送                  | 本放送                  | 本放送                  | 再放送                  | 再放送                  |
| 月曜                    | 火曜 - 金曜             | 土曜                    | 月曜 - 金曜             | 土曜                    |
| 10:05 - 10:30（25分）   | 10:05 - 10:30（25分）   | 10:05 - 10:30（25分）   | 15:05 - 15:30（25分）   | （放送なし）            |
|                         |                         |                         |                         |                         |
| 1974.04.01 - 1976.04.03 |                         |                         |                         |                         |
| 本放送                  | 本放送                  | 本放送                  | 再放送                  | 再放送                  |
| 月曜                    | 火曜 - 金曜             | 土曜                    | 月曜 - 金曜             | 土曜                    |
| 10:05 - 10:30（25分）   | 10:05 - 10:30（25分）   | 10:05 - 10:30（25分）   | 17:30 - 17:55（25分）   | （放送なし）            |
|                         |                         |                         |                         |                         |
| 1976.04.05 - 1977.04.02 |                         |                         |                         |                         |
| 本放送                  | 本放送                  | 本放送                  | 再放送                  | 再放送                  |
| 月曜                    | 火曜 - 金曜             | 土曜                    | 月曜 - 金曜             | 土曜                    |
| 09:30 - 09:55（25分）   | 09:30 - 09:55（25分）   | 09:30 - 09:55（25分）   | 17:30 - 17:55（25分）   | （放送なし）            |
|                         |                         |                         |                         |                         |
| 1977.04.04 - 1979.03.31 |                         |                         |                         |                         |
| 本放送                  | 本放送                  | 本放送                  | 再放送                  | 再放送                  |
| 月曜                    | 火曜 - 金曜             | 土曜                    | 月曜 - 金曜             | 土曜                    |
| 09:30 - 09:55（25分）   | 09:30 - 09:55（25分）   | 09:30 - 09:55（25分）   | 17:30 - 17:55（25分）   | 17:30 - 17:55（25分）   |
|                         |                         |                         |                         |                         |
| 1979.04.02 - 1983.03.30 |                         |                         |                         |                         |
| 本放送                  | 本放送                  | 本放送                  | 再放送                  | 再放送                  |
| 月曜                    | 火曜 - 金曜             | 土曜                    | 月曜 - 金曜             | 土曜                    |
| 09:30 - 09:55（25分）   | 09:30 - 09:55（25分）   | 09:30 - 10:00（30分）   | 17:30 - 17:55（25分）   | 17:30 - 18:00（30分）   |
|                         |                         |                         |                         |                         |
| 1983.04.01 - 1984.03.31 |                         |                         |                         |                         |
| 本放送                  | 本放送                  | 本放送                  | 再放送                  | 再放送                  |
| 月曜                    | 火曜 - 金曜             | 土曜                    | 月曜 - 金曜             | 土曜                    |
| 09:30 - 09:55（25分）   | 09:30 - 09:55（25分）   | 09:30 - 09:55（25分）   | 17:20 - 17:45（25分）   | （放送なし）            |
|                         |                         |                         |                         |                         |
| 1984.04.02 - 1985.03.30 |                         |                         |                         |                         |
| 本放送                  | 本放送                  | 本放送                  | 再放送                  | 再放送                  |
| 月曜                    | 火曜 - 金曜             | 土曜                    | 月曜 - 金曜             | 土曜                    |
| 09:30 - 09:55（25分）   | 09:30 - 09:55（25分）   | 09:30 - 09:55（25分）   | 17:05 - 17:30（25分）   | 17:05 - 17:30（25分）   |
|                         |                         |                         |                         |                         |
| 1985.04.01 - 1997.03.29 |                         |                         |                         |                         |
| 本放送                  | 本放送                  | 本放送                  | 再放送                  | 再放送                  |
| 月曜                    | 火曜 - 金曜             | 土曜                    | 月曜 - 金曜             | 土曜                    |
| 09:30 - 09:55（25分）   | 09:30 - 09:55（25分）   | 09:30 - 09:55（25分）   | （放送なし）            | （放送なし）            |
|                         |                         |                         |                         |                         |
| 1997.03.31 - 1998.03.28 |                         |                         |                         |                         |
| 本放送                  | 本放送                  | 本放送                  | 再放送                  | 再放送                  |
| 月曜                    | 火曜 - 金曜             | 土曜                    | 月曜 - 金曜             | 土曜                    |
| 09:30 - 09:55（25分）   | 09:30 - 09:55（25分）   | （放送なし）            | （放送なし）            | （放送なし）            |

##### 教育テレビ
- 全て日本時間で表す
- 太字＝開始 or 時間変更

| 1985.04.01 - 1992.04.04 | 1985.04.01 - 1992.04.04 | 1985.04.01 - 1992.04.04 | 1985.04.01 - 1992.04.04 |
| 本放送                  | 本放送                  | 再放送                  | 再放送                  |
| 月曜 - 金曜             | 土曜                    | 月曜 - 金曜             | 土曜                    |
| ----------------------- | ----------------------- | ----------------------- | ----------------------- |
| （放送なし）            | （放送なし）            | 17:00 - 17:25（25分）   | 17:00 - 17:25（25分）   |
|                         |                         |                         |                         |
| 1992.04.06 - 1993.04.03 |                         |                         |                         |
| 本放送                  | 本放送                  | 再放送                  | 再放送                  |
| 月曜 - 金曜             | 土曜                    | 月曜 - 金曜             | 土曜                    |
| （放送なし）            | （放送なし）            | 17:00 - 17:25（25分）   | （内包番組）            |
|                         |                         |                         |                         |
| 1993.04.05 - 1994.04.02 |                         |                         |                         |
| 本放送                  | 本放送                  | 再放送                  | 再放送                  |
| 月曜 - 金曜             | 土曜                    | 月曜 - 金曜             | 土曜                    |
| （放送なし）            | （放送なし）            | 17:00 - 17:25（25分）   | 17:00 - 17:25（25分）   |
|                         |                         |                         |                         |
| 1994.04.04 - 1995.04.01 |                         |                         |                         |
| 本放送                  | 本放送                  | 再放送                  | 再放送                  |
| 月曜 - 金曜             | 土曜                    | 月曜 - 金曜             | 土曜                    |
| （放送なし）            | （放送なし）            | 17:00 - 17:25（25分）   | 17:05 - 17:30（25分）   |
|                         |                         |                         |                         |
| 1995.04.03 - 1997.03.29 |                         |                         |                         |
| 本放送                  | 本放送                  | 再放送                  | 再放送                  |
| 月曜 - 金曜             | 土曜                    | 月曜 - 金曜             | 土曜                    |
| （放送なし）            | （放送なし）            | 17:00 - 17:25（25分）   | 17:00 - 17:25（25分）   |
|                         |                         |                         |                         |
| 1997.03.31 - 1998.03.28 |                         |                         |                         |
| 本放送                  | 本放送                  | 再放送                  | 再放送                  |
| 月曜 - 金曜             | 土曜                    | 月曜 - 金曜             | 土曜                    |
| （放送なし）            | 08:35 - 09:00（25分）   | 17:00 - 17:25（25分）   | 17:00 - 17:25（25分）   |
|                         |                         |                         |                         |
| 1998.03.30 - 1999.04.03 |                         |                         |                         |
| 本放送                  | 本放送                  | 再放送                  | 再放送                  |
| 月曜 - 金曜             | 土曜                    | 月曜 - 金曜             | 土曜                    |
| 08:35 - 09:00（25分）   | 08:35 - 09:00（25分）   | 17:00 - 17:25（25分）   | 17:00 - 17:25（25分）   |
|                         |                         |                         |                         |
| 1999.04.05 - 2000.04.01 |                         |                         |                         |
| 本放送                  | 本放送                  | 再放送                  | 再放送                  |
| 月曜 - 金曜             | 土曜                    | 月曜 - 金曜             | 土曜                    |
| 08:30 - 08:59（29分）   | 08:30 - 08:59（29分）   | 16:20 - 16:49（29分）   | 17:00 - 17:29（29分）   |
|                         |                         |                         |                         |
| 2000.04.03 - 2001.03.31 |                         |                         |                         |
| 本放送                  | 本放送                  | 再放送                  | 再放送                  |
| 月曜 - 金曜             | 土曜                    | 月曜 - 金曜             | 土曜                    |
| 08:30 - 08:59（29分）   | 08:30 - 08:59（29分）   | 16:20 - 16:49（29分）   | （放送なし）            |
|                         |                         |                         |                         |
| 2001.04.02 - 2003.04.05 |                         |                         |                         |
| 本放送                  | 本放送                  | 再放送                  | 再放送                  |
| 月曜 - 金曜             | 土曜                    | 月曜 - 金曜             | 土曜                    |
| 08:31 - 08:59（28分）   | 08:30 - 08:59（29分）   | 16:21 - 16:49（28分）   | （放送なし）            |
|                         |                         |                         |                         |
| 2003.04.07 - 2005.04.02 |                         |                         |                         |
| 本放送                  | 本放送                  | 再放送                  | 再放送                  |
| 月曜 - 金曜             | 土曜                    | 月曜 - 金曜             | 土曜                    |
| 08:30 - 08:59（29分）   | 08:30 - 08:59（29分）   | 16:20 - 16:49（29分）   | （放送なし）            |
|                         |                         |                         |                         |
| 2005.04.04 - 2008.03.28 |                         |                         |                         |
| 本放送                  | 本放送                  | 再放送                  | 再放送                  |
| 月曜 - 金曜             | 土曜                    | 月曜 - 金曜             | 土曜                    |
| 08:35 - 09:00（25分）   | （放送なし）            | 16:20 - 16:45（25分）   | （放送なし）            |
|                         |                         |                         |                         |
| 2008.03.31 - 2010.03.27 |                         |                         |                         |
| 本放送                  | 本放送                  | 再放送                  | 再放送                  |
| 月曜 - 金曜             | 土曜                    | 月曜 - 金曜             | 土曜                    |
| 08:35 - 09:00（25分）   | 08:35 - 09:00（25分）   | 16:20 - 16:45（25分）   | 17:00 - 17:25（25分）   |
|                         |                         |                         |                         |
| 2010.03.29 - 2011.03.26 |                         |                         |                         |
| 本放送                  | 本放送                  | 再放送                  | 再放送                  |
| 月曜 - 金曜             | 土曜                    | 月曜 - 金曜             | 土曜                    |
| 08:00 - 08:25（25分）   | 08:00 - 08:25（25分）   | 16:20 - 16:45（25分）   | 17:00 - 17:25（25分）   |
|                         |                         |                         |                         |
| 2011.03.28 - 2014.03.29 |                         |                         |                         |
| 本放送                  | 本放送                  | 再放送                  | 再放送                  |
| 月曜 - 金曜             | 土曜                    | 月曜 - 金曜             | 土曜                    |
| 08:01 - 08:24（23分）   | 08:00 - 08:24（24分）   | 16:36 - 16:59（23分）   | 17:00 - 17:24（24分）   |
|                         |                         |                         |                         |
| 2014.03.31 - 2015.03.28 |                         |                         |                         |
| 本放送                  | 本放送                  | 再放送                  | 再放送                  |
| 月曜 - 金曜             | 土曜                    | 月曜 - 金曜             | 土曜                    |
| 08:00 - 08:24（24分）   | 08:00 - 08:24（24分）   | 16:35 - 16:59（24分）   | 17:00 - 17:24（24分）   |
|                         |                         |                         |                         |
| 2015.03.30 - 2017.4.1   |                         |                         |                         |
| 本放送                  | 本放送                  | 再放送                  | 再放送                  |
| 月曜 - 金曜             | 土曜                    | 月曜 - 金曜             | 土曜                    |
| 08:00 - 08:24（24分）   | 08:00 - 08:24（24分）   | 16:30 - 16:54（24分）   | 17:00 - 17:24（24分）   |
|                         |                         |                         |                         |
| 2017.4.3 - 2021.3.27    |                         |                         |                         |
| 本放送                  | 本放送                  | 再放送                  | 再放送                  |
| 月曜 - 金曜             | 土曜                    | 月曜 - 金曜             | 土曜                    |
| 08:00 - 08:24（24分）   | 08:00 - 08:24（24分）   | 16:20 - 16:44（24分）   | 17:00 - 17:24（24分）   |
|                         |                         |                         |                         |
| 2021.3.29 - 2022.4.2    |                         |                         |                         |
| 本放送                  | 本放送                  | 再放送                  | 再放送                  |
| 月曜 - 金曜             | 土曜                    | 月曜 - 金曜             | 土曜                    |
| 07:45 - 08:09（24分）   | 07:45 - 08:09（24分）   | 16:20 - 16:44（24分）   | 17:00 - 17:24（24分）   |
|                         |                         |                         |                         |
| 2022.4.4 -              |                         |                         |                         |
| 本放送                  | 本放送                  | 再放送                  | 再放送                  |
| 月曜 - 金曜             | 土曜                    | 月曜 - 金曜             | 土曜                    |
| 07:45 - 08:09（24分）   | 07:45 - 08:09（24分）   | 18:00 - 18:24（24分）   | 17:00 - 17:24（24分）   |

### 出演者

#### 現在
- 花田ゆういちろう（12代目うたのおにいさん：2017年4月3日 - ）
- ながたまや（22代目うたのおねえさん：2022年4月4日 - ）
- 佐久本和夢（13代目たいそうのおにいさん：2023年4月3日 - ）
- 秋元杏月（初代たいそうのおねえさん：2019年4月1日 - ）

2018年度までは『たいそうのおねえさん』のポジションに、『身体表現のおねえさん』が設けられていた。2019年度より『たいそうのおねえさん』に改められ、現在に至る。

#### 過去
- 過去の出演者ならびにメンバー変遷については「うたのおにいさん」、「うたのおねえさん」、「たいそうのおにいさん」、「たいそうのおねえさん」の各項目を参照。
- おにいさん・おねえさん以外のレギュラー出演者（コーナーレギュラー等）については後述。

#### 人形劇
- 現在の人形劇：ファンターネ!（14作目：2022年4月4日 - ）
  - みもも （声：平田真菜）、やころ（声：折笠富美子）、ルチータ（声：入江玲於奈）

#### 補足
- 歴代おにいさん・おねえさんの代数は、前述の『うたのえほん』（独立番組時代・内包コーナー時代とも含む）から通しでカウントされる。但し、例外的に2018年度まで設けられていた身体表現のおねえさんに関しては、それぞれが『○○（コーナー名）のおねえさん』と呼ばれて代数が付けられていない。
- うたのおにいさんとうたのおねえさんは、現役歌手や音楽大学などで声楽を学んだ経験のある者や現役の音大生から主に抜擢されるが、近年は劇団に所属していた者や舞台・ミュージカル等の経験者も多く抜擢されている[注釈 14]。最近ではコンサートなどの公開イベントがかつての歌中心からミュージカル、劇仕立ての内容に変わってきたこともあり、歌のみならず演技やダンスといった技能も必要とされる傾向にある。
  - また、歴代うたのおにいさんにおいては就任以前からの経歴や経験を活かして在任中から卒業後にかけて番組のために楽曲を提供している者もおり、初代の田中星児の他、5代目のかしわ哲から8代目の速水けんたろうまでは4代連続で楽曲提供実績がある[注釈 15]。特に7代目の坂田おさむに関しては、おにいさん就任前に番組へ何度か楽曲提供した事がきっかけでオーディション参加を勧められ、うたのおにいさんを務めることに繋がっている。
- たいそうのおにいさんとたいそう・身体表現のおねえさんの場合、役柄的に体を動かす場面やアクロバティックな演技をするケースが多い事もあり、体操経験者（体育大学出身）やダンス経験者、俳優といった経歴を持つ者が起用されてきている。特に日本体育大学からは、向井忠義、輪島直幸、瀬戸口清文、佐藤弘道、小林よしひさの5人がこれまでたいそうのおにいさんに起用された。
- 『うたのえほん』時代から、うたのおにいさん・おねえさんは平均して約2 - 4年、たいそうのおにいさんは約4 - 6年程度の間隔で交代することが多かったが、1980年代以降はおにいさん・おねえさんの長期出演が目立ち始め、中には10年以上にわたる長期出演のケースもある。[注釈 16]
- 出演者であるおにいさん・おねえさんは「NHKの契約社員」という形での1年毎の契約（年俸制）となっており、たいそうのおにいさんを務めた佐藤弘道によると、その金額は「同年代の一般的な会社員が貰う金額よりも少し多い程度」とのこと。1990年代末頃までは他のテレビ局への番組出演や、「おかあさんといっしょ」と直接関係ない単独でのレコードやCDを出すことも一定の制限下で可能だった[注釈 17]が、2024年現在では現役で番組に出演している間は「おかあさんといっしょ」以外の番組への出演は原則として禁止されている。特例が適用された場合でもNHKの番組に限定され、それも同じく教育テレビで放送されている番組へのゲスト出演[注釈 18]、それ以外ではVTRやメッセージ収録（例：NHK-FMで2014年から毎年5月5日に放送される『今日は一日家族三世代 NHKキッズソング三昧』では、毎年（2018年を除く）放送年度の現役おにいさん・おねえさんが春のファミリーコンサートのテレビ放送の告知を兼ねて事前録音で出演している。）等での事前収録という形式に限られる[注釈 19]。
- 番組公式では、おにいさん・おねえさんの代数表記が少なくとも2020年度以降、「○代目」ではなく「第○代」となっている。

### メンバー変遷
※新旧交代日は旧メンバーのみとし新メンバーは正式就任日からとする。ただし旧メンバーがお別れの挨拶のみの登場で新メンバーメインでスタートの日は正式就任として新メンバーのみとし旧メンバーは前回放送日までとする。芸名は出演当時の名で記載する（「現：○○」の記載はしない）。また出演期間中に芸名が変わった出演者については別人（前任と後任）と誤解・イメージが無いよう卒業時点の名で記載する。
※ 数が多いため、伸縮型のメニューとして掲載する。

### 特別編成
夏休み、冬休み、春休みの時期には通常編成とは異なる内容のものが放送されており、2011年度までの夏休みにはファミリーコンサートのダイジェスト版→特別編成→通常収録のローテーションが、7月最終週から2回放送されていた。2012年度は、【特別編成開始の週の月曜 - 水曜で7月第1週の通常収録再放送→木曜 - 翌週の金曜まで夏特集→ファミリーコンサート全国版→春のファミリーコンサート分割放送→夏特集からファミリーコンサート全国版→9月第1週】で放送され、2013年度は【7月最終週に第1週再放送とファミリーコンサート千葉公演→あつまれ!土曜日スペシャル→夏特集→春のファミリーコンサート分割放送→前年度夏特集再放送→夏特集再放送→8月最終週より通常編成】、2014年度は春のコンサートの分割放送がなくなるなど、編成が変化してきている。主な内容としては、スタジオを飛び出しての野外ロケ、通常収録で使うCT-103スタジオ、もしくはさらに広いCT-101スタジオでのスタジオライブが多い。
冬特集では、12月24日 - 25日前後にはクリスマス関連の特別版が放送され、年が明けた1月4日から6日ごろに新年第1回目の放送があるのがほとんどだったが、2012年度からは元日にお正月スペシャルを放送することとなった。春特集が放送される年度末の3月最終週には、ファミリーコンサート全国版の未放送部分（ミニミュージカル、初回放送時に未放送の歌など）や、その年に放送された今月の歌の総集編などが放送されることが多く、特にこの年度をもって卒業するおにいさんおねえさんがいる場合、3月最終週最終日には、卒業するおにいさん・おねえさんのあいさつと新しいおにいさんおねえさんとの引き継ぎも行われている。なお、クリスマス特集・スタジオライブなどは1990年代から放送の翌年にビデオ（DVD）で販売されることが多いほか、2009年度以降は毎年3月に発売されるDVD『最新ソングブック』の特典映像として、夏特集や冬特集で放送した映像が収録されるケースが増えている。
※ 数が多いため、伸縮型のメニューとして掲載する。

### 『おかあさんといっしょ』にて作られた、放送実績のある歌
番組内で初放送された歌は曲名の後に年・月が表記されている。五十音順に表記。

### オープニング
基本的にアニメーション映像が用いられ、概ね人形劇交代か番組構成の変更を伴う改編ごとに変更される。テーマ曲の作曲も原則として使用時期に放送中の人形劇の劇伴担当者が兼任。
最初期のOPは映像が残っていないため不明。

#### 1967年頃
- おもちゃ箱からタイトル文字（前述のものではなくゴシック体で書かれたもので、「おかあさん」の部分が弧を描くように配置され、2行ほど改行しておいて「と」さらに改行して「いっしょ」というもの）が登場し、その後ぬいぐるみや積み木などのおもちゃが登場するクレイアニメ。最後に、その日放送のコーナーのタイトルが出る（『ブーフーウー』では、さらに原作者などのテロップも出る）。モノクロ放送。

#### 1976年4月 - 1979年3月
- 黒い板にタイトルが表示され、楽器の自動車が走るアニメーション。テーマ曲作曲は井上堯之、アニメーションは若井丈児[19]。

#### 1979年4月 - 1982年4月3日
- 前期と後期で2種類存在する。
- 前期のものは、スキャニメイトを用い最後に中央のほうから白縁赤文字の「おかあさん（改行）と（改行）いっしょ」のタイトルが揺れてうねりながら現れるもの。
- 後期のものは、黒背景にブンブンほか様々なものがシャボン玉に入っていてそれが破裂して、それぞれの輪郭の線になって消えたのち、（）を4つつなげてできたような枠のなかに「お→かあ→さん→おかあさん（改行）と（改行）いっしょ」の順でタイトル文字が出て下に星が出たのち、タイトル文字が枠とともに2段階にズームインするもの。
- テーマ曲作曲者は不明だが、「ワワー」というクワイアのようなものが終盤に入るのが特徴。

#### 1982年4月5日 - 1983年4月1日
- 「にこにこれっしゃ」というタイトルで歌詞付きで歌われた。
- 映像は歌のコーナーのスタジオをバックにしており、番組タイトルは最初に出てくる。
- テーマ曲作詞は中西一雄、作曲は越部信義。

#### 1983年4月4日 - 1992年10月3日
- 人形劇「にこにこぷん」のオープニングと接続している[20]。
- 映像はアニメーションで、宇宙空間をバックにしており、番組タイトルは最初に出てくる。
- いろいろなものが出てくる際に効果音が入るが、86年度のステレオ放送開始後に効果音の数が1回増えている。
- テーマ曲作曲は越部信義[20]、アニメーションはほんだゆきお[20]。
- 「おかあさん（改行）と（改行）いっしょ」が用いられた最後のオープニングで、ロゴは赤地の雲に白文字となっている。

#### 1992年10月5日 - 1999年4月3日
- 前作同様、人形劇の「ドレミファ・どーなっつ!」のオープニングと接続しており、曲自体も「ドレミファ・どーなっつ!」のオープニングとつながっているように流れている（テーマ曲の前奏部分が番組オープニング部分となっている）ため、「ドレミファ・どーなっつ!」OPの一部のカラオケ音源ではこの番組オープニング部分の演奏が含まれることがある。
- 1995年10月放送分（同年9月収録分）からのものと2バージョンある。初代は4:3SDで作られ（アニメーション:大井文雄）、2代目は16:9HDで作られた。ハイビジョン化以降、現行までOP制作はアニメ・CG制作会社のスリー・ディがおこなっている。短期間で代わった理由として95年10月よりBShi（当時はアナログハイビジョン実用化放送）での試験放送の開始と103スタジオの機材がハイビジョン化したことにより番組の全編においてアナログハイビジョン製作されるようになったためである。（当時のアニメ製作分の歌クリップも16:9であることが現在のオンエア分でも確かめられる）。また、HD化後のバージョンと、次代のOP映像に一部共通点がある（サッカーボールをかたどったリングつきの星、おかあさんといっしょのタイトルロゴのバックが虹色など）。なお、1995年10月以降も「ドレミファ・どーなっつ!」部分がハイビジョン化する前の回を再放送した場合は、旧バージョンのオープニングを使用することもあった他、1997年度からはアニメ版「ドレミファ・どーなっつ!」の放送時に「ドレミファ・どーなっつ!」に切り替わったところから映像がアニメ版専用のものになっていた。
- 映像は今回からCGになり、番組ロゴも白い雲にカラフルな文字の「おかあさんと（改行）いっしょ」に変更された（番組概要参照）。
- 4:3SDサイズのOPの頃の映像には、中盤に出てくる塔付きの建物から様々なものが出てくるシーンがあるが、そこでギターあるいはベースのような楽器が建物前を通った直後に塔部分が消えてしまう制作上のミスとみられる箇所があった。
- テーマ曲作曲は乾裕樹

#### 1999年4月5日 - 2009年3月28日
- スプーが登場するCGとアニメーションを組み合わせたもの。
- テーマ曲作曲は堀井勝美
- これより人形劇のオープニングが番組のオープニングではなくなり、番組タイトルがオープニングの最後に出る。
- 初日のみ、このオープニングは同日を持って卒業する古今亭志ん輔および、速水けんたろう、茂森あゆみ、松野ちかの卒業の挨拶後に流れた。
- 使用期間10年で、2022年時点で最長の使用期間である。

#### 2009年3月30日 - 2016年3月31日
- テーマ曲作曲は斎藤ネコ
- 映像は遊園地をモチーフとしている。
- 2009年秋の50周年記念コンサートでは、テーマ曲に「星空のメリーゴーランド」というタイトルが付けられ、井出隆夫が作詞した歌詞付きで歌われた。
- 「モノランモノラン」が短期間で終了したため、「ポコポッテイト」に変わった後も使用されていた。両作とも劇伴作曲は斎藤ネコが担当。
- 2013年4月1日放送分から、オープニングの時間が約8秒に短縮された。

#### 2016年4月4日 - 2022年4月2日
- テーマ曲作曲はベアグラウンド
- 映像は宝箱の鍵を開けると様々の物が出てきて最後に番組タイトルが出る構成。
- 約15秒と比較的尺が短い。ただし、2016年の改編前後に放送された新年度のリニューアルを告知するプレマップでは、BGMにテーマソングのフルバージョンが流されたため、曲そのものは約40秒あり、先代までとほぼ同じくらいの長さがある。2019年夏の「60周年スペシャル」では、オープニングはフルバージョンでオンエアされた。ファミリーコンサートでも、オーバーチュアにフルバージョンのテーマソングが使用される事がある。

#### 2022年4月4日 -
- テーマ曲作曲は増田太郎で、バイオリンパートの演奏も担当している。
- 番組タイトルは赤地の雲に白文字の「おかあさんと（改行）いっしょ」の配色に変更されている。
- 2024年度からの土曜版は、たいそうのおにいさん・おねえさんの呼びかけで収録先の幼稚園の園児が集まる所からテーマ曲が流れ始め、集まった園児の様子を映しながら、屋内収録時は番組ロゴが出る部分のみオープニングアニメーションに切り替わる方式が、屋外収録時は屋内収録と同様のスタイルに加え、カメラを空に向けたところで番組ロゴが表示される形式の2種類が採られている。

### アニメーション
1986年より短編オリジナルアニメーション枠が設けられている。

### コーナー
- うたってあそんで（1960年9月 - 1962年3月、水・木、旗照夫、島田妙子、佐々木伊都子、アンサンブル・デリカ）
- いいものつくろ（1960年9月 - 1966年3月、金→土、上田次郎、里見京子、安田章子、西村正平、円木紀久美、三浦美子、佐々木伊都子など）
- なかよしおばさん（1960年9月 - 1964年3月、土→金、轟夕起子）
- おはなしのもり（1962年3月 - 1964年3月、水曜のみ、旗照夫、島田妙子）
- こんにちは→どうぶつさんこんにちは（1962年4月 - 1967年3月、高橋征郎、白坂道子、延原暁子、太田淑子、鳥山京子、加藤みどりなど）
- こんな絵もらった（1962年4月 - 1966年3月、木曜のみ、大友純、高橋和枝）
- たのしいのりもの（1964年4月 - 1965年3月）
- みんなあつまれ（1964年4月 - 1966年3月、土曜のみ、新克利、北川恭子、丸山みつ子、中村礼子）
- うたいっぱい（1965年4月 - 1967年3月、水曜のみ、真理ヨシコ、高橋元太郎、ボーカル・ショップ）
- おはなしいっぱい（1966年4月 - 1967年3月、木曜のみ、真理ヨシコ、牟田悌三）
- なんにもないくに（1966年4月 - 1967年3月、金曜のみ、早野寿郎、佐藤香り、カワナ・カオル、金子皓江）
- おはなしこんにちは（1967年4月 - 1976年3月、金曜のみ、吉行和子→神保共子→田島令子[21]）
- てをつなごう（1967年4月 - 1979年3月、土→金、佐久間俊直、葉村エツコ、竹内伸司、一城みゆ希、米田和正、大杉久美子、猪浦宏昌）
- きみだあれ（1967年4月 - 1969年9月、木曜のみ、白坂道子）
- らっぽんぽん（1967年4月 - 1971年3月、水曜のみ、旗照夫、真理ヨシコ）
- これは××です（1969年10月 - 1971年3月、熊倉一雄、高見映、沼田爆、植木まり子）
- どうぶつくん（1969年10月 - 1972年9月、火曜のみ、西尾徳）
- これなあに?[注釈 44]（1971年4月 - 1972年3月、水曜のみ、熊倉一雄、高見映、沼田爆、植木まり子）
- ほあほあどん（1971年4月 - 1973年3月、水曜のみ、真理ヨシコ）
- わからん島（1972年4月 - 9月、木曜のみ、多々良純、渡辺美知子）
- みてごらん（1972年10月 - 1975年3月、火曜のみ）
- いちにのさんにん（1972年10月 - 1975年3月、木曜のみ、一城みゆ希、桂菊丸）
- ヤンヤンムウくん（1973年4月 - 1976年3月、土曜のみ、真理ヨシコ）
- はい、スタート（1975年4月 - 1976年3月、火曜のみ、絵：馬場のぼる、ナレーション：小原乃梨子）
- いそがしおじさん（1975年4月 - 1976年3月、木曜のみ、谷啓、一城みゆ希）
- 大どろぼうホッツェンポロッツ（1976年4月 - 9月、土曜のみ、山田康雄）
- ペリカンおばさん（1976年10月 - 1977年9月、土曜のみ、小野栄一）
- おはなしややや（1977年10月 - 1978年3月、土曜のみ、犬塚弘、クニ河内）
- カメラ小僧の大冒険（1977年12月 - 1978年9月）
- 造形あそび・おはなし・クイズ（1978年4月 - 1983年3月、輪島直幸）
- パジャマでおじゃま（1979年4月 - 1994年3月、1996年4月 - ）
作詞：榎木富士夫、作曲：若月明人、編曲：若月明人、大森俊之、櫻井映子、亀田誠治 歌：ボニージャックス（1979年4月 - 1994年3月）、じゃまーず（1996年4月 - 2013年3月）、スムースエース（2013年4月 - 2019年10月、2022年11月 - ）、Little Glee Monster（2019年11月 - 2022年10月）
視聴者と同世代の幼児が自分でパジャマに着替える様子を放送するコーナー。「子供の自立・自ら衣服を整える・みだしなみ」を教育する狙いがある。
「はみがきじょうずかな」と共に現在も続く最長寿コーナー[注釈 45]。現在は日替わりで放送。
放送再開時・2013年4月・2019年11月にテーマソングのアレンジ・歌手が3度変更されたが、2022年11月に2019年10月以前のアレンジ・歌手に戻った。
こおろぎ'73歌唱バージョンの音源も存在し、40周年記念CD、50周年記念CDに収録されている。
- はみがきじょうずかな（1979年4月 - 1994年3月、1996年4月 - ）
作詞：榎木富士夫、作曲：福田和禾子、編曲：福田和禾子、亀田誠治、歌：DO!（1979年4月 - 1994年3月）、ミガキッズ（1996年4月 - 2019年9月）、Perfume（2019年10月 - ）
視聴者と同世代の幼児が自分で歯磨きをする様子を放送するコーナー。保護者が幼児の仕上げ磨きをする場面がある。
こちらも放送再開時と2019年10月にテーマソングのアレンジ・歌手が2度変更されている。
- 百面相ブリッジ（1982年4月 - 1999年3月）
- 四つのへや（1983年4月 - 1984年3月、伊庭隆）
- 朝太ショー→志ん輔ショー（1984年4月 - 1999年3月）
1985年度より名称変更。人形劇（オープニング接続の「にこにこぷん」「ドレミファ・どーなっつ!」の2作）の直後に配置されていた。
- おとうさんもはだかんぼう（1984年4月 - 1991年3月）
- あいさつコーナー（1984年4月 - 1999年3月）
- すいすいスイミング（1980年代ごろ）
- ふしぎ大自然（1999年4月 - ）
たいそうの前に余剰時間に応じて挿入される自然映像。よって、先述の通り省略される回もある。
- 『たためるかな?』シリーズ
  - パンツぱんくろうのたためるかな?（2008年4月 - 2011年3月）
  - リンちゃんのたためるかな?（2011年4月 - 2016年3月）
  - ガラピコのたためるかな?（2016年4月 - 2022年3月）
  - やころのたためるかな!（2022年4月 - 2025年3月）
- 『いってきます!』シリーズ
  - パンツぱんくろうのいってきます!（2009年4月 - 2011年3月）
  - リンちゃんのいってきます!（2011年4月 - 2016年3月）
  - チョロミーのいってきます!（2016年4月 - 2022年3月）
- 『いただきます!』シリーズ
  - パンツぱんくろうのいただきます!（2010年4月 - 2011年3月）
  - リンちゃんのいただきます!（2011年4月 - 2016年3月）
  - ムームーのいただきます!（2016年4月 - 2021年1月）
  - みもものいただきます!（2022年4月 - 2025年3月）

2021年1月をもって後述の『てをあらおう!』に移り変わる形で一旦終了したが、2022年4月より前述の『いってきます!』の終了に伴い再開された。
- 『てをあらおう!』シリーズ
  - ムームーのてをあらおう!（2021年2月 - 2022年3月）
  - ルチータのてをあらおう!（2022年4月 - 2025年3月）

上記4コーナーのうち3コーナーが「パジャマでおじゃま」「はみがきじょうずかな」と共に曜日別に放送される。
- ぱくぱくるんるん（2025年3月 - ）
- てーを!（2025年4月 - ）
- ドン!ドン!おかたづけ（2025年4月 - ）
- きょうのびっくりしんぶん（2018年4月 - 2022年3月）
『ガラピコぷ〜』のビービルによるコーナー。視聴者と同世代の幼児の特技を紹介している。2018年度は月に1回、金曜日に放送し、2019年度からは土曜日へ移動し毎週放送に変更。
人形劇のサブキャラクターが担当する初のレギュラーコーナーである。
- ファンキーマーキーチャンネル（2022年4月 - ）
『ファンターネ!』のマーキーによるコーナーで、「きょうのびっくりしんぶん」の内容を引き継いでいる。2022年度・2023年度は土曜日に放送し、2024年度から金曜日に移動。

#### 日替わりコーナー
以下は「志ん輔ショー（1984年度 - 1998年度）」→「スプーとガタラット（1999年度）」に代わって2000年度に開設された枠で曜日別に放送されているコーナー。
大半はうたのコーナーと同じスタジオで子供たちも参加する形で実施され、おにいさんとおねえさんや人形劇キャラクターが進行を担当する。ただし、「やぎさんゆうびん・リクエスト」や「なんだっけ?!」の様に通常の歌や体操などとは別撮り収録で制作されるコーナーもあり、特に後者の場合は本編が新作週でも過去に放送した内容が再放送されるケースも多い。また、『イチジョウマン』と『さすらえ!ポーズマン』、2025年度以降の『おえかきクレッピー』(月1回)の3コーナーに関しては屋外収録を実施している。
- おえかきコーナー（2000年4月 - 2001年3月）
- スプーとはなそう（2000年4月 - 2001年3月）
- はてなボックス（2000年4月 - 2003年3月）
黒地に白で「?」と書かれた箱の中に入っている物を、おにいさん・おねえさんのヒント、入っている物を使った時のジェスチャー、シルエットの3つのヒントから当てるコーナー。年を追うごとにマイナーチェンジしており、2001年度にはシルエットヒントの見せ方が変更され、2002年度には箱が縦長に大きくなって、箱の中身のバリエーションが増えた。
- やぎさんゆうびん・リクエスト （2000年4月 - ）
枠開設当初から続いており、2004年度までと、2024年度からは土曜日、2005年度から2023年度は金曜日に移動して放送している。元ネタの童謡「やぎさんゆうびん」同様に「白やぎさん」と「黒やぎさん」が登場し、本コーナー内では視聴者の子供達からの手紙を届ける郵便局員という設定となっている。後述のリニューアル前は白やぎさんが郵便車で視聴者の絵を届け、2通程度紹介した後、郵便バイクで視聴者の歌のリクエストを伝える黒やぎさんが登場し、リクエスト紹介・リクエスト曲放送となっていた。
従来はうたのおにいさんとうたのおねえさんが進行（現在も基本的にはこのケースが多い）していたが、2000年代後半頃から、たいそうのおにいさんとたいそう（身体表現）のおねえさんの組み合わせなど、出演者のうちの2人が進行するようになり、2013年度から2015年度はムテ吉（「ポコポッテイト」）も担当していた。
出演者の似顔絵のイラストが届いた場合、似顔絵を描いてもらった出演者がその放送日の担当でない場合でも合流して感想やお礼を言うケースもある。
イラストの宛先は基本的に告知されないが、2016年度以降は出演者・キャラクター交代を伴う改編があった4月1週目放送分のみ新しい出演者宛のイラスト募集の旨を告知する際にテロップ表示されるようになった。また、番組ホームページ内の「よくある質問」のページで常時宛先を確認する事ができる。
コーナー開始から2013年度までの14年間は出演者がいる所に白やぎさんと黒やぎさんが届けに来ていたが、2014年度からは出演者が白やぎさんと黒やぎさんのいる郵便局に行くようになった。この時にコーナー構成も変更され、冒頭はやぎさんゆうびんのBGMが流れる中、郵便局に出演者がやって来て、後述の紹介イラスト以外に届いたイラスト（掲示板形式で貼られている）について軽く紹介（この部分で紹介されたイラストについては、送ってきた子供の名前等は紹介されない）した後、白やぎさんと黒やぎさんそれぞれのおすすめ作品としてイラストを2通紹介する。その後、ファンファーレ調にアレンジされたやぎさんゆうびんの一節が流れると「今週のリクエストタイム」となり、リクエスト紹介・リクエスト曲放送という流れになった。2019年度からは出演者が郵便局へ行く設定を維持したまま、セットが再度変更されている。
番組の特性上、通常採用されるイラスト・リクエストは本来の視聴者層である子供（未就学児）に限られているが、2019年夏特集の「60年スペシャル」5日目で本コーナーを放送した際は、番組や曲への思い出エピソードを紹介する特別版として事前に番組内・ホームページで告知の上、通常版では採用対象外である大人まで募集対象を拡大して実施した事がある。この時は、リクエスト曲も現役メンバーで録り直した映像ではなく、リクエスト曲の番組初出当時に歌っていた歴代おにいさん・おねえさん出演のクリップを放送した。
2021年度からは、本コーナーから事実上派生する形で平日19時台を中心に通常編成の番組を休止する形でうたのおにいさん・おねえさんと白やぎさん・黒やぎさんを進行役とした「うたのリクエストスペシャル」が年4回ペースで放送されている。こちらでは届いたリクエストの手紙やイラスト等の紹介が無い代わりに、放送日時点の現役メンバーのみならず、原則として坂田おさむ・神崎ゆう子時代（1987年度 - 1992年度）以降の歴代出演者の出演クリップや体操・身体表現コーナーを、放送時期の季節に合わせた内容で構成して放送している[注釈 46]。
2024年度に20年ぶりに土曜日放送に戻ると同時にコーナー構成の再変更を実施。進行が再びうたのおにいさん・おねえさんに固定化され、イラスト紹介が掲示板に張り出されたイラストとリクエスト曲のみに縮小された一方で、リクエスト曲の後に放送開始65周年企画として歴代出演者による歌を毎回1曲、当時の番組に関する紹介と併せて取り上げる形となった。このスタイルは65周年イヤーである2024年度のみとなり、2025年度はイラスト2枚とリクエスト曲1曲の構成に戻った。
- フリマネだいがっせん（2001年4月 - 2002年3月）
- ちぎってポン!（2001年4月 - 2002年3月）
- にっぽんフリマネぽぽんのぽん（2002年4月 - 2003年3月）
- はてなマント（2002年4月 - 2003年3月）
はてなボックスの派生版で、杉田あきひろまたはつのだりょうこがはてなマントの下にある職業の衣装を着ている。杉田とつのだがヒントを言い、それを参考に子供たちがマントの下の衣装を当てる。
- ぐるぐるキッチン（2002年4月 - 2004年3月）
3種類の料理の絵が描かれたルーレットを回して、止まった所の料理を歌に合わせて作る動作をするコーナー。行程ごとにやった後、最後に作り始めから完成まで通してやる。
- さいころあっぷっぷ（2002年4月 - 2005年3月）
お兄さんやお姉さんがサイコロを合計3回投げる。出た目の顔の表情（ほかに「すごい!」と書かれた面もある）を掛け声と同時にみんなで作る。
- どっちどっち（2003年4月 - 2004年3月）
物の大きさや速さなどを比べるコーナーで、はじめに2つの物を競わせる形で比べて、より大きかったり速かったりした方を更に別のものと比べてその日の一等賞を決めていた。
- しりとりドライブ（2003年4月 - 2005年3月）
ドライブする今井ゆうぞうとはいだしょうこが横断歩道で止まった際に何かが出てくる。これがしりとりのようにつながっている。
- イチジョウマン（2003年4月 - 2005年3月）
演：佐藤弘道
イチジョウマンとともに体で遊ぶコーナー。畳1畳分のスペースでできる体遊びを紹介するコーナーだった。終了時に一緒に体操した子供は「ジョウジョウシール」が貰える。複数人が一緒にやった場合、全員が貰える。
佐藤の番組卒業に伴い、2005年より土曜版「おかあさんといっしょ　あそびだいすき!」に移動し、2008年3月まで放送された。また、派生番組『おとうさんといっしょ』において後継コーナー「遊び隊士 イチジョウマン7」→「イチジョウマン8」→「イチジョウマン9」が放送されており、コーナーナレーションを初代イチジョウマンの佐藤が担当している。
- 動物カメラ（2004年4月 - 2005年3月）
動物ごと（スプーもいる）にさまざまな視点で撮った写真をヒントに、何を撮影したのか考える。
- おはなしたまてばこ（2004年4月 - 2005年3月）
「ウリ坊」（声 - 今井ゆうぞう）と「めえこおばあちゃん」（声 - はいだしょうこ）のお話。コーナーとしては1年間の放送だったが、終了後の2005年夏特集にて新作が放送され、2008年に今井とはいだの番組卒業時に発売されたDVD「メモリアルベスト～さよならしても～」にも、少しだけ登場している。
- まねっこピーナッツ（2005年4月 - 2009年3月）
コーナー進行：ピーナッツ（声：橘ひかり）
操り人形キャラクターであるピーナッツがとるポーズと同じポーズを、ピーナッツによる3カウントの間とり続ける。初年度は金曜日（やぎさんゆうびん・リクエスト）以外の週4日放送で開始し、それまで月曜から木曜に放送されていた曜日別コーナーが全て終了となったが、半年後に週3日、2006年度以降は週1回になり、曜日別コーナーの形式が復活することとなった。2009年3月をもって、ピーナッツが旅に出るという設定で当コーナーは終了した。
- ゆうぞう、しょうこのなんになるでショー（2005年10月 - 2008年3月）
マジシャン風の衣装で2人が登場。物に何かをつけたして生物にした後、その生物が動き出す内容が多い。曜日別コーナーで、唯一の年度途中での開始となっている。
- すりかえ仮面（2006年4月 - 2019年3月）
演：小林よしひさ（すりかえ仮面）、いとうまゆ（初代すりかえ仮面の手下）→上原りさ（すりかえお嬢（2代目すりかえ仮面の手下））
この枠では「やぎさんゆうびん・リクエスト」に次ぐ長寿コーナーで、13年間に渡り放送された。2006年度と2007年度は水曜日に放送し、2008年度からは火曜日に放送。小林の記事も参照のこと。当初はすりかえ仮面が単独で進行していたが、2007年度からいとうが手下に扮するようになった。また、ファミリーコンサートでジャコビが扮した事がある。
2012年度からは、すりかえ仮面の手下が「前の手下（いとう）が一人前になったので手下をすり替えた」という名目で交代。上原が「すりかえお嬢」の名前で手下を務めるようになった。登場初期のすりかえお嬢はすりかえ仮面と同じような帽子の形をした仮面を付けていたが、途中から仮面本来の形になった。
- おとのけんきゅうじょ（2006年4月 - 2007年3月）
- どっちがどっち（2007年4月 - 2008年3月）
探偵に扮した今井ゆうぞうと助手に扮したはいだしょうことともに、よくにた2つのものの違いを考える。
- これなあに?[注釈 44]（2008年4月 - 2013年3月）→ なんだっけ?!（2013年4月 - ）
オリジナルキャラクター「ナーニくん」が登場、改題後も出演している。「これなあに?」時代は、冒頭で毎回とある道具が提示され、それに対してナーニくんが思いついた使い方を2パターンやってみるがいずれも間違いであり、最後にVTRで本来の使い方と動画の名前が紹介され、ナーニくんも正しい使い方を覚えるといった内容であった。「なんだっけ?!」は、様々なコスチュームのお兄さんやお姉さんがほしいものを言うので、ナーニくんが持ってくるというもの。何回か（基本的に2回）間違えてお兄さん・お姉さんにノリツッコミを入れられるが、最終的には正しいものを持ってくる。2016年度より今までの月曜日から土曜日に移動。同時にオープニングのアニメーションもリニューアルされた。2024年度より金曜日に移動して放送、たいそうのお兄さん・お姉さんも参加するようになった。
- つぎ!どのポーズ?（2008年4月 - 2009年3月）
- 対決!はりきってゲーム（2008年4月 - 2010年3月）
- おっきい、ちっちゃいゲーム（2009年4月 - 2010年3月）
「モノランモノラン」の主要キャラクター3人のうち1人が週替わりで登場し、進行を担当。
- ふしぎなつぼ（2009年4月 - 2010年3月）
- あっぱれ!たまてばこ（2010年4月 - 2011年3月）
- かおのてんらんかい（2010年4月 - 2011年3月）
- リンちゃんどうする?（2011年4月 - 2013年3月）
「パッコロリン」のリンが登場。様々なシチュエーションで横山だいすけと三谷たくみがリンにどうすべきか言うが、片方が間違ったことを言っている。最終的に間違っていた方はリンに「ニセモノのおにいさん・おねえさん」と正体を見破られ、妖怪の着ぐるみ姿になる。
- おえかきブギウギ（2011年4月 - 2013年3月）→ メーコブのおえかききぶん（2013年4月 - 2014年3月）→ め〜しゃしんかん（2014年4月 - 2016年3月）
当初は横山だいすけと三谷たくみが進行していたが、2013年度からは司会の1人が横山からメーコブ（「ポコポッテイト」）に変更。2014年度にはコーナーの内容が大幅に変更され、物を極度な視点で撮った写真を見て何か当てるコーナーになった。これにより三谷もメーコブの助手という位置づけになった。
- きょうのひらがな（2011年4月 - 2012年7月）
- もじロックフェスにようこそ（2011年5月 - 2012年12月、2016年7月 - 2017年3月、2019年12月）
「きょうのひらがな」と「もじロックフェスにようこそ」は2011年度は隔月交代で放送し、2012年度は4月から7月まで「きょうのひらがな」、夏特集中の放送無し期間を経て9月から12月まで「もじロックフェスにようこそ」を放送。「リンちゃんどうする?」と「もじロックフェスにようこそ」は一時期通常編成では放送されておらず、特別編成時で放送されることがあったが、「もじロックフェスにようこそ」は2016年7月より通常編成での放送が再開された。2017年3月に通常編成での放送を終了。その後、2019年12月のふゆスペシャルの中で、3日間放送された。
- 10かぞえたら（2011年4月 - 9月）
- かぞえてんぐ（2013年4月 - 2017年3月）
演：横山だいすけ、コーナー進行：ミーニャ（ポコポッテイト 2013年4月 - 2016年3月）→ チョロミー（ガラピコぷ〜 2016年4月 - 2017年3月）
コーナーの内容やコーナーキャラクター「かぞえてんぐ」については横山の記事を参照。
- しりとりれっしゃ（2016年4月 - 2020年3月）
小野あつこが運転手、横山だいすけ→花田ゆういちろうが車掌に扮して進行。列車に荷物を載せるのだがしりとりの順に乗せないといけない。選択肢の中には、ダミー（最後が「ん」で終わる物や、言葉の末尾が最後尾に乗せられているものの頭文字に繋がらない物）もいくつか含まれている。
- ガラピコパズル（2016年4月 - 2018年3月）
コーナー進行：小林よしひさとガラピコ（ガラピコぷ〜）
ガラピコが「絵」を持ってくるのだが毎回絵がパズル状に分解された状態になっており、「データが壊れてしまった…」と落ち込んだり「絵がバラバラです」と慌てたりしており、小林がガラピコを落ち着かせてからスタジオの子どもたちと一緒に考えながら絵を元に戻していって、何の絵なのかを当てていく。
- シルエットはかせ（2017年4月 - ）
演：花田ゆういちろう、コーナー進行：ムームー（ガラピコぷ〜、2017年4月 - 2022年3月）→ みもも、やころ、ルチータ（ファンターネ!より3名のうち1名、2022年4月 - 2024年3月）
コーナーの詳細はこちらを参照。
2022年度からは内容を一部改変し、卒業したムームーに代わり、『ファンターネ!』のメインキャラクター3名のうち1名が週替わりで、進行を務める。
2024年度は5月22日の放送で2か月ぶりに登場し、2020年4月以来4年ぶりに子供が参加する形式に戻った。一方でキャラクターの出演が無くなり、シルエットはかせ単独での進行となった。またこの回以降は1か月に1回のペースで放送の不定期コーナー扱いとなった。2025年度は金曜日に移動して放送。
- プリンセス・ミミィ（2018年4月 - 2022年3月）
演：小野あつこ、コーナー進行：チョロミー（ガラピコぷ〜）
コーナーの詳細はこちらを参照。
- ガラピコにんじゃしゅぎょう（2019年4月 - 2022年3月）→ ニンニンにんじゃしゅぎょう（2022年4月 - 2023年3月）
コーナー進行：福尾誠、秋元杏月とガラピコ（ガラピコぷ〜、2019年4月 - 2022年3月）
福尾が赤忍者、秋元が青忍者に扮し、ガラピコがガラピコ忍者と称して進行。
2019年度はスタジオに出演する一般の子供から1人または2人が選ばれお兄さん、お姉さんらと共に出演する。2019年3月までの身体表現のコーナー（後述）の内容を一部踏襲していた。
2020年4月7日放送分からはマイナーチェンジされ、スタジオの子供たち全員参加で行うコーナーに変更されたが、新型コロナウイルス感染拡大の影響から、2020年4月14日以降はうたのおにいさん・おねえさんの花田と小野が子供の代わりに参加する形式となっており、内容も2019年度版（花田・小野はいずれか一方のみ参加）と2020年度版（花田・小野ともに出演）の両方が放送されている。
2021年度は福尾、秋元が修行のお手本を見せた後、視聴者が投稿した修行のビデオを流している。
ガラピコの番組卒業に伴い、2022年度からはコーナー名を変更、進行役が福尾と秋元のみとなり、オープニングアニメーションとBGMを一新している。
- そうぞうのへや（2020年4月 - 2023年3月）
コーナー進行：そうぞう（声：関俊彦）
2020年1月の歌「ぞうのそうぞう」からの派生コーナー。お兄さん・お姉さんから1人、入室してスタート。そうぞうからある図形（円、三角形など）を提示され、想像をふくらませて図形に絵を描き足し作品を仕上げる。パレッティーノ（声：宮田幸季）、スケッチー（声：田中あいみ）が背景や模様付けを補助することもある。図形はお兄さん・お姉さんの出番が一巡したら変更、視聴者からの作品も募集し、随時紹介される。
そうぞう、パレッティーノ、スケッチーはアニメキャラクターとして登場しており、スタジオでの実写映像と合成されている。
- しりたガエルのけけちゃま（2022年4月 - ）
- おはなししよう!（2022年4月 - ）
- いっしょにうたおう!（2023年4月 - ）
- おえかきクレッピー（2023年4月 - ）
クレッピー（演：ながたまや）、コーナー進行：やころ（ファンターネ!、2024年4月 - ）
- きらぴかハッケンジャー（2023年4月 - 2025年3月）
コーナー進行：佐久本和夢、秋元杏月、ギーオンの声：ゆきじ
- さすらいのポーズマン（2024年4月 - ）、さすらえ!ポーズマン（2025年5月 - ）
ポーズマン（演：佐久本和夢）、コーナー進行：ルチータ（ファンターネ!、さすらいのポーズマンのみ）
- オタマジックショー（2024年4月 - ）
オタマジシャン（演：秋元杏月）、コーナー進行：みもも（ファンターネ!）

### 身体表現
通常はスタジオに出演する一般の子供から1人が選ばれ、お姉さんと共に出演する。特別編成の時は、子供の代わりに人形劇のキャラクターが1体出演することもある。各身体表現とも数パターンが存在し、日替わりで放送される。
1981年から体操を集団で行うものに対して、1人で行うもう1つの体操として設けられた。2019年3月をもって、後述の体操に吸収される形で廃枠となった。

#### ハイ・ポーズ
- 1981年4月6日 - 1994年4月2日
- 太極拳とヨガをテーマにした体操。出演する子供は裸足で体操を行う。期間は13年と、身体表現の中でも著しく使用期間が長かった。
- 「ぞうのポーズ」では太極拳をモチーフにしており、始まりと終わりに「アチョー」という掛け声が特徴である[20]。向かい合って手と手を合わせて腕を押し合った後に体操を行う。「動物のポーズ」はヨガをモチーフにしており、座禅から体操を始める。こちらは一通りのポーズの後に床に体育座りをしておねえさんと子供は仰向けに寝る。数秒後におねえさんの合図で起き上がり再び座禅を組んで締めくくる。
- 冒頭では画面が暗く、また不気味なBGMが流れていたため、「子供が怖がる」という苦情が多かった[23]。
- 1980年春より幼稚園・保育園・学校の長期休暇期間にパイロット版が放映されており、多くの回では男性体操インストラクターの吉田貢が出演していたが、一部の回では馮智英が出演している。
- 作曲：クニ河内[23]
- 担当：吉田貢（パイロット版のみ）、馮智英

#### トライ!トライ!トライ!
- 1994年4月4日 - 1999年4月3日
- 1995年度まで使用された旧バージョンと、1996年度にリニューアルした新バージョンの2種類ある。
- 1995年度までの旧バージョンは新体操をモチーフにしたもので、「リボン」「フープ」「ボール」の3バージョンがあった。曲もバージョン毎に異なる曲を使用していた。また、この旧バージョンでは子供は最初から出演しておらず、イントロをおねえさん単独で踊った後におねえさんが子供の名前を呼び、一緒に踊る。
- 1996年度からは全てのバージョン共通でアップテンポな音楽にリニューアルすると同時に、新体操で使うものに加え、身近なものや子供にもなじみがあるものを使ったバージョンが登場。これまであった「ボール」が廃止された代わりに、新たに「マラカス」、「クッション」、「スカーフ」の3バージョンが加わり、従来からの「リボン」、「フープ」も内容をリニューアルした。おねえさんの髪型もロングヘアーからショートカットに、服装もＴシャツとショートパンツでの体操に変更された。
- 身体表現コーナーに分類されるコーナーで唯一道具を必要とするコーナーであり、このことから、番組公式グッズとして「リボン」や「マラカス」が販売されていた。
- 松野が番組卒業後にゲスト出演したファミリーコンサート『いつまでもともだち』では、佐藤弘道とスプーと共に「スペシャルバージョン」を披露した。
- 作曲：悠木昭宏(旧バージョン)、池毅(新バージョン)
- 担当：松野ちか

#### デ・ポン!
- 1999年4月5日 - 2005年4月1日
- バリ舞踊をモチーフにしたダンスのコーナー。「デ・ポン!」と人差し指2本を横に動かしてポーズを取る。
- サブタイトルは全て「○○と××」となっており、共通のイントロダンスで「デ・ポン!」のポーズを2回取った後、前半部分で「○○」の部分を表現。一旦「デ・ポン!」のポーズを取った後、お姉さんが「何だろう?××だ!」（バリエーションあり）と言い、「××」の部分を表現する。最後は「デ・ポン!」のポーズを2回取る。
- 1999年度はおねえさんと子供1人に加え、スプーも一緒に踊っていた。2000年度以降スプーは登場しなくなり、お姉さんと子供1人だけのスタイルに戻った。
- 一緒に出る子供は男女問わず、お姉さん同様のティアラや指輪、ブレスレットなどをしていることがある。
- 作曲：乾裕樹
- 担当：タリキヨコ

#### ズーズーダンス
- 2005年4月4日 - 2007年3月30日
- 動物の動きをモチーフにしている。実施期間は2年間で、身体表現の中では最も短い期間で終了した。
- 「トライ!トライ!トライ!」の旧バージョンと同じく子供は最初から出演しておらず、イントロをおねえさん単独で踊った後におねえさんが子供の名前を呼んで一緒に踊る。
- 作曲：赤坂東児
- 担当：いとうまゆ

#### ゴッチャ!
- 2007年4月2日 - 2012年3月31日
- いとうまゆの在任中に変更。おねえさん在任中にダンスが変わるという実例は『ズーズーダンス』から同ダンスに変わった今回が唯一である。これに伴い、いとうも「ズーズーダンスのおねえさん」改め「ゴッチャ!のおねえさん」となった。
- 「三時!」と腕で時計の針をチアダンスで表現。
- 「くらげ!」と頭の上で指をひらひらさせる動きとフラダンスで表現。2011年3月11日の東日本大震災以降は廃止された[注釈 48]。
- 「えっさっさ!」と工事現場の働く車を盆踊りで表現。
- 「ちょうちょ!」と手をひらひらさせて蝶々をバレエで表現。
- 2007年度は月別、2008年度 - 2011年度は週別で行われていた。最終日はポコポッテイトのキャラを含む出演者全員で「時計」バージョンを踊った。
- スペシャルステージではスペシャルバージョンとして、全バージョンをメドレーで行ったことがある。いとうが卒業後に出演した『みんないっしょに!ファン ファン スマイル』でも同様の形式（『くらげ』を除く）で行った。
- 作曲：赤坂東児
- 担当：いとうまゆ

#### パント!
- 2012年4月2日 - 2019年3月30日
- アニメーション映像が使用されている。
- パントマイムの動きを基にしており、「風船」、「バナナ」、「タオル」、「ロボット」、「ロープ」、「傘」がある。また、冬季限定で「雪」も放送される。
- 2012年のクリスマススペシャルの時には、クリスマス用の特別バージョンが放送された。
- コーナー終了時もいくつかパターンがある。
  - 上原が子供を抱いてエスカレーターのパントマイムで壁の向こう側に下がる。当初はこのパターンのみだった。なお、特集で人形劇キャラクターと行う場合は使用されない。
  - 扉を閉めるパントマイムをすると、アニメーションで扉が閉まる（ノブに「パント!」のロゴが描かれた札がかかっている）。
  - ボタンを押すパントマイムをすると、パネルが飛び出る。
  - 傘バージョンのみ、子供を抱いたあとに、傘をさして後ろを向く。
  - ファミリーコンサートでは、壁を伝って歩くパントマイムの後、上手袖で部屋から出てドアを閉めるパントマイムをし、電気を消すパントマイムで照明がカットアウトする。
- 作曲：栗原正己
- 担当：上原りさ

### 親子体操
- 親子たいそう
  - 1980年4月 - 1981年3月
  - 体操：輪島直幸
- ふたりであそぼう
  - 1983年4月 - 1984年3月
  - 体操：瀬戸口清文
- ジンジンジム
  - 1997年4月5日 - 2003年4月5日
  - どうぶつ、のりもの等をテーマに、おにいさんとおねえさんが親子で出来る体操を紹介。その日のテーマは参加する子供がサイコロを振って決めていた。テーマ選択後はおにいさん、おねえさんとそれぞれ体操を行い、最後は3人で行う体操と進行する。
例1：テーマが「りょこう」→オランダの風車に見立てて、たいそうのおにいさんが子供を抱え上げて風車のように1回転する体操。
例2：テーマが「ウルトラC」→車のシートベルトと称し、たいそうのおねえさんが子供を抱えた状態で床に座り、寝転んで床を転がる体操。
  - 体操
    - 佐藤弘道、松野ちか（1997年4月5日 - 1999年4月3日）
    - 佐藤弘道、タリキヨコ（1999年4月10日 - 2003年4月5日）
- でかけよう!
  - 2008年4月5日 - 2019年3月25日
  - 体操
    - 小林よしひさ、いとうまゆ（2008年4月5日 - 2012年3月31日）
    - 小林よしひさ、上原りさ（2012年4月7日 - 2019年3月25日）
- あ・そ・ぎゅ〜
  - 2019年4月6日 -
  - 体操
    - 福尾誠、秋元杏月（2019年4月6日 - 2023年3月28日）
    - 佐久本和夢、秋元杏月（2023年4月8日 - ）
    - 監修：佐藤弘道
    - 音楽：青空

「ジンジンジム」以降の親子体操は毎週土曜日の放送。このうち「ジンジンジム」と「でかけよう!」は平日の放送で放送される身体表現（「パント!」など）は休止となる。2018年度は各月の最終週のみ「あそべんちゃ～」放送のため休止。

### 体操
一時期は中盤に行われた事もあったが、基本的に終盤に行われエンディングと接続している。そのため、体操の最後はうたのおにいさん・おねえさんが登場して一緒に体操。概ね3分前後であり、毎回フルサイズで使用される。特別編成ではたいそうのおにいさんが単独で体操するバージョンや、おにいさん・おねえさん全員（人形劇キャラクターも加わるケースあり）で体操するバージョンが放送される。

#### 元気に一、二
- 1961年4月 - 1969年9月
- 作詞：吉岡治
- 作曲：越部信義
- 歌：ボーカル・ショップ
- 体操
  - 1961年4月 - 1963年9月：砂川啓介
  - 1963年10月 - 1967年3月：砂川啓介、佐久間俊直
  - 1967年4月 - 1969年9月：砂川啓介、岡田祥造

#### おもちゃのラッパ
- 1963年10月 - 1969年9月
- 土曜日のみ
- 作詞：阪田寛夫
- 作曲：湯山昭
- 歌：ボン・クール
- 体操
  - 1963年10月 - 1967年3月：佐久間俊直
  - 1967年4月 - 1969年9月：岡田祥造

#### ジャンポンポン
- 1969年10月 - 1974年3月
- 作詞：グループM
- 作曲：山本直純
- 歌：東京マイスタージンガー
- ドラム：萩原忠利
- 体操
  - 1969年10月 - 1971年3月：向井忠義、小西幸男
  - 1971年4月 - 1973年3月：向井忠義、輪島直幸
  - 1973年4月 - 1974年3月：輪島直幸、川原洋一郎

#### 地球をどんどん
- 1974年4月 - 1979年3月（『おかあさんといっしょ』本編）、1979年4月 - 1983年3月（『どんどんどん』内で土曜日のみ）
- 作詞：阪田寛夫
- 作曲：越部信義
- 歌：こおろぎ'73、コロムビアゆりかご会
- 体操：
  - 1974年4月 - 1977年3月：輪島直幸、瀬戸口清文
  - 1977年4月 - 1978年3月：輪島直幸、米田和正、一城みゆ希
  - 1978年4月 - 1979年3月：瀬戸口清文、猪浦宏昌、一城みゆ希
  - 1979年4月 - 1980年3月：三笑亭夢之助、もりみやこ
  - 1980年4月 - 1981年3月：山田隆夫、小泉裕美子
  - 1981年4月 - 1982年3月：木幡研二、小泉裕美子
  - 1982年4月 - 1983年3月：柴田進

- 1977年度、78年度は後述の『ようじ体操・スイッチオン』と並行して放送されており、79年度以降は『どんどんどん』のコーナー内に移行して土曜日のみ放送され、体操のおにいさんではなく同コーナーの出演者が担当していた。

#### ようじ体操・スイッチオン
- 1977年4月 - 1979年3月
- 作詞：伊藤アキラ
- 作曲：森田公一
- 編曲：丸山雅仁
- 歌：水木一郎[注釈 49]、杉並児童合唱団
- 体操：瀬戸口清文、米田和正、一城みゆ希

#### パラランたいそう
- 1979年4月 - 1980年3月
- 放送期間は1年間で、歴代体操の中でも最短で終了した。
- 作詞：山本正之
- 作曲：越部信義
- 構成振付：関矢幸雄
- 歌：ボニージャックス 、東京放送児童合唱団
- 体操：瀬戸口清文

#### コケコッコたいそう part 1/part 2
- 1980年4月 - 1982年3月
- 1980年度にpart1が放送され、1981年度に内容を一部リニューアルしたpart2を放送した。
- 作詞：片岡輝
- 作曲：クニ河内
- 歌：クニ河内、東京放送児童合唱団
- 体操：瀬戸口清文

#### ぞうさんのあくび
- 1982年4月5日 - 1996年3月30日
- 放送期間は14年で、歴代体操の中で最長。
- モノラル放送時代の1986年3月以前と、ステレオ放送となった1986年4月以降では曲のアレンジが異なっている（編曲者はいずれも乾裕樹）。
- 作詞：遠藤幸三
- 作曲：乾裕樹
- 歌：ザ・ブレッスン・フォー、東京放送児童合唱団
- 体操
  - 1982年4月5日 - 1987年4月4日：瀬戸口清文
  - 1987年4月6日のみ：瀬戸口清文、天野勝弘
  - 1987年4月7日 - 1993年4月3日：天野勝弘
  - 1993年4月5日のみ：天野勝弘、佐藤弘道
  - 1993年4月6日 - 1996年3月30日：佐藤弘道

#### あ・い・うー
- 1996年4月1日 - 2005年4月1日
- 1996年の開始初期は一部振付が異なっており[注釈 50]、1996年度途中で放送終了までの振りに変更された経緯がある。
- 1999年4月のみ番組の中盤に行われていたが、1か月ほどで終盤に戻っている。
- 作詞：日暮真三
- 作曲：渋谷毅
- 歌：WA・WON、ひまわりキッズ
- 体操：佐藤弘道

#### ぱわわぷたいそう
- 2005年4月4日 - 2014年3月29日
- 楽曲は最初から最後まで曲のテンポが全く変わらないという、本番組の体操では珍しい曲。
- 前半と終盤には体で表現するじゃんけんの要素が含まれており、終盤では実際にじゃんけんが行われる。
- 元プロ野球選手の和田一浩が、西武ライオンズ所属時の2006年から2008年まで登場曲として使用していた。
- 作詞：平方宏明
- 作曲：堀井勝美
- 歌：中西圭三、木村真紀、ひまわりキッズ
- 監修：佐々木玲子（慶應義塾大学体育研究所教授）
- 振付：杉谷一隆、NAO
- 体操：小林よしひさ

#### ブンバ・ボーン!
- 2014年3月31日 - 2019年3月30日
- 中盤では歌詞に沿ったアニメーションが画面に表示される（ファミリーコンサートの放送を除く）。
- 歌詞にある「フラミンゴ」の部分は、稀に別の言葉になることがあり[注釈 51]、それに合わせてアニメーションやポーズが変更される。
- 2016年以降の特別編成では、小林が世界中[注釈 52]で体操するビデオクリップ版が放送されることがあった。
- 作詞：谷口國博
- 作曲：赤坂東児
- 歌：コング桑田[注釈 53]、西けいこ、スマイルキッズ
- 監修：中村和彦
- 振付：team たにぞう
- アニメーション：西内としお
- 体操：小林よしひさ

#### からだ☆ダンダン
- 2019年4月1日 -
- たいそうのおにいさんとおねえさんの2人体制で進行する形式に移行し、週替わりで交互に出だしの合図などのメイン進行を担当している。
- 2019年度から2023年度までは、それまで通常の放送においては従来月曜日のみの表示となっていた作詞・作曲者や監修者、振付師、歌手のテロップが毎回表示されるようになっていたが、2024年度からは再度月曜日のみの表示に戻されている。
- 後に座位[注釈 54]の運動「すわって からだ☆ダンダン」も製作され、2020年夏特集で初披露された。2021年度以降は、新型コロナウイルス感染防止対策の観点から子供が参加しない収録回では通常版と「すわって」版を並行して放送し、ファミリーコンサートの公演及び親子が参加しての収録では2022年度までは全て一貫して「すわって」バージョンを実施。2023年度は5月開催のファミリーコンサートで3年ぶりに通常版が行われ、2023年11月10日放送分より従来の収録形式の放送再開に伴い、子供が参加する収録でも通常版が実施されるようになった。2024年10月7日放送分からは佐久本が足を負傷したことに伴って最初の1週は「すわって」版を放送し、以降は通常版を秋元が立って佐久本が座って行う形で放送された。2025年2月3日放送分から元の形態に戻った。
- 作詞：吉田戦車
- 作曲：小杉保夫
- 歌：Fourdans
- 監修：内藤久士（順天堂大学大学院スポーツ健康科学研究科教授）、巣立隆宏（東郷町施設サービス取締役・健康事業部長）、渡邉貴裕（順天堂大学スポーツ健康科学部先任准教授、「すわって からだ☆ダンダン」担当）
- 振付：MAIKO
- CG[注釈 55]：鈴木哲、木下美月、是村哲哉
- 体操
  - 2019年4月1日 - 2023年4月1日：福尾誠、秋元杏月
  - 2023年4月3日 - ：佐久本和夢、秋元杏月

### エンディング
番組の最後には人形劇のキャラクターを含めたほぼ全ての出演者が登場する。当初は体を動かして遊ぶ内容だったが、「さよならマーチ」以降「べるがなる」使用期間途中の2020年度第1週目まで、および「きんらきらぽん」使用開始2年目の2023年11月以降のエンディングでは人形劇キャラクター（『スプラッピスプラッパ』のみお兄さん・お姉さん）2名が手をつないだアーチの下を、エンディングテーマ曲が流れている間に子供たちがくぐり抜けるのが定番となった。このハンドゲート部分の長さは2004年度までは番組の余剰時間に応じて調整されていたが、2005年度からは自然映像や歌コーナーの曲数など他のコーナーによって時間調整されるようになったため、通常放送においては一定となった。終わりの合図でハンドゲートが終了し、月曜日のみ（初期は週の最終日）一週間分のスタッフロールが流れる。最後に天井から多数のカラフルな風船が降ってきて、番組は終了する（一部の地方収録を除く）。「まねっこぷん」以前は回によっては省略され、体操が終わってそのまま番組が終了したケースもあった。

#### ゴロンタ音頭
- 1977年10月 - 1979年3月
- 作詞：山元護久
- 作曲：越部信義
- メンバー
  - 水木一郎、たいらいさお、斉藤伸子、松熊由紀、輪島直幸、瀬戸口清文、ゴロンタ、トムトム、チャムチャム（1977年10月 - 1979年3月）

#### ブンブンホイ
- 1979年4月 - 1982年3月
- ブンブンホイとは、全身を使って表現する、おかあさんといっしょ版「あっち向いてホイ」である。
- 作詞：舟崎克彦
- 作曲：越部信義
- 歴代メンバー
  - 宮内良、奈々瀬ひとみ、瀬戸口清文、輪島直幸、ブンブン、つね吉、ごじゃえもん（1979年4月 - 1981年3月）
  - かしわ哲、林アキラ、しゅうさえこ、瀬戸口清文、ブンブン、つね吉、ごじゃえもん（1981年4月 - 1982年3月）

#### まねっこぷん
- 1982年4月 - 1984年3月
- 体で遊ぶ内容は、同エンディングが最後となる。『ブンブンホイ』までの『あっち向いてホイ』遊びのアレンジバージョンから、じゃじゃまる、ぴっころ、ぽろりの3人の動きを真似する内容となった。
- 作詞：井出隆夫
- 作曲：越部信義
- 歴代メンバー
  - かしわ哲、林アキラ、しゅうさえこ、瀬戸口清文、じゃじゃまる、ぴっころ、ぽろり（1982年4月 - 1983年3月）
  - 林アキラ、森みゆき、瀬戸口清文、じゃじゃまる、ぴっころ、ぽろり（1983年4月 - 1984年3月）

#### さよならマーチ
- 1984年4月2日 - 1992年10月3日
- 『にこにこぷん』放送期間中に同エンディングに変更された。人形劇放送期間中にエンディングが変わる事例は「まねっこぷん」から同エンディングに変わる今回が初である。
- 始まりの合図は、「ゴロニャーゴ、さぁさぁさよならマーチ、行くぞー!」と基本的にじゃじゃまるのかけ声だったが、後に『にこにこぷん』のキャラクターが一週間経つごとに交代していた。コンサートでの始まりの合図は「おしまいはいつものようにこの歌!さよならマーチ!」で、担当は歌のお兄さんの坂田おさむ。
- 同エンディングから、エンディングのハンドゲートが定番化した。ハンドゲートは、『にこにこぷん』のじゃじゃまるとぽろりが担当。
- 終わりの合図は、「はーい!今日はここまで!」。担当は、通常放送では体操のお兄さんであり、1987年4月4日までの当初は瀬戸口清文、1987年4月6日 - 1992年10月3日は天野勝弘が担当。コンサートの時は歌のお兄さんの坂田おさむが担当していた（一部のコンサートでは天野勝弘が担当）。65周年記念特集『おたんじょうびウィーク』の2024年9月30日放送分では、放送時点現在のたいそうのおにいさんである佐久本和夢が担当した。
- 8年半歌われるうちにアレンジが若干変化しており、アウトロ部分が1986年度までと1987年度以降で異なる。また、CDバージョンではアウトロやハンドゲート部分等のアレンジがO.A版と異なり、さらにファミリーコンサートでは回ごとにアレンジが異なっていた。
- 作詞：井出隆夫
- 作曲：越部信義
- 歴代メンバー
  - 林アキラ、森みゆき、瀬戸口清文、馮智英[注釈 56]、じゃじゃまる、ぴっころ、ぽろり（1984年4月2日 - 1985年3月30日）
  - 林アキラ、坂田おさむ、森みゆき、瀬戸口清文、馮智英、じゃじゃまる、ぴっころ、ぽろり（1985年4月1日のみ）
  - 坂田おさむ、森みゆき、瀬戸口清文、馮智英[注釈 56]、じゃじゃまる、ぴっころ、ぽろり（1985年4月2日 - 1987年4月4日）
  - 坂田おさむ、森みゆき、神崎ゆう子、瀬戸口清文、天野勝弘、馮智英、じゃじゃまる、ぴっころ、ぽろり（1987年4月6日のみ）
  - 坂田おさむ、神崎ゆう子、天野勝弘、馮智英[注釈 56]、じゃじゃまる、ぴっころ、ぽろり（1987年4月7日 - 1992年10月3日）
  - 坂田おさむ、神崎ゆう子、花田ゆういちろう、ながたまや、佐久本和夢、秋元杏月、みもも、やころ、ルチータ（2024年9月30日のみ) [注釈 57]

#### ドレミファ列車
- 1992年10月5日 - 1999年4月3日
- 地方のNHKスタジオでの収録では、『ドレミファ・どーなっつ!』のキャラクターはみどとふぁどのみが登場していた。
- 始まりの合図は、通常放送では「さぁ、体操の後は、ドレミファ列車!」などと言って始まり、『ドレミファ・どーなっつ!』のキャラクターが日替わりで担当していた[注釈 58]。コンサートの時の始まりの合図は1995年秋以前は「出発、進行!」が基本的なパターンで、担当は体操のお兄さんの佐藤弘道。1996年春以降は「おしまいはいつものようにこの歌!ドレミファ列車!」に変更され、担当は歌のお兄さんの速水けんたろう（1998年春は佐藤弘道が担当）。
- ハンドゲートの担当キャラクターは、1996年3月以前は『ドレミファ・どーなっつ!』のみどとふぁどで固定だったが、1996年4月以降はれっしーと空男も担当するようになり、一週間ごとに交代していた。
- 終わりの合図は、「はーい!もうすぐしゅうてーん!」。担当は、前のエンディングと同じく体操のお兄さんであり、1993年4月3日までの当初は天野勝弘、1993年4月5日 - 1999年4月3日は佐藤弘道が担当していた[注釈 59]。65周年記念特集『おたんじょうびウィーク』の2024年10月1日放送分では、放送時点現在のたいそうのおねえさんである秋元杏月が担当した。
- 曲のタイトルは、同エンディングまで表示されていない（ファミリーコンサートの放送を除く）。
- 作詞：井出隆夫
- 作曲：乾裕樹
- 歴代メンバー
  - 坂田おさむ、神崎ゆう子、天野勝弘、馮智英[注釈 56]、みど、ふぁど、れっしー、空男（1992年10月5日 - 1993年4月3日）
  - 坂田おさむ、速水けんたろう、神崎ゆう子、茂森あゆみ、天野勝弘、佐藤弘道、馮智英、みど、ふぁど、れっしー、空男（1993年4月5日のみ）
  - 速水けんたろう、茂森あゆみ、佐藤弘道、馮智英[注釈 56]、みど、ふぁど、れっしー、空男（1993年4月6日 - 1994年4月2日）
  - 速水けんたろう、茂森あゆみ、佐藤弘道、松野ちか[注釈 60]、みど、ふぁど、れっしー、空男（1994年4月4日 - 1999年4月3日）
  - 速水けんたろう、茂森あゆみ、花田ゆういちろう、ながたまや、佐久本和夢、秋元杏月、みもも、やころ、ルチータ（2024年10月1日のみ）[注釈 57]

#### スプラッピ・スプラッパ
- 1999年4月5日 - 2009年3月27日
- 1999年4月の番組リニューアルに従い、同エンディングに変更。使用開始当時『スプーとガタラット』に出演していたスプーがエンディングに登場するようになったため、『ドレミファ・どーなっつ』のキャラクターはエンディングに登場しなくなった。
- 始まりの合図は、「最後は、僕のラッパで踊ろーう!」という、スプーのかけ声である。コンサートの時の始まりの合図は、「お別れは、スプーのラッパで!」。担当は体操のお兄さんであり、2004年秋までの当初は佐藤弘道、2005年秋 - 2008年秋は小林よしひさが担当。2005年春は、通常放送と同じくスプーの「最後は、僕のラッパで踊ろーう!」だった。
- ハンドゲートは、スプーが「さあ行こう!」と言ってゲートくぐりが始まる。『スプーとガタラット』の頃から使用されていた関係上、人形劇キャラクターがスプー以外は登場せず[注釈 61]、ハンドゲートが「さよならマーチ」から前のエンディング「ドレミファ列車」まで担当していた人形劇キャラクターから、お兄さん・お姉さんに変更された。2003年4月5日までは歌のお兄さん・歌のお姉さんである杉田あきひろ・つのだりょうこ、2003年4月7日から2005年4月15日までは同じく歌のお兄さん・歌のお姉さんである今井ゆうぞう・はいだしょうこ[注釈 62]、2005年4月18日から2008年3月28日までは体操のお兄さん・身体表現のお姉さんである小林よしひさ・いとうまゆ、2008年3月31日からは歌のお兄さん・歌のお姉さんである横山だいすけ・三谷たくみが担当していた。
- ゲートくぐりの最中にスプーが決まった台詞を言っていた（「虹のゲートまで」→「トンネルくぐってくぐって」→「まわってまわって」→「みんな上手上手」、2004年まで省略あり）。
- 同エンディングから後述の『べるがなる』まで、歌終わりの合図が「そろそろ、おしまーい!」で定着した。それに伴い、コンサート呼びかけ部分で歌詞を一切歌わなくなる。また2005年3月31日以前は、前のエンディングと同じく体操のお兄さんである佐藤弘道が担当。2003年4月5日・2005年4月1日は、この日をもって番組を卒業する出演者が担当していた。2005年4月4日 - 4月15日は同じく体操のお兄さんである小林よしひさが担当していたが、小林がハンドゲート役に変わった同年4月18日以降はスプーが担当した（ファミリーコンサートでは、引き続き小林よしひさが担当）。
- 「おかあさん（改行）と（改行）いっしょ」のロゴの使用はこのエンディングが最後となった。ロゴの最終使用日は2009年3月28日だが、『ぐ〜チョコランタン』終了に伴う特別編成によりこの曲は使用されなかった（2009年春特集および『ぐ〜チョコランタン』の記事も参照）。
- 2003年4月5日と2008年3月28日は特別編成のため子供は参加せず、新旧歌のお兄さん・歌のお姉さん含む出演者6名とスプーのみ出演した。
- 放送期間は10年間と、番組で最も長期に渡り使用されたエンディングテーマとなっている。その間に、イントロのアレンジが数回変わっている（使用開始初期、1999年度途中〜2004年度、2005年度以降）。さらに、99年度前期と後期、2000年度以降で振付が変更されている。
- 2016年には、当時インディーズで活動していたロックバンド「ヤバイTシャツ屋さん」によってカバーされ、ライブでも番組と同様の演出が行われている[24]。
  - ボーカルのこやまたくやも、3歳の頃に番組に出演した経験があり、NHKにその映像が残っている[25]。
- 作詞：鈴木竹志
- 作曲：堀井勝美
- 歴代メンバー
  - 杉田あきひろ、つのだりょうこ、佐藤弘道、タリキヨコ、スプー（1999年4月5日 - 2003年4月4日）
  - 杉田あきひろ、つのだりょうこ、今井ゆうぞう、はいだしょうこ、佐藤弘道、タリキヨコ、スプー（2003年4月5日のみ）
  - 今井ゆうぞう、はいだしょうこ、佐藤弘道、タリキヨコ、スプー（2003年4月7日 - 2005年3月31日）
  - 今井ゆうぞう、はいだしょうこ、佐藤弘道、タリキヨコ、小林よしひさ、いとうまゆ、スプー （2005年4月1日のみ）
  - 今井ゆうぞう、はいだしょうこ、小林よしひさ、いとうまゆ、スプー（2005年4月4日 - 2008年3月27日）
  - 今井ゆうぞう、はいだしょうこ、横山だいすけ、三谷たくみ、小林よしひさ、いとうまゆ、スプー（2008年3月28日のみ）
  - 横山だいすけ、三谷たくみ、小林よしひさ、いとうまゆ、スプー（2008年3月31日 - 2009年3月27日）
  - つのだりょうこ、はいだしょうこ、花田ゆういちろう、ながたまや、佐久本和夢、秋元杏月、スプー、みもも、やころ、ルチータ（2024年10月2日のみ）[注釈 57]

#### あしたてんきにな〜れ!
- 2009年3月30日 - 2017年3月24日、2021年3月20日
- 『モノランモノラン』より使用開始されたエンディングだが、同人形劇が短期間で終了したため『ポコポッテイト』に変わった後も使用。同人形劇が終了し、『ガラピコぷ〜』への交代と共にオープニングや番組セットが変更された後も、1年間引き続き使用されていた。
- 始まりの合図は、人形劇キャラクターの掛け声「最後は、あしたてんきにな〜れ!」である。担当は、2011年3月25日以前は『モノランモノラン』のキャラクター、2011年3月28日 - 2016年3月31日は『ポコポッテイト』のキャラクターが担当。2016年4月4日 - 4月9日のみ体操のお兄さんの小林よしひさが担当していたが、同年4月11日以降は『ガラピコぷ〜』のガラピコが担当。コンサートの始まりの合図は、「それじゃあ、最後は…あしたてんきにな〜れ!」。担当は当初は歌のお兄さんの横山だいすけ、後に人形劇のキャラクターが担当するようになった。
- ゲートくぐりは人形劇の掛け声で始まる。掛け声は2011年3月25日までは『モノランモノラン』のプゥートの「それじゃあ、元気に行くぜ〜っ!」、2011年3月28日に『ポコポッテイト』に変わった当初は常にミーニャの「さあ、元気に行くニャ!」だったが、のちにキャラクターが交代して担当するようになった。『ガラピコぷ〜』に変わった2016年4月4日からはムームーの「さあ、元気に行くよ!」であった。
- ハンドゲートは、「ドレミファ列車」以前と同じく人形劇キャラクターが担当。担当は2011年3月25日以前は『モノランモノラン』のキャラクターが、2011年3月28日から2016年3月31日は『ポコポッテイト』のキャラクターが一週間経つごとに交代。2016年4月4日以降は『ガラピコぷ～』のチョロミーとムームーが担当。
- 2016年4月4日から4月9日は『ガラピコぷ〜』からチョロミーとムームーのみだったが、2016年4月11日からガラピコもエンディングに登場するようになった。
- 終わりの合図は、前エンディングと同じく「そろそろ、おしまーい!」。当時の歌のお兄さんの横山だいすけが一貫して担当[注釈 63]。65周年記念特集『おたんじょうびウィーク』の2024年10月3日放送分でも、この日の放送にゲスト出演した横山が担当した。
- 前エンディング「スプラッピスプラッパ」と同じく特集などの特別編成では使用されない他、「あつまれ!土曜日」の地方収録でもラスト部分のインストゥルメンタルが流れるのみとなっている。ファミリーコンサートでも、歌わなかった事が何度かあった。
- 赤地の雲に「おかあさんと（改行）いっしょ」のロゴが初めてエンディングに用いられた。また、テロップ部分が2010年度途中からHD位置に移動した際に番組で使用するテロッパーが変更されたため、「おわり」のフォントがナールからスーラに、番組ロゴに付いていた黒縁が無くなるといった変更が実施された。
- 同エンディング途中から2013年度までNHKオンデマンドでの見逃し配信が行われていたため、基本毎週月曜日にエンドクレジットと同時に画面上に「この番組はNHKオンデマンドで配信します。」と表示されていた。
- 先述通り2011年4月4日から4月30日の間はスタジオパートに一般の子供が参加しなかったためハンドゲートは行わず、コンサート時に準じて出演メンバーが呼びかけを行うスタイルになっていた。
- このエンディングは8年間使用されたが、2009年度途中より振付が変更されている。また、2013年5月より一部出演者の立ち位置や、ゲートくぐりの順番が変更になっている。
- 本曲のエンディングとしての使用終了後、2021年3月20日放送回のスタジオライブ「明日」のエンディングにて久々に使用された（終わりの合図は、花田が担当）。
- 作詞：日暮真三
- 作曲：赤坂東児
- 歴代メンバー
  - 横山だいすけ、三谷たくみ、小林よしひさ、いとうまゆ、ライゴー、スイリン、プゥート（2009年3月30日 - 2011年3月25日）
  - 横山だいすけ、三谷たくみ、小林よしひさ、いとうまゆ、ムテ吉、ミーニャ、メーコブ（2011年3月28日 - 2012年3月29日）
  - 横山だいすけ、三谷たくみ、小林よしひさ、上原りさ、ムテ吉、ミーニャ、メーコブ（2012年4月2日 - 2016年3月31日）
  - 横山だいすけ、小野あつこ、小林よしひさ、上原りさ、チョロミー、ムームー、ガラピコ[注釈 64]（2016年4月4日 - 2017年3月24日）
  - 花田ゆういちろう、小野あつこ、福尾誠、秋元杏月（2021年3月20日のみ）[注釈 65]
  - 横山だいすけ、花田ゆういちろう、ながたまや、佐久本和夢、秋元杏月、ムテ吉、みもも、やころ、ルチータ（2024年10月3日のみ）[注釈 57]

#### べるがなる
- 2017年4月3日 - 2022年4月2日
- 『ガラピコぷ〜』の放送期間中に、エンディングが変更された。
- 始まりの合図は、「さいごは、べるがなる」。『ガラピコぷ〜』のキャラクターが一週間経つごとに交代して担当していた。合図担当のキャラクターは『ガラピコぷ〜』本編で登場した「しずくハーモニー」というベルを手に持っている。コンサートでの始まりの合図は「それじゃあさいごは、べるがなる」で、うたのおにいさんと出演者全員の掛け声で始まる。
- ハンドゲートは、前のエンディングと同じく人形劇のキャラクターが担当。『ガラピコぷ〜』のキャラクターが週替わりで担当しており、前のエンディングとは異なりガラピコもハンドゲートに参加するようになった。ハンドゲート開始の掛け声は「さあ、トンネルいくよー」で、こちらも『ガラピコぷ〜』のキャラクターが週替わりで担当。
- 終わりの合図は、前2代エンディングと同じく「そろそろ、おしまーい!」。うたのおにいさんである花田ゆういちろうが担当[注釈 66]。
- 同エンディングから毎週月曜のスタッフロールが画面右側に縦スクロール表示から、画面下側に横スクロール表示に変更された。また、2019年度からは先述の体操と同様、従来月曜日のみの表示だった作詞作曲者のテロップ表示が毎回表示に変更されている。
- 2017年4月10日放送分より演奏時間が長くなり、ラストの部分での一部出演者の立ち位置が変更になった。
- 後に、歌詞がフルバージョン[注釈 67]のビデオクリップ版も製作された。エンディングテーマに専用のビデオクリップが製作されたのは、今回が初の事例となっている。ビデオクリップ版は2017年7月31日放送分の特別編成で初放送され、当初は主に番組が特別編成の時限定で使用されていたが、2020年以降は後述の事情から通常放送でも使用されるケースが多くなった。2019年7月29日放送分以降はアニメーションはそのままに、おにいさん・おねえさんらによる実写のダンスが撮りなおされた新バージョンが使用されていた[注釈 68]。
- 先述通り2020年4月6日からスタジオパートに一般の子供が参加しなくなった回は、上記のビデオクリップ版を使用するか、おにいさん、おねえさん、キャラクターがスタジオで歌い踊るスタイルの2通りとなっていた。スタジオ撮影分にはフルバージョンの歌詞で歌うパターンのほか、ハンドゲート部分でおにいさん、おねえさんが呼びかけをしながら遊ぶ映像も複数パターンある。
- 2021年12月20日に制限付きながらスタジオパートに一般の親子を入れるようになってからは、花田・小野と一般出演者は所定の座席に着席した状態で行われ[注釈 69]、ハンドゲートはなくフルバージョンの歌詞で行っていた。ただし毎回行われるわけではなく、行われなかった場合は上記のビデオクリップ版が流される。
- 最終使用日となった2022年4月2日では翌週からうたのおねえさんに就任するながたまやが加わり、ハンドゲート部分では卒業する小野と『ガラピコぷ〜』のキャラクターが挨拶を行った。
- 65周年記念特集『おたんじょうびウィーク』の2024年10月4日放送分では、2020年4月第1週放送分以来4年ぶりに通常形式での収録で使用された。但し、この日の放送では『ガラピコぷ〜』のキャラクターはスタジオに登場しなかったため、本来同作のキャラクターが行う役割は現行人形劇の『ファンターネ!』のキャラクターが担った他、一部出演者の立ち位置が使用期間当時から変更となった。

- 作詞：山村浩二[注釈 70]
- 作曲：櫻井映子
- メンバー
  - 花田ゆういちろう、小野あつこ、小林よしひさ、上原りさ、チョロミー、ムームー、ガラピコ（2017年4月3日 - 2019年3月22日）
  - 花田ゆういちろう、小野あつこ、福尾誠、秋元杏月、チョロミー、ムームー、ガラピコ（2019年4月1日 - 2022年3月30日）
  - 花田ゆういちろう、小野あつこ、ながたまや、福尾誠、秋元杏月、チョロミー、ムームー、ガラピコ（2022年4月2日のみ）
  - 花田ゆういちろう、小野あつこ、ながたまや、福尾誠、佐久本和夢、秋元杏月、みもも、やころ、ルチータ（2024年10月4日のみ）[注釈 57]

#### きんらきらぽん
- 2022年4月4日 -
- 『ファンターネ!』の開始に伴い、エンディングが変更された。『べるがなる』使用末期の収録形式変更に準じ、通常回では2022年度版・2023年度版共に出演者のみで収録した3パターンの映像を使用し、放送センターでの親子参加回では花田・ながた及び出演親子は所定の位置に着席、福尾（2022年度のみ）・佐久本（2023年度以降）・秋元・『ファンターネ!』のキャラクターはスタジオ後方に立って並ぶ形式で収録したものが放送されている。2023年7月7日放送分から親子収録でも最後に風船が降るようになった。
- 振付の一部に歌詞に合わせた手話が用いられているが、2022年8月1日からの夏特集期間には「手話でうたおう!きんらきらぽん」として、曲全体の振付に手話を用いたバージョンが登場した。「手話でうたおう!」版では曲に入る前に、おにいさん・おねえさん達による手話についての説明パートが設けられている。2022年9月以降は通常放送でも「手話でうたおう!」版が使用されることがある。通常放送時に「手話でうたおう!」版を放送する際は、番組の余剰時間に応じて説明パートを放送する場合と割愛する場合がある。出演者の交代により2023年度に一新し、木曜日固定で放送している。「手話でうたおう!」版は2022年度版は6パターン、2023年度版は3パターンの映像があるが、掛け声のパートが異なるのみで、それ以外の映像は共通となっている。2024年度は通常放送時の収録形式が元に戻ったため、「手話でうたおう!」版は土曜日に放送されている。ただし、土曜日が地方収録、もしくは地方のファミリーコンサートの放送の場合はない、または別の曜日に振り替えられる。[注釈 71]
- 開始の合図は、「ファンターネ!」のキャラクターが日替わりで「最後はみんなで、きんらきら」と言った後、全員で「ぽん!」と言う。
- 中盤は「ファンターネ!」のキャラクターの合図で、ソロパートを真似する部分がある。合図するキャラクターは日替わりだが、子供がいる収録ではやころ固定。ファミリーコンサートでは、このパートが出演者の挨拶パートとなる。
- 使用開始時にハンドゲートが行われていなかったためか、「スプラッピ・スプラッパ」から長らく続いてきた「そろそろ、おしまーい!」の掛け声もなくなった。その代わり、ソロパート終了後、「さあ、みんなで『おーい』だよ! せーの!」という掛け声がある。通常版は2022年度は花田のみ担当し、2023年度は花田とながたが交代で担当。「手話でうたおう!」版では2022年度版・2023年度版共に花田が担当するバージョンとながたが担当するバージョンが存在する。
- 2023年11月10日より、2020年4月1週目以来となる従来形式の収録の放送が再開された事に伴い、「べるがなる」まで行われていたキャラクターによるハンドゲートを潜る形式が復活した。従来版における、キャラクターの動きを真似するパート部分が置き換えられている。ハンドゲート終了時の掛け声は引き続き「さあ、みんなで『おーい』だよ! せーの!」で、花田とながたが週替わりで担当する。再開時点では同年10月まで親子収録が放送されていた金曜または土曜の放送で使用され、2024年度からは月曜から金曜の放送がこの形式となる。また、再開当初はみももが掛け声担当、やころとルチータがゲート担当に固定されていたが、これも2024年度からは週替わりで入れ替わる形式に戻されている。
- 2024年12月21日放送の熊本収録回では作詞者の斎藤が2人の子供と共にゲスト出演し「手話でうたおう!」版が特別に行われた。
- 作詞：斎藤陽道
- 作曲：牧野奏海
- メンバー
  - 花田ゆういちろう、ながたまや、福尾誠、秋元杏月、みもも、やころ、ルチータ（2022年4月4日 - 2023年3月31日）
  - 花田ゆういちろう、ながたまや、福尾誠、佐久本和夢、秋元杏月、みもも、やころ、ルチータ（2023年4月1日のみ）
  - 花田ゆういちろう、ながたまや、佐久本和夢、秋元杏月、みもも、やころ、ルチータ（2023年4月3日 - ）
  - 花田ゆういちろう、ながたまや、佐久本和夢、秋元杏月、エルモ、ジュリア、クッキーモンスター（2023年11月16日のみ）
  - 花田ゆういちろう、ながたまや、佐久本和夢、秋元杏月、速水けんたろう、茂森あゆみ、はいだしょうこ、横山だいすけ、みもも、やころ、ルチータ（2024年10月5日のみ）[注釈 57]

### 人形劇・うたのおねえさんほか一覧
|          | 人形劇                  | うたのおねえさん | うたのおねえさん | うたのおにいさん | うたのおにいさん | たいそうのおにいさん | たいそうのおにいさん | たいそうのおねえさん |
| -------- | ----------------------- | ---------------- | ---------------- | ---------------- | ---------------- | -------------------- | -------------------- | -------------------- |
| 1960年度 | ブーフーウー            |                  |                  |                  |                  |                      |                      |                      |
| 1961年度 | ブーフーウー            | 真理ヨシコ       | 中野慶子         | 砂川啓介         |                  |                      |                      |                      |
| 1962年度 | ブーフーウー            | 竹前文子         | 中野慶子         | 砂川啓介         |                  |                      |                      |                      |
| 1963年度 | ブーフーウー            | 竹前文子         | 中野慶子         | 砂川啓介         | 佐久間俊直       |                      |                      |                      |
| 1964年度 | ブーフーウー            | 水谷玲子         | 中川順子         | 砂川啓介         | 佐久間俊直       |                      |                      |                      |
| 1965年度 | ブーフーウー            | 水谷玲子         | 中川順子         | 砂川啓介         | 佐久間俊直       |                      |                      |                      |
| 1966年度 | ブーフーウー            | 水谷玲子         | 中川順子         | 砂川啓介         | 佐久間俊直       |                      |                      |                      |
| 1967年度 | ダットくん              | 片桐和子         | 瀬端優美子       | 砂川啓介         | 岡田祥造         |                      |                      |                      |
| 1968年度 | ダットくん              | 片桐和子         | 瀬端優美子       | 砂川啓介         | 岡田祥造         |                      |                      |                      |
| 1969年度 | とんちんこぼうず        | 片桐和子         | 瀬端優美子       | 向井忠義         | 小西幸男         |                      |                      |                      |
| 1970年度 | とんちんこぼうず        | 斉藤昌子         | 森晴美           | 向井忠義         | 小西幸男         |                      |                      |                      |
| 1971年度 | とんでけブッチー        | 斉藤昌子         | 森晴美           | 向井忠義         | 田中星児         |                      | 輪島直幸             |                      |
| 1972年度 | とんでけブッチー        | 小鳩くるみ       |                  | 向井忠義         | 田中星児         |                      | 輪島直幸             |                      |
| 1973年度 | とんでけブッチー        | 小鳩くるみ       | 川原洋一郎       |                  | 田中星児         |                      | 輪島直幸             |                      |
| 1974年度 | うごけぼくのえ          | 斉藤伸子         | 松熊由紀         | 瀬戸口清文       | 田中星児         |                      | 輪島直幸             |                      |
| 1975年度 | うごけぼくのえ          | 斉藤伸子         | 松熊由紀         | 瀬戸口清文       | 田中星児         |                      | 輪島直幸             |                      |
| 1976年度 | ゴロンタ劇場            | 斉藤伸子         | 松熊由紀         | 瀬戸口清文       | 田中星児         | 水木一郎             | 輪島直幸             |                      |
| 1977年度 | ゴロンタ劇場            | 斉藤伸子         | 松熊由紀         | 瀬戸口清文       | たいらいさお     | 水木一郎             | 輪島直幸             |                      |
| 1978年度 | ゴロンタ劇場            | 斉藤伸子         | 松熊由紀         | 瀬戸口清文       | たいらいさお     | 水木一郎             |                      |                      |
| 1979年度 | ブンブンたいむ          | 奈々瀬ひとみ     |                  | 瀬戸口清文       | 宮内良           |                      |                      |                      |
| 1980年度 | ブンブンたいむ          | 奈々瀬ひとみ     |                  | 瀬戸口清文       | 宮内良           |                      |                      |                      |
| 1981年度 | ブンブンたいむ          | しゅうさえこ     | かしわ哲         | 瀬戸口清文       | 林アキラ         | 馮智英               |                      |                      |
| 1982年度 | にこにこぷん            | しゅうさえこ     | かしわ哲         | 瀬戸口清文       | 林アキラ         | 馮智英               |                      |                      |
| 1983年度 | にこにこぷん            | 森みゆき         |                  | 瀬戸口清文       | 林アキラ         | 馮智英               |                      |                      |
| 1984年度 | にこにこぷん            | 森みゆき         |                  | 瀬戸口清文       | 林アキラ         | 馮智英               |                      |                      |
| 1985年度 | にこにこぷん            | 森みゆき         | 坂田おさむ       | 瀬戸口清文       |                  | 馮智英               |                      |                      |
| 1986年度 | にこにこぷん            | 森みゆき         | 坂田おさむ       | 瀬戸口清文       |                  | 馮智英               |                      |                      |
| 1987年度 | にこにこぷん            | 神崎ゆう子       | 坂田おさむ       | 天野勝弘         |                  | 馮智英               |                      |                      |
| 1988年度 | にこにこぷん            | 神崎ゆう子       | 坂田おさむ       | 天野勝弘         |                  | 馮智英               |                      |                      |
| 1989年度 | にこにこぷん            | 神崎ゆう子       | 坂田おさむ       | 天野勝弘         |                  | 馮智英               |                      |                      |
| 1990年度 | にこにこぷん            | 神崎ゆう子       | 坂田おさむ       | 天野勝弘         |                  | 馮智英               |                      |                      |
| 1991年度 | にこにこぷん            | 神崎ゆう子       | 坂田おさむ       | 天野勝弘         |                  | 馮智英               |                      |                      |
| 1992年度 | ドレミファ・どーなっつ! | 神崎ゆう子       | 坂田おさむ       | 天野勝弘         |                  | 馮智英               |                      |                      |
| 1993年度 | ドレミファ・どーなっつ! | 茂森あゆみ       | 速水けんたろう   | 佐藤弘道         |                  | 馮智英               |                      |                      |
| 1994年度 | ドレミファ・どーなっつ! | 茂森あゆみ       | 速水けんたろう   | 佐藤弘道         | 松野ちか         |                      |                      |                      |
| 1995年度 | ドレミファ・どーなっつ! | 茂森あゆみ       | 速水けんたろう   | 佐藤弘道         | 松野ちか         |                      |                      |                      |
| 1996年度 | ドレミファ・どーなっつ! | 茂森あゆみ       | 速水けんたろう   | 佐藤弘道         | 松野ちか         |                      |                      |                      |
| 1997年度 | ドレミファ・どーなっつ! | 茂森あゆみ       | 速水けんたろう   | 佐藤弘道         | 松野ちか         |                      |                      |                      |
| 1998年度 | ドレミファ・どーなっつ! | 茂森あゆみ       | 速水けんたろう   | 佐藤弘道         | 松野ちか         |                      |                      |                      |
| 1999年度 | ドレミファ・どーなっつ! | つのだりょうこ   | 杉田あきひろ     | 佐藤弘道         | タリキヨコ       |                      |                      |                      |
| 2000年度 | ぐ～チョコランタン      | つのだりょうこ   | 杉田あきひろ     | 佐藤弘道         | タリキヨコ       |                      |                      |                      |
| 2001年度 | ぐ～チョコランタン      | つのだりょうこ   | 杉田あきひろ     | 佐藤弘道         | タリキヨコ       |                      |                      |                      |
| 2002年度 | ぐ～チョコランタン      | つのだりょうこ   | 杉田あきひろ     | 佐藤弘道         | タリキヨコ       |                      |                      |                      |
| 2003年度 | ぐ～チョコランタン      | はいだしょうこ   | 今井ゆうぞう     | 佐藤弘道         | タリキヨコ       |                      |                      |                      |
| 2004年度 | ぐ～チョコランタン      | はいだしょうこ   | 今井ゆうぞう     | 佐藤弘道         | タリキヨコ       |                      |                      |                      |
| 2005年度 | ぐ～チョコランタン      | はいだしょうこ   | 今井ゆうぞう     | 小林よしひさ     | いとうまゆ       |                      |                      |                      |
| 2006年度 | ぐ～チョコランタン      | はいだしょうこ   | 今井ゆうぞう     | 小林よしひさ     | いとうまゆ       |                      |                      |                      |
| 2007年度 | ぐ～チョコランタン      | はいだしょうこ   | 今井ゆうぞう     | 小林よしひさ     | いとうまゆ       |                      |                      |                      |
| 2008年度 | ぐ～チョコランタン      | 三谷たくみ       | 横山だいすけ     | 小林よしひさ     | いとうまゆ       |                      |                      |                      |
| 2009年度 | モノランモノラン        | 三谷たくみ       | 横山だいすけ     | 小林よしひさ     | いとうまゆ       |                      |                      |                      |
| 2010年度 | モノランモノラン        | 三谷たくみ       | 横山だいすけ     | 小林よしひさ     | いとうまゆ       |                      |                      |                      |
| 2011年度 | ポコポッテイト          | 三谷たくみ       | 横山だいすけ     | 小林よしひさ     | いとうまゆ       |                      |                      |                      |
| 2012年度 | ポコポッテイト          | 三谷たくみ       | 横山だいすけ     | 小林よしひさ     | 上原りさ         |                      |                      |                      |
| 2013年度 | ポコポッテイト          | 三谷たくみ       | 横山だいすけ     | 小林よしひさ     | 上原りさ         |                      |                      |                      |
| 2014年度 | ポコポッテイト          | 三谷たくみ       | 横山だいすけ     | 小林よしひさ     | 上原りさ         |                      |                      |                      |
| 2015年度 | ポコポッテイト          | 三谷たくみ       | 横山だいすけ     | 小林よしひさ     | 上原りさ         |                      |                      |                      |
| 2016年度 | ガラピコぷ～            | 小野あつこ       | 横山だいすけ     | 小林よしひさ     | 上原りさ         |                      |                      |                      |
| 2017年度 | ガラピコぷ～            | 小野あつこ       | 花田ゆういちろう | 小林よしひさ     | 上原りさ         |                      |                      |                      |
| 2018年度 | ガラピコぷ～            | 小野あつこ       | 花田ゆういちろう | 小林よしひさ     | 上原りさ         |                      |                      |                      |
| 2019年度 | ガラピコぷ～            | 小野あつこ       | 花田ゆういちろう | 福尾誠           | 秋元杏月         |                      |                      |                      |
| 2020年度 | ガラピコぷ～            | 小野あつこ       | 花田ゆういちろう | 福尾誠           | 秋元杏月         |                      |                      |                      |
| 2021年度 | ガラピコぷ～            | 小野あつこ       | 花田ゆういちろう | 福尾誠           | 秋元杏月         |                      |                      |                      |
| 2022年度 | ファンターネ!           | ながたまや       | 花田ゆういちろう | 福尾誠           | 秋元杏月         |                      |                      |                      |
| 2023年度 | ファンターネ!           | ながたまや       | 花田ゆういちろう | 佐久本和夢       | 秋元杏月         |                      |                      |                      |
| 2024年度 | ファンターネ!           | ながたまや       | 花田ゆういちろう | 佐久本和夢       | 秋元杏月         |                      |                      |                      |
| 2025年度 | ファンターネ!           | ながたまや       | 花田ゆういちろう | 佐久本和夢       | 秋元杏月         |                      |                      |                      |

## BSおかあさんといっしょ

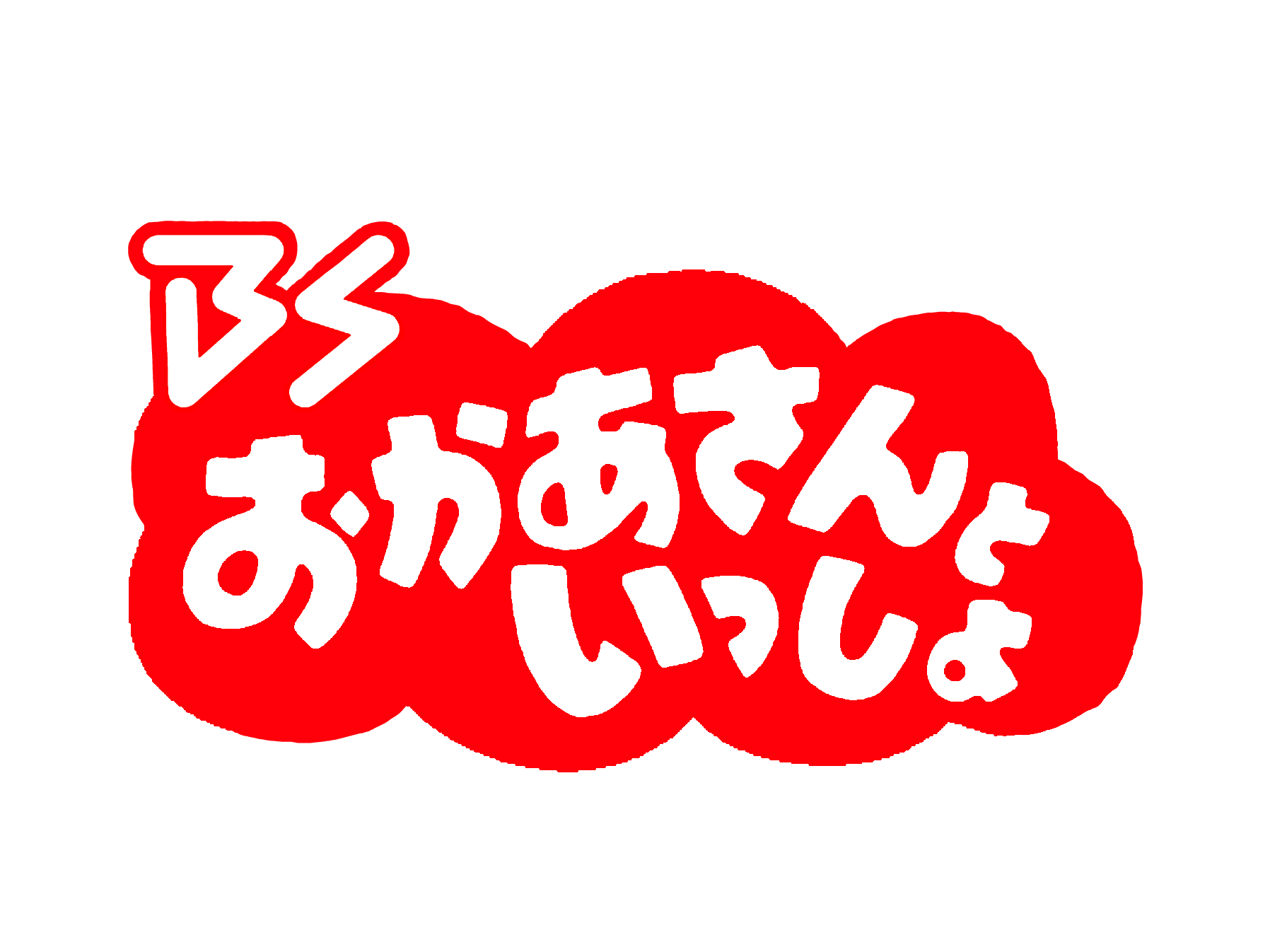
番組ロゴ

2002年4月1日から放送開始。衛星第2テレビにて月 - 木曜日 10:00 - 10:20（再放送：12:15 - 12:35、ファミリーコンサートの放送では10分拡大されるケースがあった）に放送。
「ぐ〜チョコランタン」が「おかあさんといっしょ」での放送が終了し、「BSおかあさんといっしょ」のみの放送となった2009年3月30日からは「BSおかあさんといっしょ　スプーとあそぼ」というタイトルで放送していた。
主に歌、体操、人形劇のコーナーで構成され、身体表現や2000年度以降の日替わりコーナー枠は設けられていない。また、当時の「おかあさんといっしょ」とは番組構成が異なり、人形劇で始まり、歌のコーナーは後半に集中する1998年度以前に近い構成だった。
スタジオコーナーでは、当時の「おかあさんといっしょ」では廃止されていた地方収録が行われていた。
番組編成により本放送の時間帯が休止となり、再放送の時間帯が本放送となるケースも多かった（後述の最終回も、これに該当する）。
映像サイズは当初アナログ・デジタルともに4:3であったが、現在はハイビジョン制作となっているため、デジタル放送では16:9サイズで放送されていた。
2010年3月18日をもって放送終了。「ぐ〜チョコランタン」の最終回が再放送された後に出演者全員が番組終了の告知と挨拶し、「さみしくなんかないってば」を歌唱して8年間の放送を終えた。

### 出演者
- うたのおにいさん：ひなたおさむ
- うたのおねえさん：かまだみき
- たいそうのおにいさん：恵畑ゆう（担当体操は後述、うたのおにいさんの側面もあった）
- 人形劇：ぐ〜チョコランタン

### オープニング
「おかあさんといっしょ」で1999年4月5日 - 2009年3月28日で使用されていた、スプーが登場するCGとアニメーションを組み合わせた堀井勝美作曲のもの。
番組タイトル部分もそのまま使用し、上部に「BS」の文字が付加されている。

### アニメーション
- きょうはだれかな?（2002年4月 - 2008年3月）
- パンツぱんくろう（2008年3月 - 2010年3月）

### 体操
当時、「おかあさんといっしょ」でも使用されていた2つの体操をそれぞれ「おかあさんといっしょ」と同じ時期に使用。

#### あ・い・うー
- 2002年4月1日放送開始時 - 2005年3月
- 作詞：日暮真三
- 作曲：渋谷毅
- 歌：WA・WON、ひまわりキッズ
- 体操：恵畑ゆう

#### ぱわわぷたいそう
- 2005年4月 - 2010年3月17日
- 作詞：平方宏明
- 作曲：堀井勝美
- 歌：中西圭三、木村真紀、ひまわりキッズ
- 監修：佐々木玲子
- 振付：杉谷一隆、NAO
- 体操：恵畑ゆう

### エンディング
スプラッピ・スプラッパ
- 初回から最終回前日の放送まで、一貫して使用。
- 基本的な流れは本家と全く同じ。ハンドゲートは歌のお兄さん・お姉さんのひなたとかまだが担当し、終わりの合図は体操のお兄さんの恵畑ゆうが担当。
- 本家に合わせて、2005年度より出だし部分のアレンジが変わった。
- 作詞：鈴木竹志
- 作曲：堀井勝美
- メンバー：ひなたおさむ、かまだみき、恵畑ゆう、スプー

さみしくなんかないってば
- 最終回のみ使用。
- 元々は、『星空のメリーゴーラウンド〜50周年記念コンサート〜』にて歌唱された楽曲。
- 作詞：井出隆夫
- 作曲：赤坂東児
- メンバー：ひなたおさむ、かまだみき、恵畑ゆう、スプー

## おかあさんといっしょ あそびだいすき!

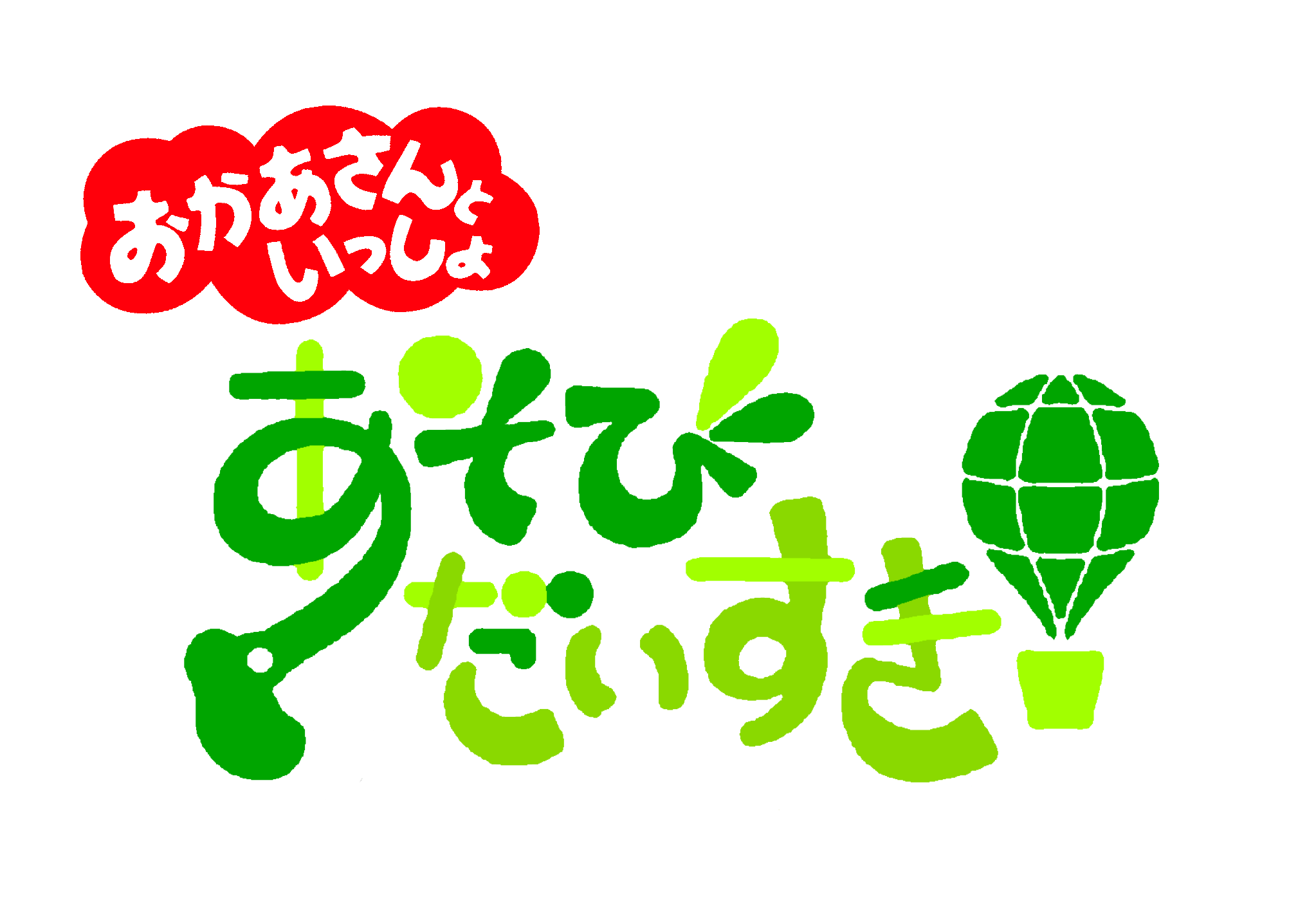
番組ロゴ

2005年4月9日から開始し、2008年3月29日で終了。教育テレビにて毎週土曜日8:35 - 9:00（再放送：17:00 - 17:25。おかあさんといっしょファミリーコンサート放送の週を除く）に放送。
2005年4月1日をもって『おかあさんといっしょ』を卒業した体操のおにいさん佐藤弘道と身体表現のおねえさんのきよこ（タリキヨコから改名）が外に飛び出し、親子とともに体を使って楽しむという内容。
途中アニメやミニコーナーがあり、平日版の人気コーナーだった「イチジョウマン」はこの番組に引き継がれた。
オープニングと遊びの説明アニメーション制作は秋元きつね・井上雪子のユニット「ノラビット」による。

### 出演者
- 佐藤弘道・きよこ

### 番組内容

#### アニメーション
- ショベルカーディグスとはたらく車たち（2005年4月 - 2007年7月）

#### コーナー
- イチジョウマン

演：佐藤弘道
前述の通り『おかあさんといっしょ』にて2003年4月より開始し、佐藤弘道が2005年より『おかあさんといっしょ　あそびだいすき!』に移動に伴い同番組にて最終回まで放送された。

## ファミリーコンサート
1985年に「おかあさんといっしょ ファミリーステージ」として初開催。1989年以降は春と秋の年2回行われているほか、2000年代からはNHKの他番組も参加した大規模なコンサートも定期的に実施されている。

## 映画
2018年より、親子で楽しめる「体験型ファミリー映画」として製作されている。いずれの作品も、親子での鑑賞や映画館に慣れていない子供に配慮して通常の映画に比べて照明は暗くならず、音量も控えめになっているという特徴がある。

### 映画 おかあさんといっしょ はじめての大冒険
2018年9月7日に劇場公開された、『おかあさんといっしょ』の劇場版第1作。2018年当時のレギュラー出演者とゲストの満島真之介による実写パートと、『ガラピコぷ〜』のアニメーション版の2部構成。『ガラピコぷ〜』のアニメーション版では、横山だいすけ（11代目うたのおにいさん）と関根麻里がゲスト声優として出演。
出演
- 花田ゆういちろう
- 小野あつこ
- 小林よしひさ
- 上原りさ
- 満島真之介（ゲストお兄さん）

アニメーション版『ガラピコぷ〜』声の出演
- チョロミー - 吉田仁美
- ムームー - 冨田泰代
- ガラピコ - 川島得愛
- スキッパー - 西川貴教
- ゴムリ - 横山だいすけ
- イオ - 関根麻里

作品情報
- 製作：『映画 おかあさんといっしょ　はじめての大冒険』製作委員会
- 配給：日活　ライブ・ビューイング・ジャパン
- 制作：NHKエデュケーショナル／ダイナモピクチャーズ
- 上映時間：70分
- プロデューサー：古屋光昭 / 高橋信一

### 映画 おかあさんといっしょ すりかえかめんをつかまえろ!
2020年1月24日に劇場公開された、『おかあさんといっしょ』の劇場版第2作。今作はおにいさん・おねえさんらの実写パートと『ガラピコぷ〜』のアニメーションパートでストーリーがリンクしており、劇中で随時両方の世界観を行き来する。2020年時点のレギュラーメンバーに加え、小林よしひさ、上原りさ、横山だいすけ、賀来賢人がゲストとして出演。興行収入は1億5100万円。
出演
- 花田ゆういちろう
- 小野あつこ
- 福尾誠
- 秋元杏月
- 小林よしひさ（すりかえかめんも演じる）
- 上原りさ（すりかえお嬢も演じる）[注釈 72]
- 横山だいすけ
- 賀来賢人

声の出演
- チョロミー - 吉田仁美
- ムームー - 冨田泰代
- ガラピコ - 川島得愛

作品情報
- 製作：『映画 おかあさんといっしょ　すりかえかめんをつかまえろ!』製作委員会
- 配給：日活　ライブ・ビューイング・ジャパン
- 制作：NHKエデュケーショナル／ダイナモピクチャーズ
- 脚本：杉山王郎
- 音楽：ベアグラウンド

### 映画 おかあさんといっしょ ヘンテコ世界からの脱出!
2021年9月10日に劇場公開された、『おかあさんといっしょ』の劇場版第3作。2021年時点のレギュラーメンバーに加え、小林よしひさ、横山だいすけ、小池徹平がゲストとして出演。興行収入は7200万円。
出演
- 花田ゆういちろう
- 小野あつこ
- 福尾誠
- 秋元杏月
- 小林よしひさ
- 横山だいすけ
- 小池徹平

声の出演
- チョロミー - 吉田仁美
- ムームー - 冨田泰代
- ガラピコ - 川島得愛
- スキッパー - 西川貴教

作品情報
- 製作：『映画 おかあさんといっしょ　ヘンテコ世界からの脱出!』製作委員会
- 配給：日活　ライブ・ビューイング・ジャパン
- 制作：NHKエデュケーショナル／ダイナモピクチャーズ
- 脚本：杉山王郎
- 振付：振付屋かぶきもん
- 音楽：ベアグラウンド

## 番組関連イベント
ファミリーコンサート以外にもおかあさんといっしょ関連のイベントが存在する。ファミリーコンサート開始以前の1980年代まではデパート等や各地の市民会館でのイベントが行われることもあった。
1990年代からは人形劇をメインに据えた地方巡回イベント「おかあさんといっしょ ○○がやってきた!（○○はイベント実施当時放送中の人形劇タイトル）」が開始された。（スタート当初はドレミファ・どーなっつ!）出演者は人形劇キャラクターのほか、番組の歴代おにいさん・おねえさんや他番組やイベントで活躍するおにいさん・おねえさんである。また、出演当時、おかあさんといっしょの現役おにいさん・おねえさんが出演したケースもあり、卒業後に現役時代コンビだったおにいさん・おねえさんがそろって登場したケースもある。（このイベントのテレビ放送はなし）
このほか、「○○小劇場（○○は開催当時放送中の人形劇タイトル）」として、さらに小規模なイベントも開催されている。
いずれのイベントも、開催地のある地域のNHKの放送局で告知されており、ファミリーコンサート同様に一定の人気がある。

## 雑誌
番組内容をベースとした刊行物として、『NHKのおかあさんといっしょ』が講談社から発売されている。今月の歌の歌詞や、いろいろな歌や、しつけなどが載っている。また、保護者向けに番組関連の特集コーナーや、ファミリーコンサートなどのイベント情報も掲載されている別冊ファミリースタジオがセットになっている（月刊誌時代は本誌から切り離し可能だった）。1 - 3歳児向け（創刊からしばらくは0歳児も対象であった）。
また、講談社の他の乳幼児向け雑誌にも番組関連のページが存在し、これらの雑誌と共同で1995年度（1996年1月 - 3月）から2013年度まで毎年冬に「うたのビデオ（2006年度以降はDVD）」を応募者限定販売していた。
1985年9月に、同年の10月号として創刊。創刊号の表紙を飾ったのは坂田おさむ、森みゆき、瀬戸口清文と「にこにこぷん」のキャラクター（じゃじゃまる、ぴっころ、ぽろり）で、付録として2曲入りのソノシートがついていた。
なお、創刊から2014年9月号（同年8月15日発売）までは毎月発売の月刊誌であったが、発刊30年目となる2014年10・11月号からは奇数月発刊の隔月刊となり（偶数月発売の『いないいないばあっ!』と交互）、ファミリースタジオは合冊化された。
創刊以来、発刊ペースを変更しつつも定期発刊されていたが2016年8・9月号と10・11月号、2017年8・9月号は諸般の事情により休刊となり、2019年3月15日発売の2019年春号より、3月・6月・9月・12月の年4回、3か月に1回発刊の季刊誌に移行した。更に2021年冬号からは上記のように発刊月が変更された。(発刊月調整のため、本来2020年冬号として発売される予定であった2021年冬号のみ、2020年秋号発売の4か月後の発売となった)
2022年秋号で従来の幼児向け雑誌としての発行を終え、2023年度からはムック形式にリニューアルすると同時に6月と12月の年2回刊行となった。

## 番組関連映像・音源販売
50年以上の歴史があるゆえ、番組関連のソフトはレコードやVHSをはじめとした絶版になっているものを含め数多く存在する。
現在番組関連のCDおよびDVDを多く発売しているのはポニーキャニオンであり、前身のキャニオンレコード時代からLPレコードやCD・カセットテープを販売し、1990年春のファミリーコンサート以降は各種ビデオ・DVDを2016年現在に至るまで発売している。（ファミリーコンサートに関しては当初VHS、CD、カセットテープを発売していたが、2000年代以降DVDの販売を開始、2006年のものを持ってVHSの販売を終了している。）主にファミリーコンサートの映像/音源と、最新ベスト（CD）および最新ソングブック（DVD）を発売している。
その次に多いのが日本コロムビアである。NHKエンタープライズと関係があることからかつてはこちらからレコード・CDが多数発売されていた。主に番組内の人形劇関連のビデオ・CD・DVDをメインに販売している。近年は、上記のとおりポニーキャニオンにとってかわるようになったが、それでも番組の周年記念CDを出すなど現在もこちらから発売されるソフトは少なくない。
なお、DVDは2009年度までは画面比4:3サイズで制作されていたが、2010年度分よりアナログ放送のレターボックス放送移行に伴うテロップ類の位置移動などの関係で16:9サイズに変更された。ただし、DVDのスペック上画質は標準画質になっている。ブルーレイでリリースされた2013年版以降ののスペシャルステージは、特典映像ともどもハイビジョン画質で収録された。

### 現在の主な販売形態
- 『NHKおかあさんといっしょ 最新ベスト○○（○○には収録曲のうちの1曲のタイトルが入る）』…ポニーキャニオンから毎年10月に発売されるCDで、このタイトルでの販売は1996年度から。また、1998年度分までのVHS（現・最新ソングブック）の一部タイトルにおいても使用。
- 『NHKおかあさんといっしょ 最新ソングブック○○（○○には収録曲のうちの1曲のタイトルが入る）』…2000年4月（1999年度分）以降ポニーキャニオンから毎年4月に発売されるDVDで、2020年4月（2019年度分）よりブルーレイディスク版を併売。（2006年度までVHS版も並行販売）なお、同様の内容で構成されるVHSビデオ自体は、タイトルこそ異なるが1994年（1993年度分）より販売されていた。当初の収録内容は歌クリップのみで構成されていたが、1996年発売の「NHKおかあさんといっしょ 最新ベスト みんなでうたおう16」からはおにいさん・おねえさんによる曲間の新録パート（1996年・1997年はうたのおにいさん・おねえさんのみの出演、1998年以降はたいそうのおにいさん・おねえさんも出演）が挿入されている。また、DVDのみの販売となって以降は、本編に加えて特典映像として夏特集・冬特集・春特集の内容が全編または抜粋の形で収録されることが多い。
- 『NHKおかあさんといっしょファミリーコンサート　○○（○○には公演タイトルが入る）』…5月および11月のNHKホールのコンサートの模様を収録したDVDとCD（かつては、VHS・カセットテープでも販売）。1989年までは日本コロムビアから、1990年からポニーキャニオンから年2回販売されている。1988年のみ本編内容を一部カットしたダイジェスト版、1989年度のコンサートと1990年7月発売の「母と子のファミリーコンサート」のビデオは2巻に分割して収録している。スペシャルステージや最新ソングブックではブルーレイディスク版の併売が行われている一方で、ファミリーコンサートに関しては2021年度までは原則DVDのみの販売が継続されていた。2019年秋の「ふしぎな汽車でいこう〜60周年記念コンサート〜」及び2022年度のコンサートではブルーレイディスク版が併売されている。

この他、スペシャルステージの模様を収録したCDとDVDも販売されており、2013年度のスペシャルステージよりブルーレイディスクでも販売される。
1980年代後半以降は、番組映像が放映当時にVHSによる映像ソフト化が行われるようになった一方で、番組放送開始初期の1960年代から1980年代中盤までの番組映像は、後述の通りNHKに残る映像資料数自体が少なく、放送当時市販されていたVHS等の家庭用映像媒体の映像ソフトが無い事も多いため、一般に市販メディアでの入手は困難であるが、一部の映像は2004年にNHKエンタープライズが発売した「懐かしのこども番組グラフィティー 〜おかあさんといっしょクロニクル〜」に収録されており、比較的容易に視聴可能となっている。

## 番組の保存状況
テレビ黎明期の時代から続く長寿番組で、開始から1年間を除き帯番組として放送されている関係上、全部保存されていれば想定上莫大な数の映像が存在するが、NHKアーカイブスの保存番組検索で確認される限りにおいては、放送開始から1960年代前半の映像はほとんど残っていない（当時のテレビ番組の多くは使い回しが一般的だった2インチVTRで収録されていたため、NHK・民放とも現存数は少ない）。
1960年代に放送された番組の内、残っている映像で、テレビにおいて放送された実績（または番組ライブラリーで公開された実績）があるのは、1967年3月に放送されたブーフーウーの最終回とそのひとつ前の回、うたのえほんの中で放送された当時のうたのおねえさん中川順子が歌っている「アイアイ」の映像（モノクロ映像）や、初代たいそうのおにいさん砂川啓介が担当した「元気に一・二」の映像など数本である。この事から、番組開始から1970年代初頭までの出演者の一部については当時の映像が全く残っていないという結果を生み出している。特に「うたのえほん」以外のコーナーの多くは映像が残っておらず、当時の資料として台本や写真しかないケースもあり、その中で比較的多く残されている人形劇においても、黎明期の作品ではキネコ映像で最後の2回、及び広報番組用に撮影されたカラーフィルムが残っていた「ブーフーウー」、本編保存は無いが辛うじて広報番組用に撮影されていたカラーフィルム映像がある「ダットくん」があるのみで、「とんちんこぼうず」と「とんでけブッチー」はVTRどころかフィルムやキネコ映像も現存していない。
ビデオ映像として最も古い保存作品は、出演者の浜井都が家庭用ビデオで録画していた「うごけぼくのえ」9回分であり、続く「ゴロンタ劇場」から「ブンブンたいむ」、これらと並行して土曜日に放送されていた「ミューミューニャーニャー」までの作品は放送用VTRおよび家庭用ビデオで散発的に数回の保存がある。放送期間が長期に及び、放映期間中に放送用VTRの保管が始まった「にこにこぷん」ですら、最初の2年間の放送回に未保存回があり、1984年度以降も放送用VTRでは残っていない回がある。また、残っている映像においても、1960年代のものはほぼ全てキネコ形式での録画のため、本放送当時より映像・音声の質が低下している。2014年には、俳優の高橋元太郎がVHSにダビングして保管していた「うたいっぱい」の最終回（1967年3月放送）を提供している。
その後1970年代以降になると、視聴者提供を中心とした家庭用ビデオテープに録画されたものを含め保存本数も増え、1984年度からはNHKが総合テレビの1日の放送を送出状況の確認のため、家庭用VTRで録画するようになり、そこから抜粋する形でほぼすべての回が保存されている（放送用VTRの形での完全保存開始時期は不明）。1998年度までは、番組が二部構成に分かれていたこと、さらに地方収録では後半から映像回線を収録担当局に切り替えて放送していた経緯から、人形劇など前半分テープと歌・体操など後半分テープとが別々に分かれたVTRが1回につき2本出てくることがあるが、保存時には1回分として1本のVTRにまとめて保存されている。
また、ハイビジョン化（MUSE方式）した1995年10月放送分 - 2004年度ごろまでは、地上波用にサイドカットしたものと2002年度まで衛星放送で実施していたハイビジョン放送用に分けて（あるいはいずれか一方が）保存されている回があり、2012年7月15日に再放送された1999年10月4日の回は、ハイビジョン化後の回であるが、当時地上波で放送した標準画質版で放送されている。この他、1回分の放送テープとは別に番組内で放送した事前収録の歌クリップも別途保管されているケースがある。

## スタッフ
- 構成：枝常弘、加藤晃、宮田修、鯨岡隆、横山由和、小笠原英樹、桑原永江、長江優子、古川順一、林龍雄、木村裕一、八木絋一郎、日暮美佐、八木順一朗、ふじきみつ彦、木庭有生子
- 音楽：パラボラレル、増田太郎、永田太郎、戸田由里子、ベアグラウンド、谷口尚久、山口優、堀井勝美、荒木尚美、柴草玲、haruka nakamura
  - 過去の音楽担当：越部信義、福田和禾子、乾裕樹、井上堯之、斎藤ネコ、赤坂東児、冷水ひとみ、本田洋一郎、磯部智子、蒲池愛、永友聖也、ササキトモコ、牧野奏海、五十嵐洋
- 演奏：東京室内楽協会
- 人形美術：スタジオ・ノーヴァ
- 振付：大原晶子、みつばちまき、大田洋子、明羽美姫、森川次朗、堀広希
- タイトルアニメーション：若井丈児、スリー・ディ、ポケット

## 歌って踊って「おかあさんといっしょ」名シーン集
『たくさんのEね!ありがとう「お願い!編集長」スペシャル』で放送された、再放送リクエスト特集。
- 放送日時：2012年12月31日 月曜 12:00 - 14:00
- ナレーション：渡辺智美

| コーナー                                                     | 初回放送日     |
| ------------------------------------------------------------ | -------------- |
| 歌「どんなかお」（坂田おさむ・神崎ゆう子）                   | 1990年10月12日 |
| 歌「かにのおじさん」（坂田おさむ）                           | 1990年10月12日 |
| 歌「ブレーメンのおんがくたい」（坂田おさむ・神崎ゆう子）     | 1992年07月01日 |
| 歌「きみのなまえ」（杉田あきひろ・つのだりょうこ）           | 1999年04月05日 |
| 歌「パンダうさぎコアラ」（今井ゆうぞう・はいだしょうこ）     | 2003年07月15日 |
| 歌「はじめまして」「たのしいね」（横山だいすけ・三谷たくみ） | 2008年03月31日 |
| 人形劇「スプーとガタラット」第1回                            | 1999年04月05日 |
| 歌「ジャングルポケット」                                     | 1993年01月20日 |
| 歌「シンデレラのスープ」                                     | 2000年02月10日 |
| 歌「ふわふわバスタオル」                                     | 2011年10月27日 |
| 歌「タンポポ団にはいろう!!」                                 | 2008年03月28日 |
| 体操「ぞうさんのあくび」                                     | 1990年10月12日 |
| 体操「あ・い・うー」「スプラッピスプラッパ」                 | 2003年07月15日 |
| 人形劇「ぐ〜チョコランタン」                                 | 2008年07月21日 |
| 人形劇「ぐ〜チョコランタン」                                 | 2008年07月22日 |
| 人形劇「ぐ〜チョコランタン」                                 | 2008年07月25日 |
| 人形劇「ぐ〜チョコランタン」                                 | 2008年07月26日 |
| 歌「にじのいろとおほしさま」                                 | 1990年10月12日 |
| 歌「どうやるの」                                             | 2002年01月10日 |
| 歌「あっちこっちマーチ」                                     | 2009年03月19日 |
| 歌「ぺた ぺた ぺったんこ」                                   | 2004年04月14日 |
| 50周年特集 5日目                                             | 2009年07月24日 |
| 人形劇「ぐ〜チョコランタン」                                 | 2009年03月19日 |
| 人形劇「ぐ〜チョコランタン」最終回                           | 2009年03月19日 |
| 人形劇「モノランモノラン」最終回                             | 2011年03月26日 |
| ダンス「ズーズーダンス」                                     | 2006年04月28日 |
| ダンス「ゴッチャ!」                                          | 2012年03月31日 |
| ダンス「ハイ・ポーズ」                                       | 1990年10月12日 |
| ダンス「デ・ポン!」                                          | 2004年04月14日 |
| ダンス「トライ!トライ!トライ!」                              | 1998年04月07日 |
| 人形劇「にこにこぷん」第1回                                  | 1982年04月05日 |

## おかあさんといっしょ　リクエストスペシャル
「お願い! 編集長」枠で放送された、再放送リクエスト特集。
- 放送日時：2017年12月17日 日曜 15:30 - 16:00
- ナレーション：不明

| コーナー                                                     | 初回放送日     |
| ------------------------------------------------------------ | -------------- |
| 日替わりコーナー「かぞえてんぐ」（横山だいすけ・三谷たくみ） | 2013年04月03日 |
| 歌「おふろじゃぶじゃぶ」（速水けんたろう・茂森あゆみ）       | 1999年02月22日 |
| 歌「お猿と鏡」（横山だいすけ・三谷たくみ）                   | 2013年11月14日 |
| 歌「ほっとけーきはすてき」（横山だいすけ・三谷たくみ）       | 2014年09月24日 |
| コーナー「志ん輔ショー」（古今亭志ん輔）                     | 1994年01月06日 |
| 歌「ボログツブギ」（今井ゆうぞう・はいだしょうこ）           | 2004年10月07日 |
| 歌「地球ネコ」（今井ゆうぞう・はいだしょうこ）               | 2003年10月06日 |
| 歌「おまつりすんだはらっぱに」（つのだりょうこ）             | 2002年10月23日 |
| 歌「おまつりすんだはらっぱに」（横山だいすけ・三谷たくみ）   | 2009年07月18日 |
| 歌「にじのいろとおほしさま」（坂田おさむ・神崎ゆう子）       | 1990年12月12日 |
| 人形劇「ポコポッテイト」最終回                               | 2016年03月31日 |

## やぎさんゆうびんスペシャル
新型コロナウイルス感染拡大を受けて、特別編成にて放送された。視聴者だけでなく、おにいさん、おねえさんからのリクエストにこたえる歌・体操のコーナーと、平日通して放送の「しりとりれっしゃ」復活が主な内容。

## 関連番組
おとうさんといっしょ

### 過去の関連番組
うたのえほん
もっとモットおかあさんといっしょ
BSハイビジョンで2000年から2002年まで放送されていたミニ番組。当時BSハイビジョンでも放送されていたおかあさんといっしょとセットで放送された。
「あ・い・うー」と「デ・ポン!」を中心とした構成で、子供たちのイラスト紹介、都内の幼稚園の園児数人で「パジャマでおじゃま」をやるといった企画も行われていた。出演は、佐藤弘道とタリキヨコの2人。
BSおかあさんといっしょ
おかあさんといっしょ あそびだいすき!